# Neoclasicism

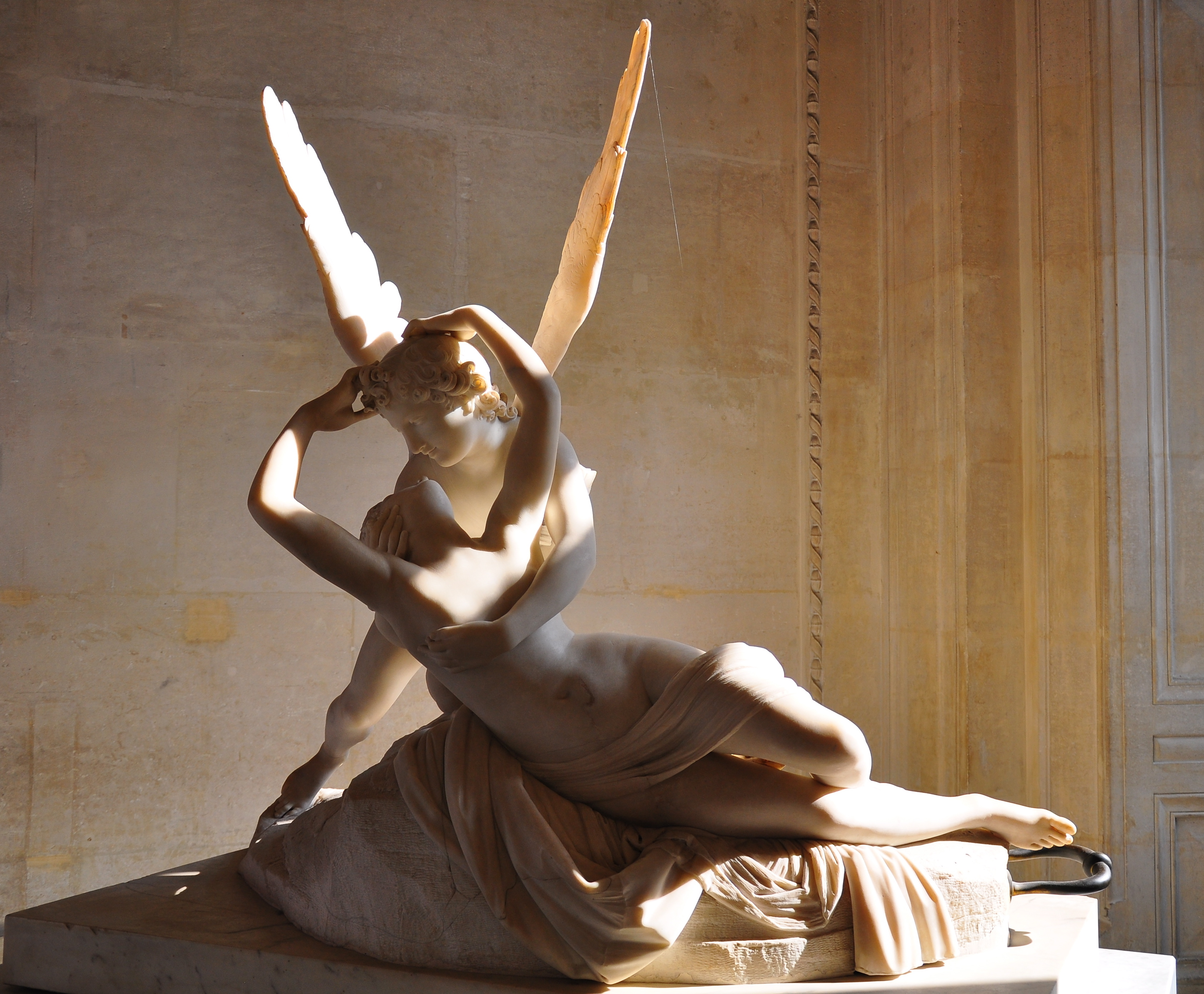
Psyche Înviată de Sărutul lui Cupidon; de Antonio Canova; 1787; marmură; 155 cm × 168 cm; Luvru

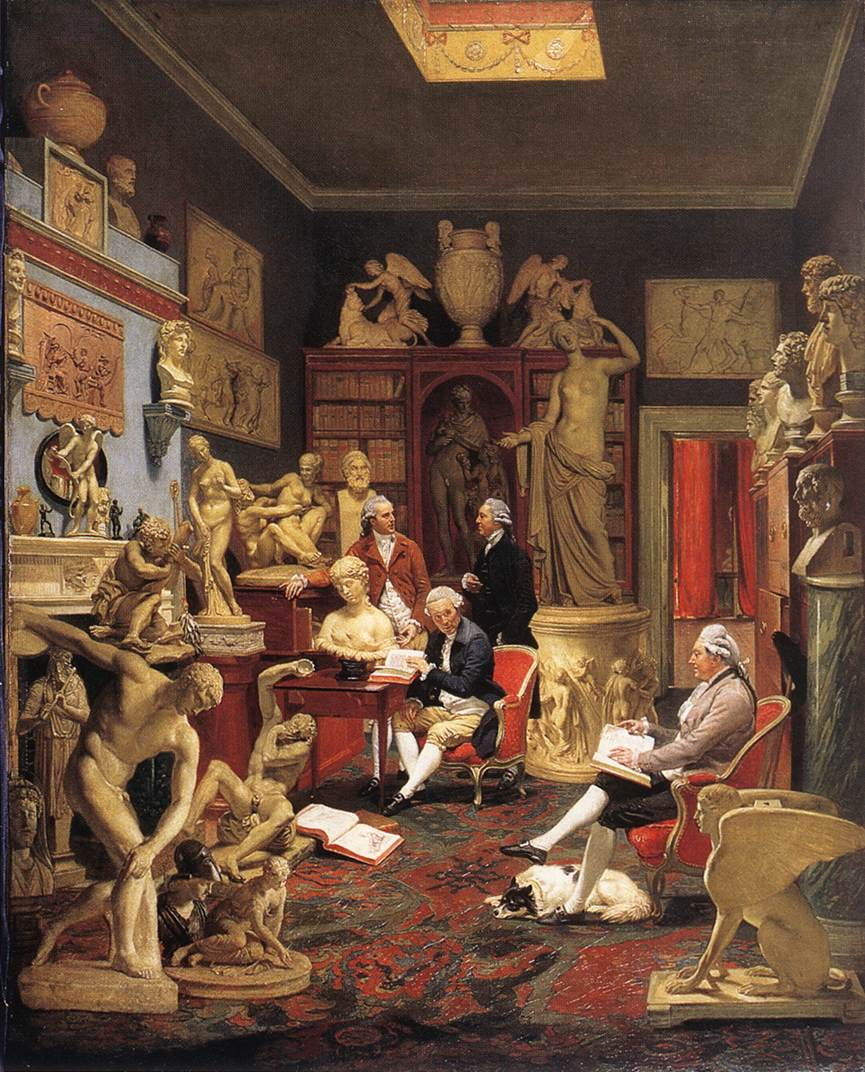
Charles Towneley în galeria sa cu sculpturi; de Johann Zoffany; 1782; ulei pe pânză; înălțime: 127 cm, lățime: 102 cm; Galeria și Muzeul de Artă Towneley (Burnley, Regatul Unit)

Neoclasicismul (din greacă νέος nèos, „nou” și κλασικός klasikόs, „de cel mai înalt rang”) a fost o mișcare culturală occidentală în artele decorative și vizuale, literatură, teatru, muzică și arhitectură care s-a inspirat din arta și cultura antichității clasice. Apărut în Roma în mare parte datorită scrierilor lui Johann Joachim Winckelmann în momentul redescoperirilor din Pompeii și Herculaneum popularitatea sa se răspândea în toată Europa, astfel încât o generație de studenți europeni în artă se întorceau din Italia înapoi în țările lor de origine cu idealuri greco-romane recent redescoperite. Principala mișcare neoclasică coincidea cu Epoca Iluminismului (cunoscută și ca Epoca Luminilor) din secolul al XVIII-lea continuând la începutul secolului al XIX-lea și concurând partial cu romantismul. În arhitectură, stilul a continuat de-a lungul secolelor XIX, XX și până în secolul XXI.
Neoclasicismul european în artele vizuale a apărut în aproximativ 1760 în opoziție cu rococoul dominant atunci.  Arhitectura rococo accentuează grația, ornamentația și asimetria; arhitectura neoclasică se bazează pe principiile simplității și simetriei, care erau văzute ca virtuți ale artelor Romei și Greciei antice și preluate de clasicismul renascentist din secolul al XVI-lea. Fiecare „neo”clasicist selectează unele modele din gama de posibile clasice care îi sunt disponibile și le ignoră pe altele. Scriitorii și vorbitorii neoclasici, patronii și colecționarii, artiștii și sculptorii din anii 1765–1830 aduceau un omagiu unei idei legate de generația lui Phidias, dar exemplele de sculptură adoptate erau mai probabil copii romane ale sculpturilor elenistice. Ei ignorau atât arta greacă arhaică, cât și operele din Antichitatea târzie. Arta „rococo” a Palmirei antice a venit ca o revelație, prin gravuri în The Ruins of Palmyra. Chiar și Grecia era totuși nevăzută, o stagnare a Imperiului Otoman, periculoasă de explorat, așa că aprecierea neoclasicilor față de arhitectura greacă era mediată prin desene și gravuri, care netezeau și regularizau subtil monumentele Greciei, nu mereu conștient.
Stilul Empire, o a doua fază a neoclasicismului în arhitectură și artele decorative, avea centrul cultural la Paris în Epoca Napoleoniană.

## Istorie
Neoclasicismul e o renaștere a numeroaselor stiluri și a spiritului antichității clasice, inspirat direct din perioada clasică, care a coincis și a reflectat evoluțiile din filosofie și alte domenii ale epocii iluminismului și a fost inițial o reacție împotriva exceselor din stilul precedent rococo. Chiar dacă mișcarea e adesea descrisă ca omologul opus al romantismului, asta e o simplificare excesivă care tinde să nu fie durabilă atunci când sunt luați în considerare artiști sau opere specifice. Cazul presupusului principal campion al neoclasicismului târziu, Jean-Auguste-Dominique Ingres, demonstrează asta deosebit de bine. Învierea clasicismului poate să fie urmărită până la stabilirea arheologiei formale.

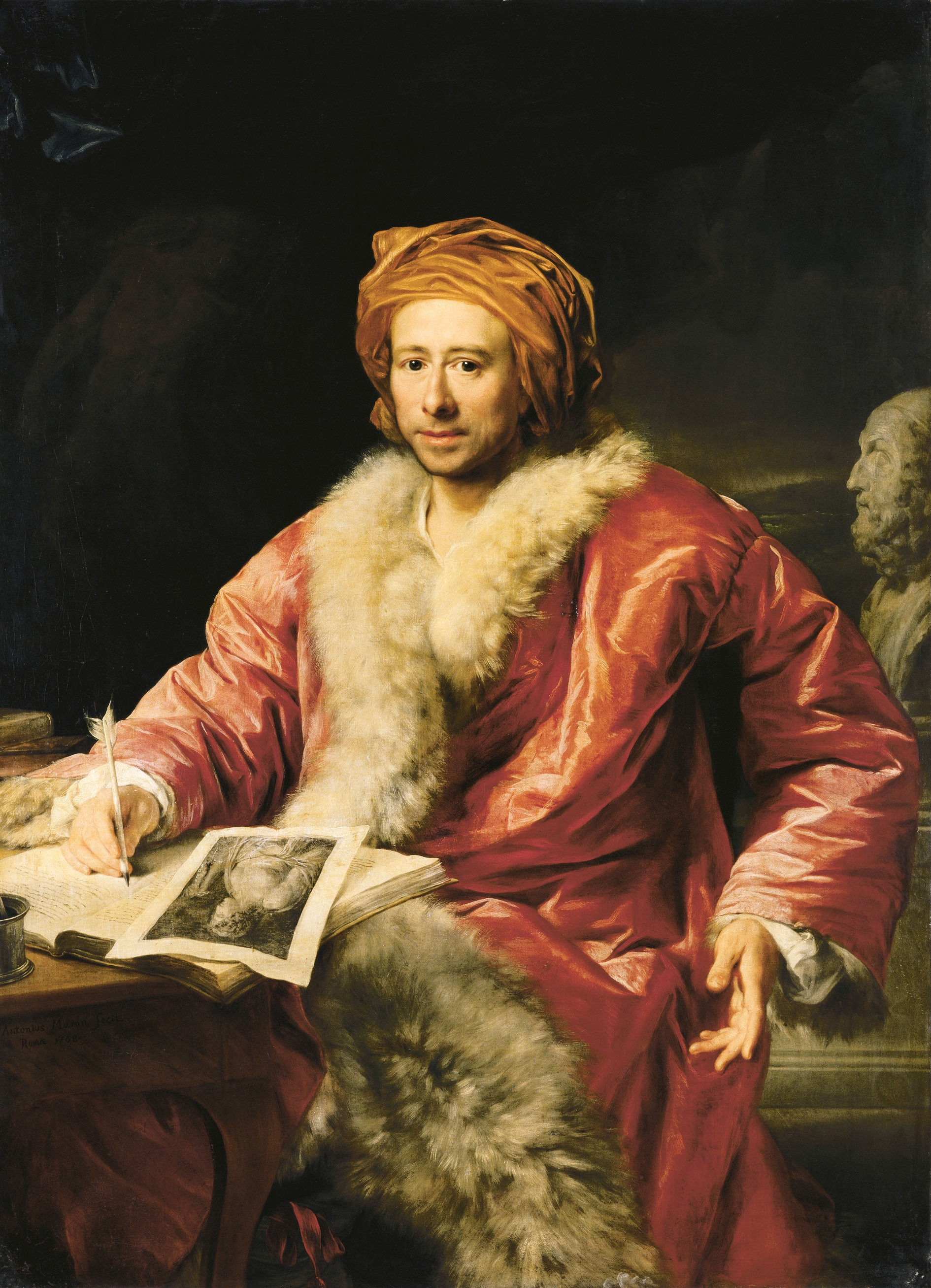
Johann Joachim Winckelmann, supranumit „părintele arheologiei”

Scrierile lui Johann Joachim Winckelmann au fost importante în conturarea mișcării atât în arhitectură, cât și în artele vizuale. Cărțile sale Thoughts on the Imitation of Greek Works in Painting and Sculpture („Gânduri despre Imitarea Operelor Grecești în Pictură și Sculptură”, 1750) și Geschichte der Kunst des Alterthums („Istoria Artei Antice”, 1764) au fost primele care au făcut o distincție clară între arta greacă veche și cea romană și au definit perioadele din arta greacă, urmărind o traiectorie de la creștere la maturitate și apoi imitare sau decadență care continuă să aibă influențe până în prezent. Winckelmann credea că arta ar trebui să vizeze „simplitatea nobilă și măreția calmă”, și a lăudat idealismul artei grecești, în care spunea că găsim „nu numai natura la cea mai intensă frumusețe, ci și ceva dincolo de natură, și anume anumite forme ideale ale frumuseții sale, care, așa cum ne învață un străvechi interpret al lui Platon, provin din imagini create doar de minte”. Teoria era foarte departe de a fi nouă în arta occidentală, dar accentul pe copierea atentă a modelelor grecești era: „Singura modalitate prin care putem să deveni mari sau dacă acest lucru este posibil, inimitabil, este să-i imităm pe antici”.
Odată cu apariția Marelui Tur, a început un mod de colectare a antichităților care a pus bazele multor colecții mari, răspândind o înviere neoclasică în toată Europa. „Neoclasicismul” din fiecare artă implică un anumit canon al unui model „clasic”.
În engleză, termenul „Neoclassicism” e folosit în primul rând pentru artele vizuale; mișcarea similară din literatura engleză, care a început considerabil mai devreme, se cheamă literatură augustană. Acest lucru, care era dominant de câteva decenii, a început să scadă până când neoclasicismul în artele vizuale a devenit la modă. Chiar dacă termenii diferă, situația din literatura franceză a fost asemănătoare. În muzică, perioada a cunoscut apariția muzicii clasice, iar „neoclasicismul” e folosit pentru evoluțiile din secolul XX. Cu toate astea, operele lui Christoph Willibald Gluck au reprezentat o abordare specific neoclasică, precizată în prefața sa la partitura publicată din Alceste (1769), care urmărea reformarea operei prin eliminarea ornamentelor, creșterea rolului corului în conformitate cu tragedia greacă, și folosirea linii melodice simple, fără ornamente.

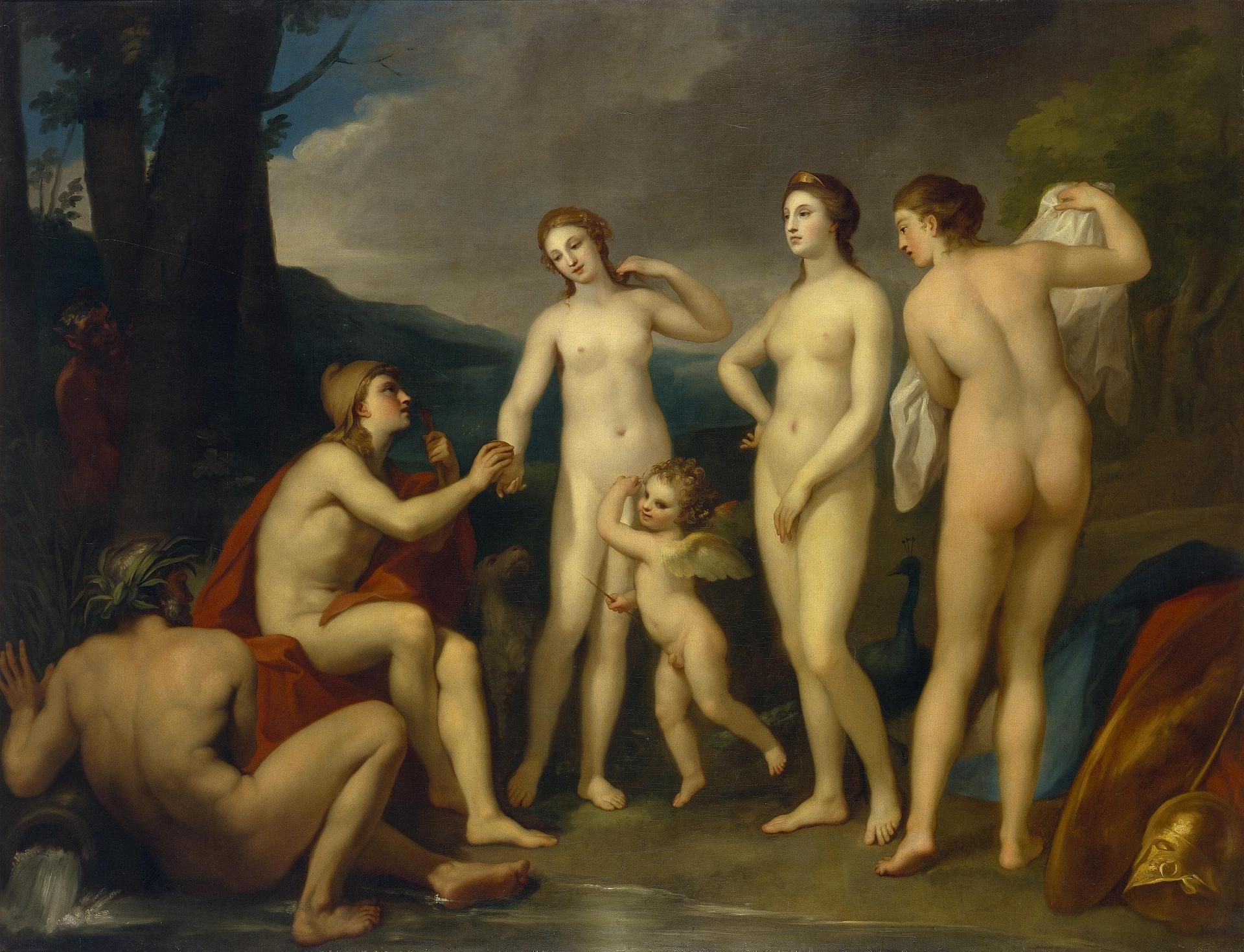
Judecata lui Paris; de Anton Raphael Mengs; circa 1757; ulei pe pânză; înălțime: 226 cm, lățime: 295 cm; cumpărat de Ecaterina cea Mare din atelier; Ermitaj (Sankt Petersburg, Rusia)

Termenul „neoclasic” nu a fost inventat până la mijlocul secolului al XIX-lea, iar la acea vreme stilul a fost descris prin termeni ca „stilul adevărat”, „reformat” sau „reînviat”, ceea ce a fost considerat a fi reînviat variind considerabil. Modelele antice erau cu siguranță foarte implicate, dar stilul putea să fie privit și ca o înviere a Renașterii și, mai ales, în Franța, ca o revenire la barocul mai auster și nobil din epoca lui Ludovic al XIV-lea, pentru care se dezvoltase o nostalgie considerabilă întrucât poziția militară și politică dominantă a Franței a început un declin grav. Portretul cu încoronarea lui Napoleon pictat de Jean-Auguste-Dominique Ingres a împrumutat chiar și de la dipticele consulare antice târzii și carolingiene, spre dezaprobarea criticilor.
Neoclasicismul a fost cel mai puternic în arhitectură, sculptură și artele decorative, unde modelele clasice din aceleași medii erau relativ numeroase și accesibile; exemple din pictura antică care au demonstrat calitățile pe care scrierile lui Winckelmann le-au găsit în sculptură. Winckelmann a fost implicat în diseminarea cunoașterii primelor mari picturi romane descoperite, la Pompeii și Herculaneum și, la fel ca majoritatea contemporanilor, cu excepția lui Gavin Hamilton, a fost neimpresionat de ele, citând comentariile lui Plinius cel Tânăr despre declinul picturii în perioada sa.
În ceea ce privește pictura, pictura greacă s-a pierdut în totalitate: pictorii neoclasiciști au reînviat-o prin imaginație, parțial prin frize cu basorelief, mozaicuri și ceramică pictată, și parțial prin exemplele de pictură și decorare din Înalta Renaștere a generației lui Rafael, fresce din Domus Aurea al lui Nero, Pompeii și Herculaneum și prin admirarea reînnoită a lui Nicolas Poussin. Multă pictură „neoclasică” e mai clasicizantă în materie decât în orice altceva. O dispută acerbă, dar adesea foarte prost informată, a luat naștere timp de decenii cu privire la meritele relative ale artei grecești și romane, Winckelmann și colegii săi eleniști fiind în general de partea câștigătoare.

## Pictura și gravurile

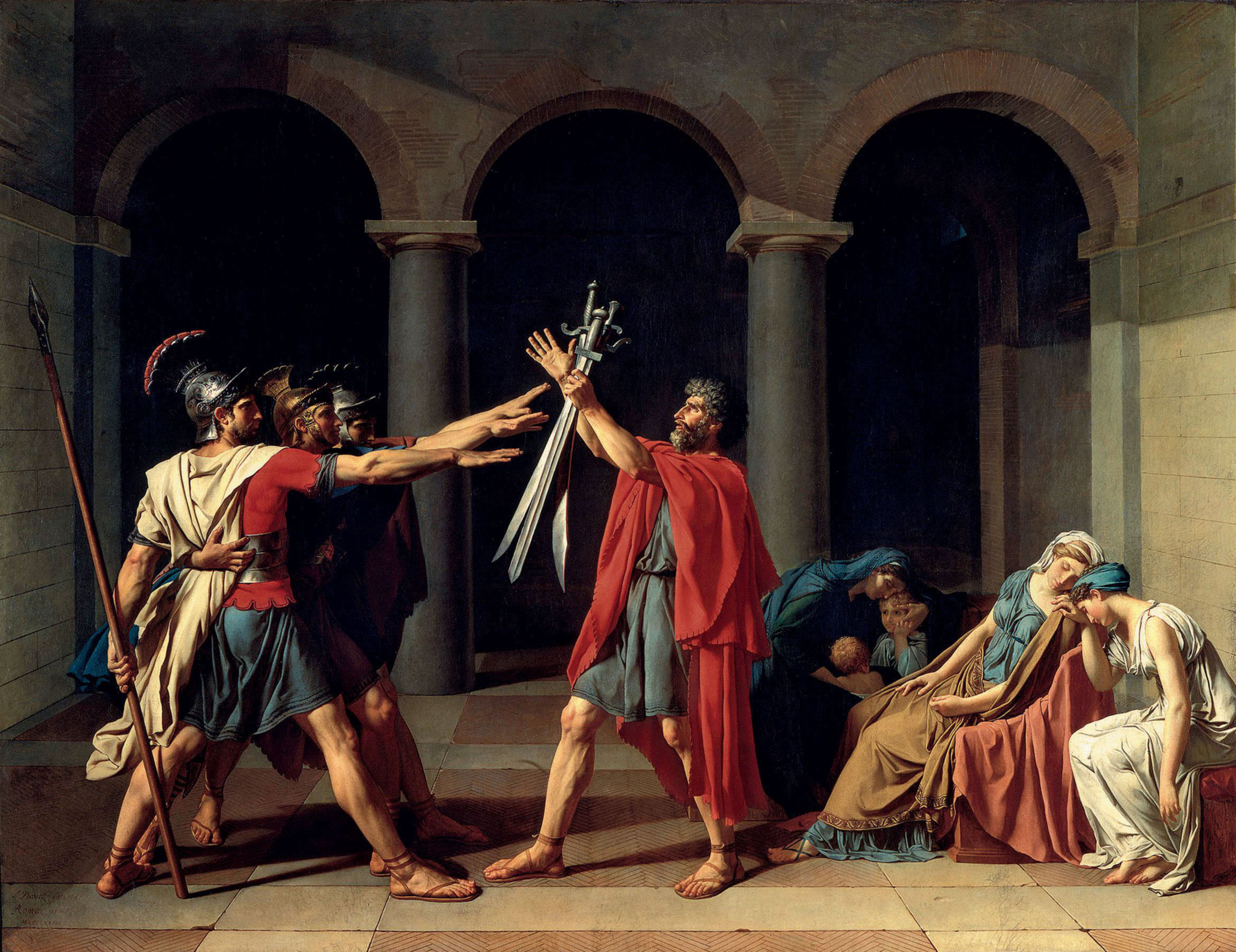
Jurământul Horațiilor; de Jacques-Louis David; 1784; ulei pe pânză; 3,3 x 4,27 m; Luvru

Este greu de recuperat natura radicală și incitantă a picturii neoclasice timpurii pentru publicul contemporan; acum îi străfulgeră chiar pe acei scriitori înclinați spre el ca fiind „insipid” și „aproape în întregime neinteresant pentru noi” - unele dintre comentariile lui Kenneth Clark despre ambițiosul Parnas al lui Anton Raphael Mengs la Vila Albani, de artistul pe care prietenul său Winckelmann l-a descris ca „cel mai mare artist al său și poate din vremurile ulterioare”. Desenele, transformate ulterior în stampe, ale lui John Flaxman foloseau desenul liniar foarte simplu (considerat ca fiind cel mai pur mediu clasic) și figuri în mare parte de profil ca să descrie Odiseea și alte subiecte și, odată, „au incendiat tineretul artistic al Europei” dar acum sunt „neglijate”, în timp ce picturile istorice ale Angelicăi Kauffman, în principal portretiste, sunt descrise ca având „o moliciune și plictiseală untuoase” de Fritz Novotny. Frivolitatea rococo și mișcarea barocă au fost eliminate, dar mulți artiști s-au străduit să pună orice în locul lor și, în absența unor exemple antice pentru pictura istorică, în afară de vasele grecești folosite de Flaxman, Rafael a avut tendința de a fi folosit ca model substitutiv, după cum a recomandat Winckelmann.
Opera altor artiști, care nu ar putea să fie descrisă ușor ca insipidă, a combinat aspecte ale romantismului cu un stil în general neoclasic și fac parte din istoria ambelor mișcări. Pictorul germano-danez Asmus Jacob Carstens a terminat foarte puține lucrări mitologice mari pe care le-a planificat, lăsând mai ales desene și studii de culoare care deseori reușesc să abordeze prescripția lui Winckelmann de „simplitate nobilă și măreție calmă”. Spre deosebire de schemele nerealizate ale lui Carstens, gravurile lui Giovanni Battista Piranesi au fost numeroase și profitabile și au fost luate înapoi de cei care făceau Marele Tur în toate părțile Europei. Principalul său subiect erau clădirile și ruinele Romei și era mai stimulat de vechi decât de modern. Atmosfera oarecum neliniștitoare a multora dintre Vedute-le sale (vederi) devine dominantă în seria sa de 16 stampe Carceri d’Invenție („închisori imaginare”) a căror „arhitectură ciclopeană apăsătoare” transmite „vise de frică și frustrare”. Născut în Elveția, Johann Heinrich Füssli și-a petrecut cea mai mare parte a carierei în Anglia și, în timp ce stilul său fundamental se baza pe principiile neoclasice, subiecții și tratamentul său reflectau mai des tulpina „gotică” a romantismului și căutau să evoce dramatism și entuziasm.
Neoclasicismul în pictură a câștigat un nou sentiment de direcție odată cu succesul senzațional al Jurământului Horațiilor al lui Jacques-Louis David la Salonul de la Paris din 1785. În ciuda evocării virtuților republicane, tabloul a fost o comandă a guvernului regal, pe care David a insistat să o picteze în Roma. David a reușit să combine un stil idealist cu dramă și forță. Perspectiva centrală e perpendiculară pe planul imaginii, făcut mai accentuată de arcada slabă din spate, împotriva căreia figurile eroice sunt dispuse ca într-o friză, cu un indiciu de iluminare artificială și punere în scenă a operei, și colorarea clasică a lui Nicolas Poussin. David a devenit rapid liderul artei franceze și, după Revoluția Franceză, a devenit un om politic cu controlul asupra unui mare patronaj guvernamental în artă. El a reușit să-și păstreze influența în Epoca Napoleoniană, apelând la opere propagandistice, dar a trebuit să părăsească Franța în exil în Bruxelles în timpul Restaurației Bourbone.
Printre numeroșii studenți ai lui David s-au numărat Jean-Auguste-Dominique Ingres, care s-a văzut ca un clasicist de-a lungul lungii sale cariere, în ciuda unui stil matur care are o relație echivocă cu curentul principal al neoclasicismului și a multor diversiuni ulterioare în orientalism și-n stilul trubadur care sunt greu de distins de cele ale contemporanilor săi romantici, cu excepție prin proeminența pe care operele sale o dau mereu desenului. A expus la salon timp de peste 60 de ani, din 1802 până la începutul impresionismului, dar stilul său, odată format, s-a schimbat puțin.

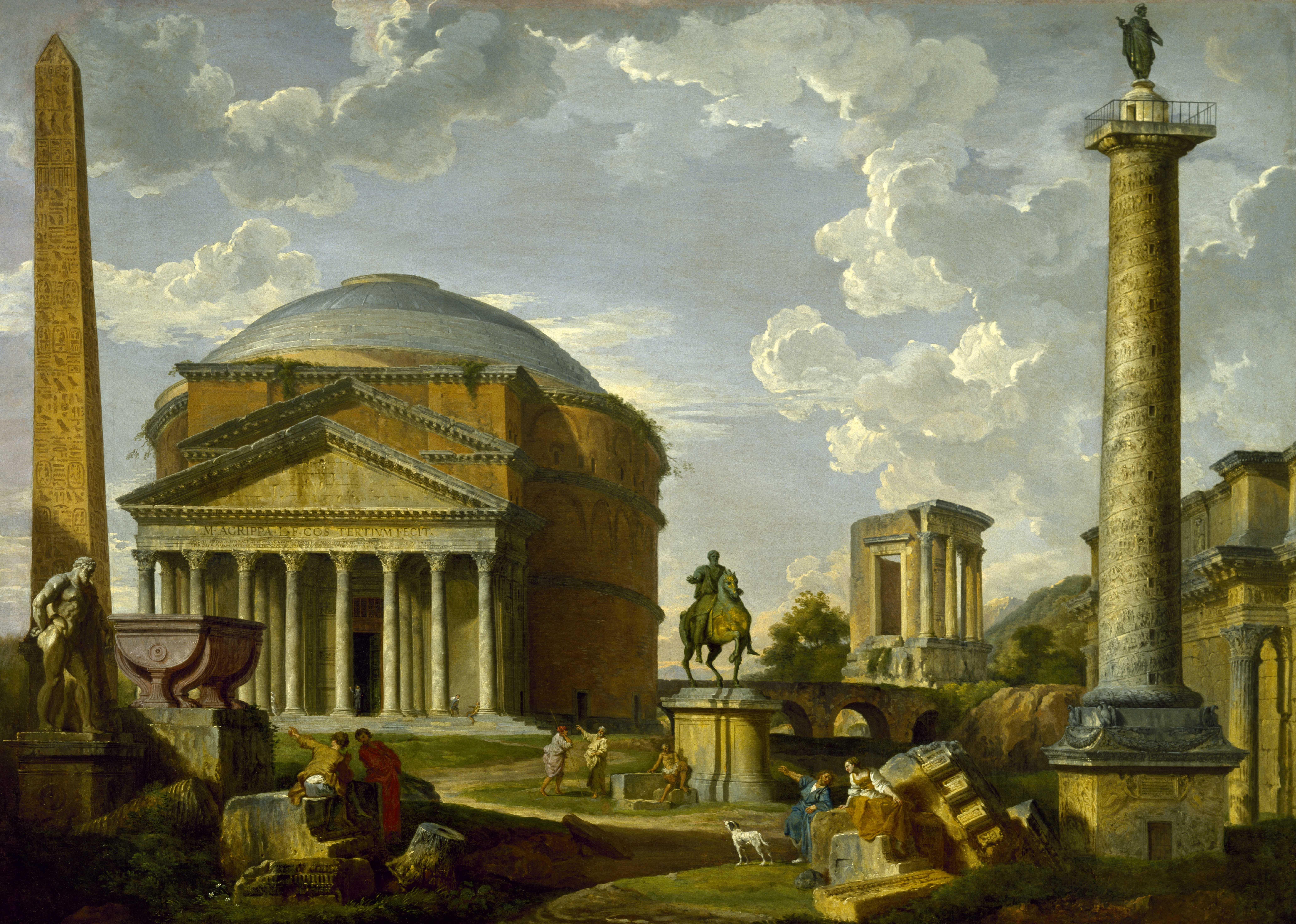
Priveliște Fantastică cu Panteonul și Alte Monumente ale Romei Antice, un exemplu de capriccio; de Giovanni Pauolo Panini; 1737; ulei pe pânză; 98,9 x 137,49 cm; Muzeul de Arte Frumoase (Huston, Texas, SUA)
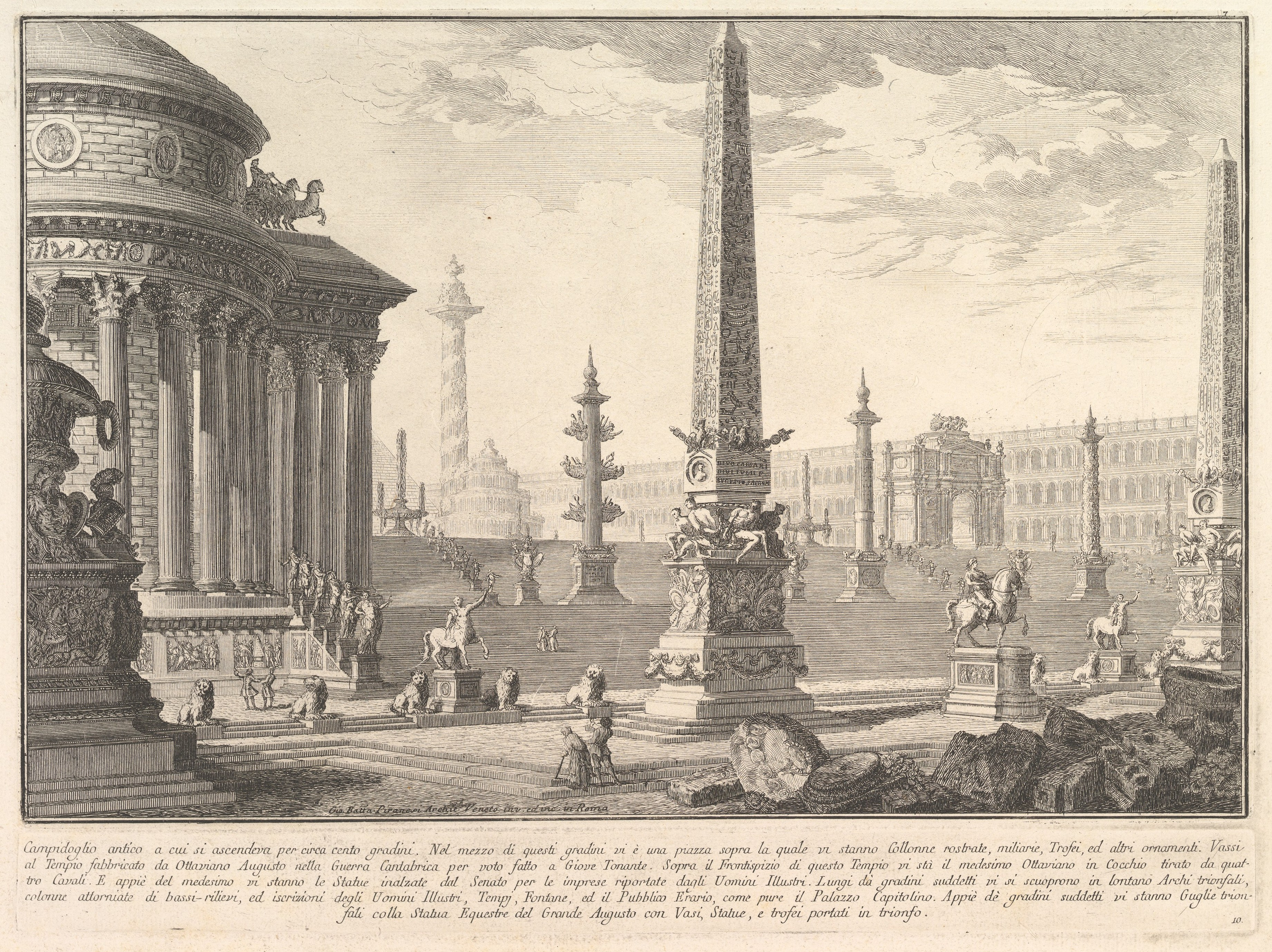
Vechiul Capitol ridicat cu aproximativ o sută de trepte . . .; de Giovanni Battista Piranesi; c.1750; gravură; mărimea întregii foi: 33,5 × 49,4 cm; Muzeul Metropolitan de Artă (New York City)
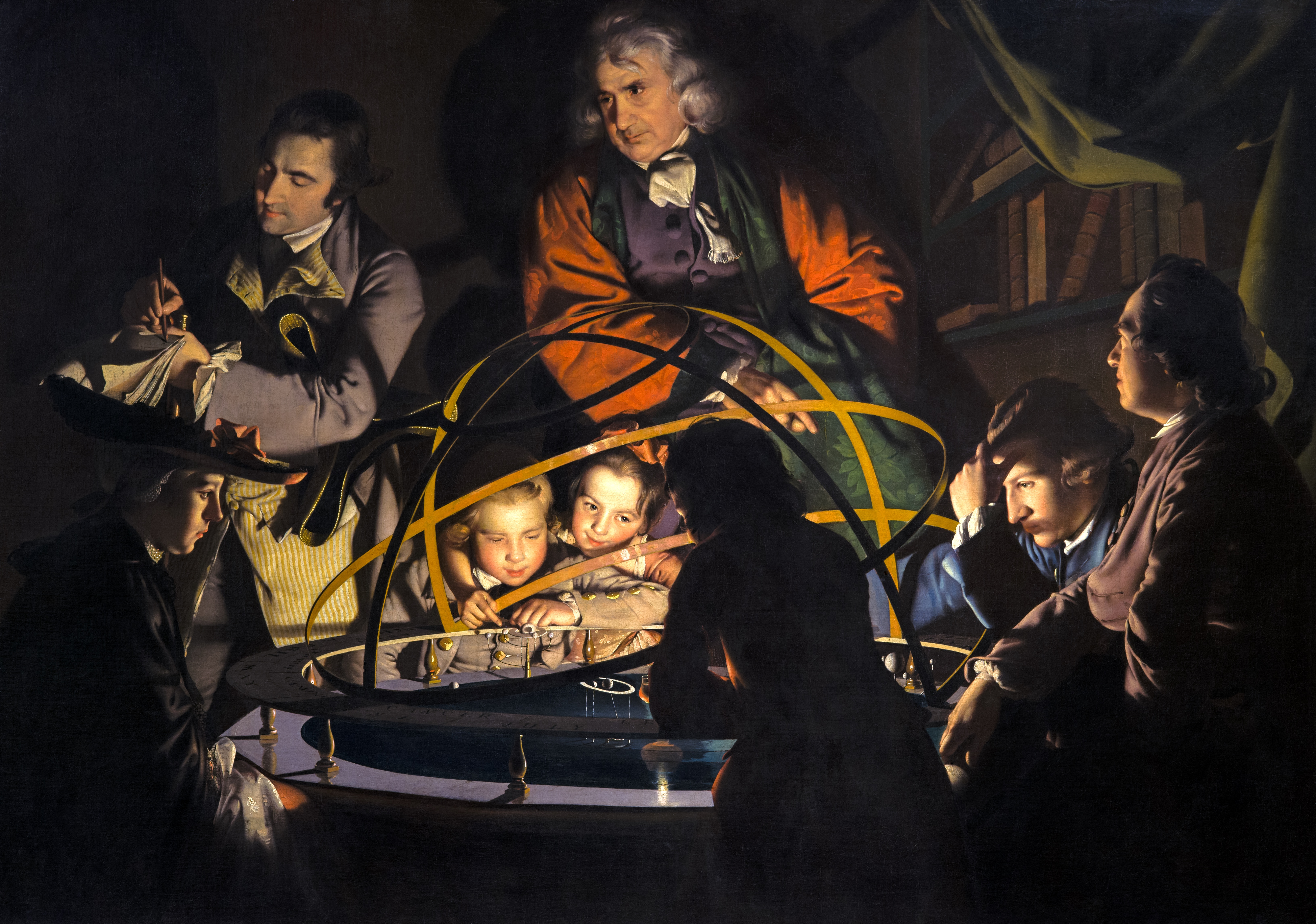
Un Filozof Ținând Curs despre Planetariu; de Joseph Wright of Derby; c.1766; ulei pe pânză; 1,47 x 2,03 m; Muzeul și Galeria de Artă Derby (Derby, Anglia)
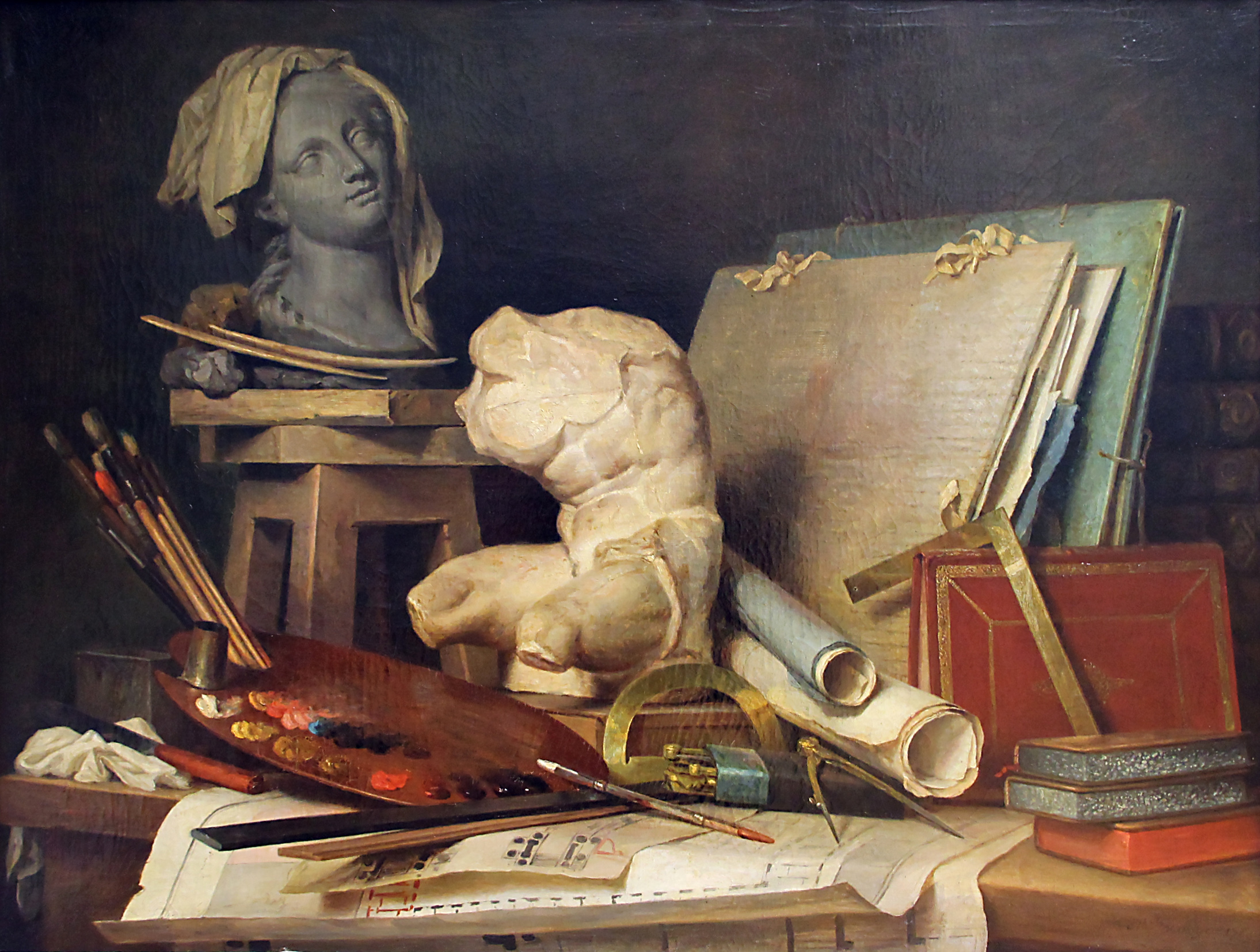
Atributele Artelor; de Anne Vallayer-Coster; 1769; ulei pe pânză; 90 x 121 cm; Luvru
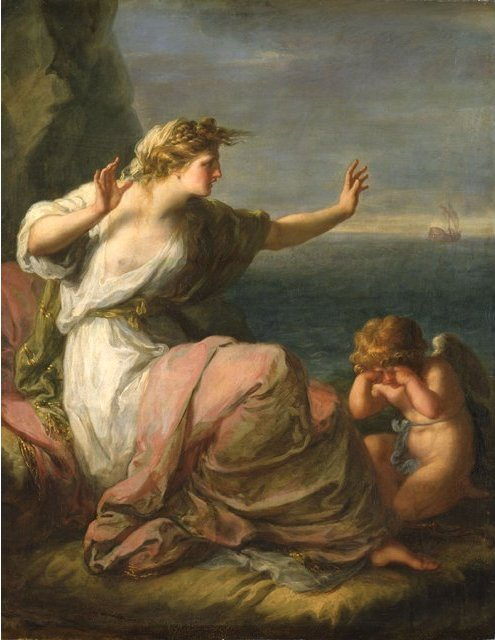
Ariadna Abandonată; de Angelica Kauffmann; înainte de 1782; ulei pe pânză; 88 x 70,5 cm; Gemäldegalerie Alte Meister (Dresda, Germania)
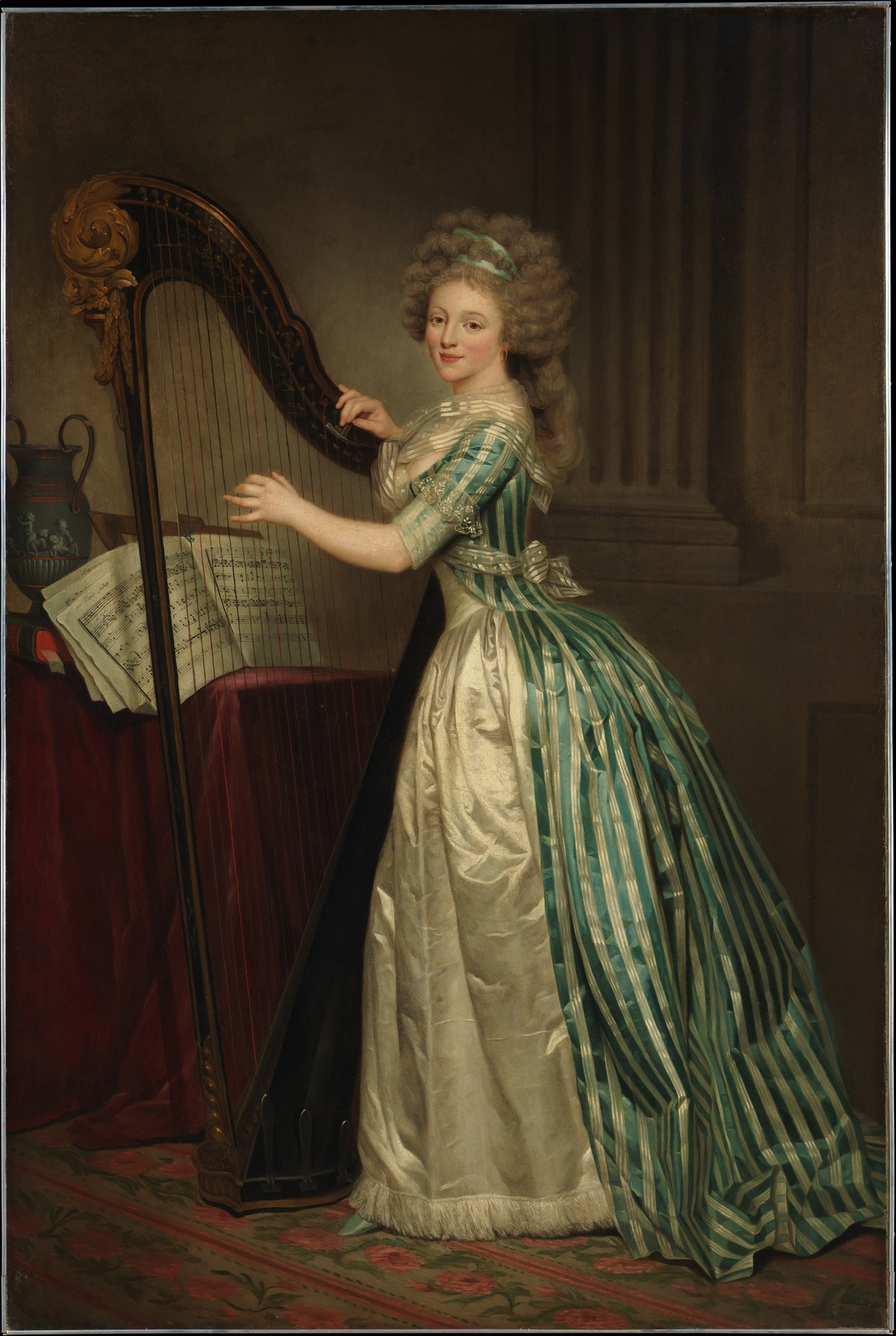
Autoportret cu o Harpă; de Rose-Adélaïde Ducreux; 1791; ulei pe pânză; 193 x 128,9 cm; Muzeul Metropolitan de Artă
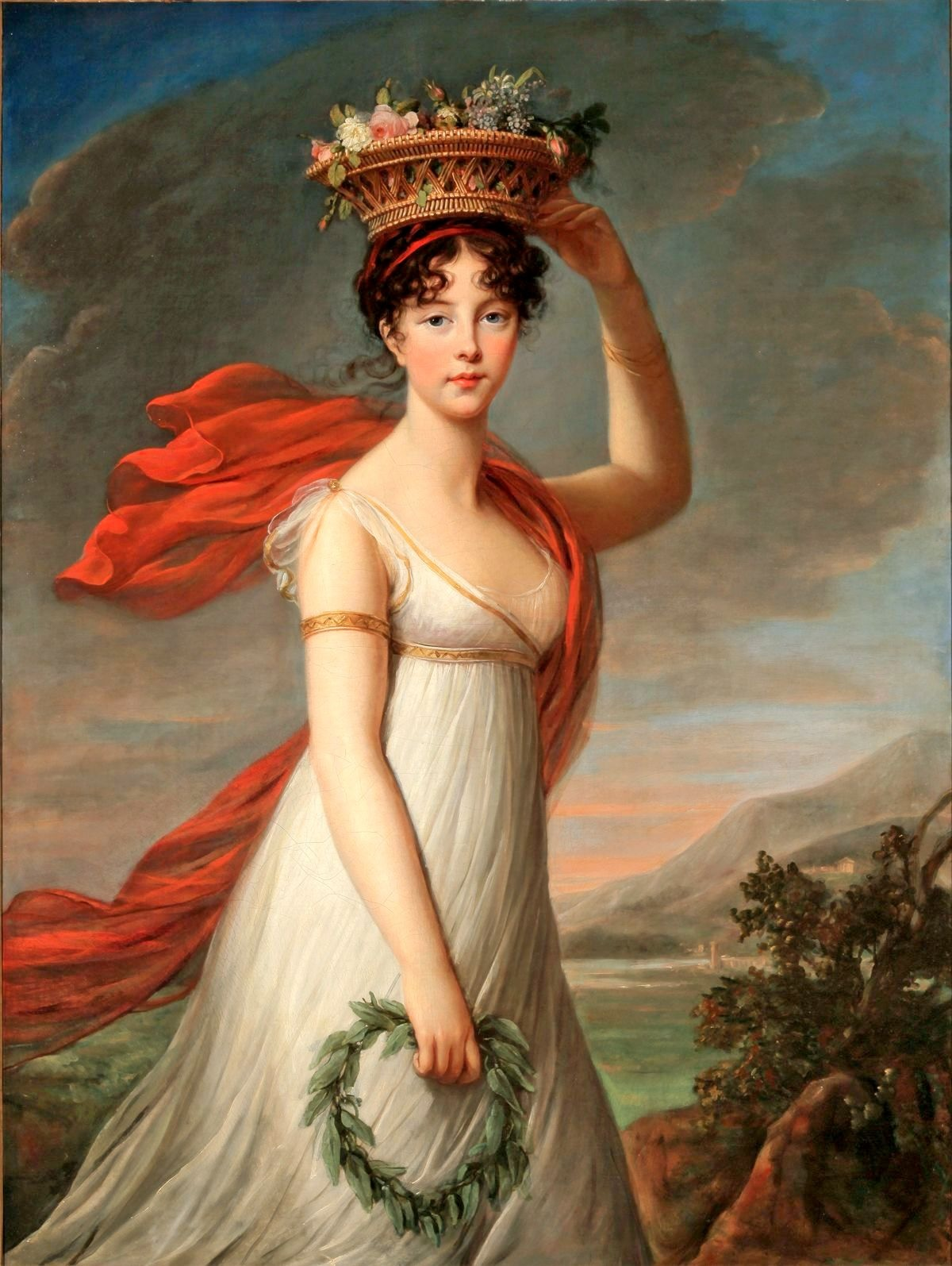
Julie Lebrun ca Flora; de Élisabeth Vigée Le Brun; c.1799; ulei pe pânză; 129,5 x 97,8 cm; Muzeul de Arte Frumoase (Saint Petersburg, Florida, SUA)
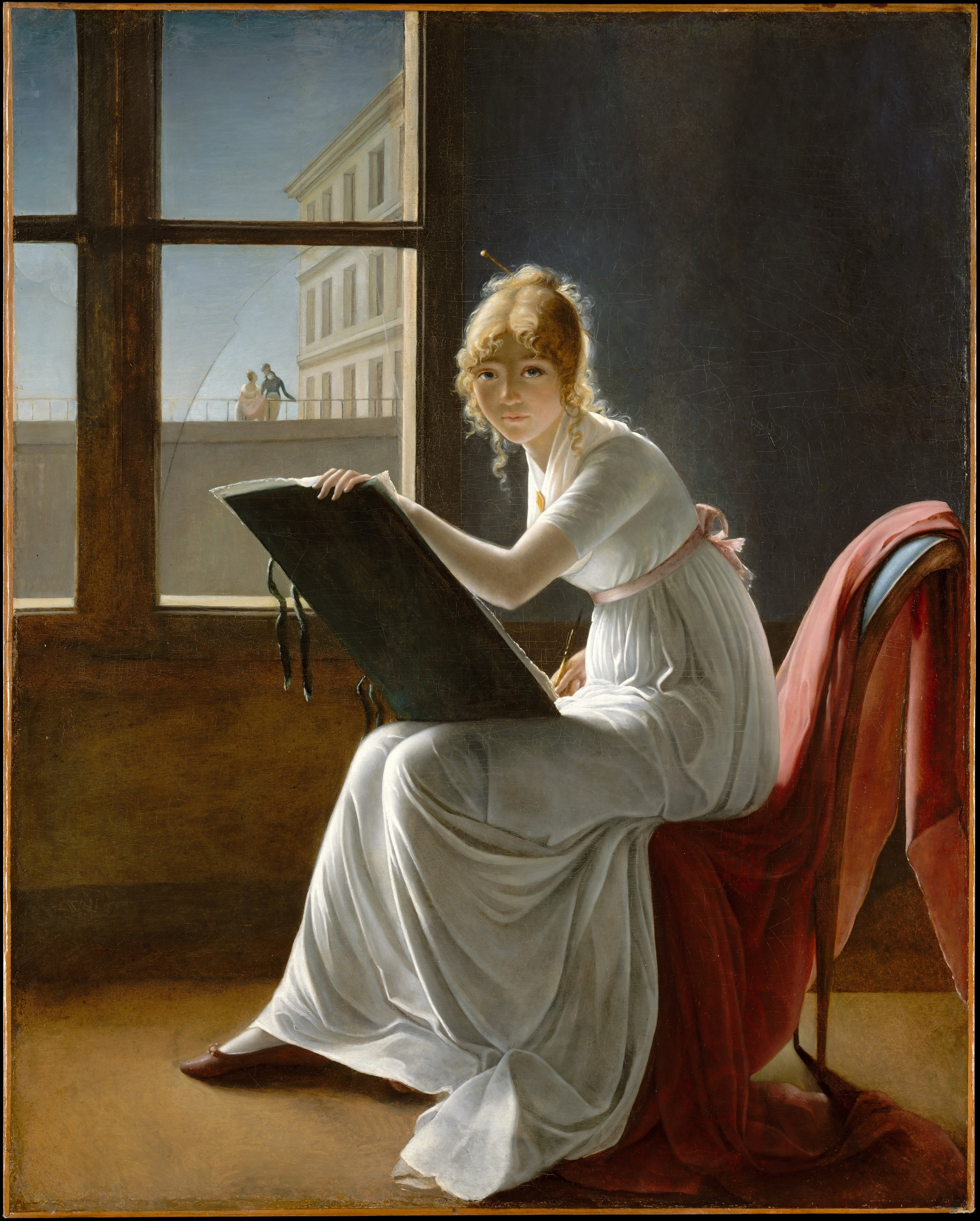
Portret al lui Charlotte du Val d'Ognes; de Marie-Denise Villers; 1801; ulei pe pânză; 161,3 x 128,6 cm; Muzeul Metropolitan de Artă
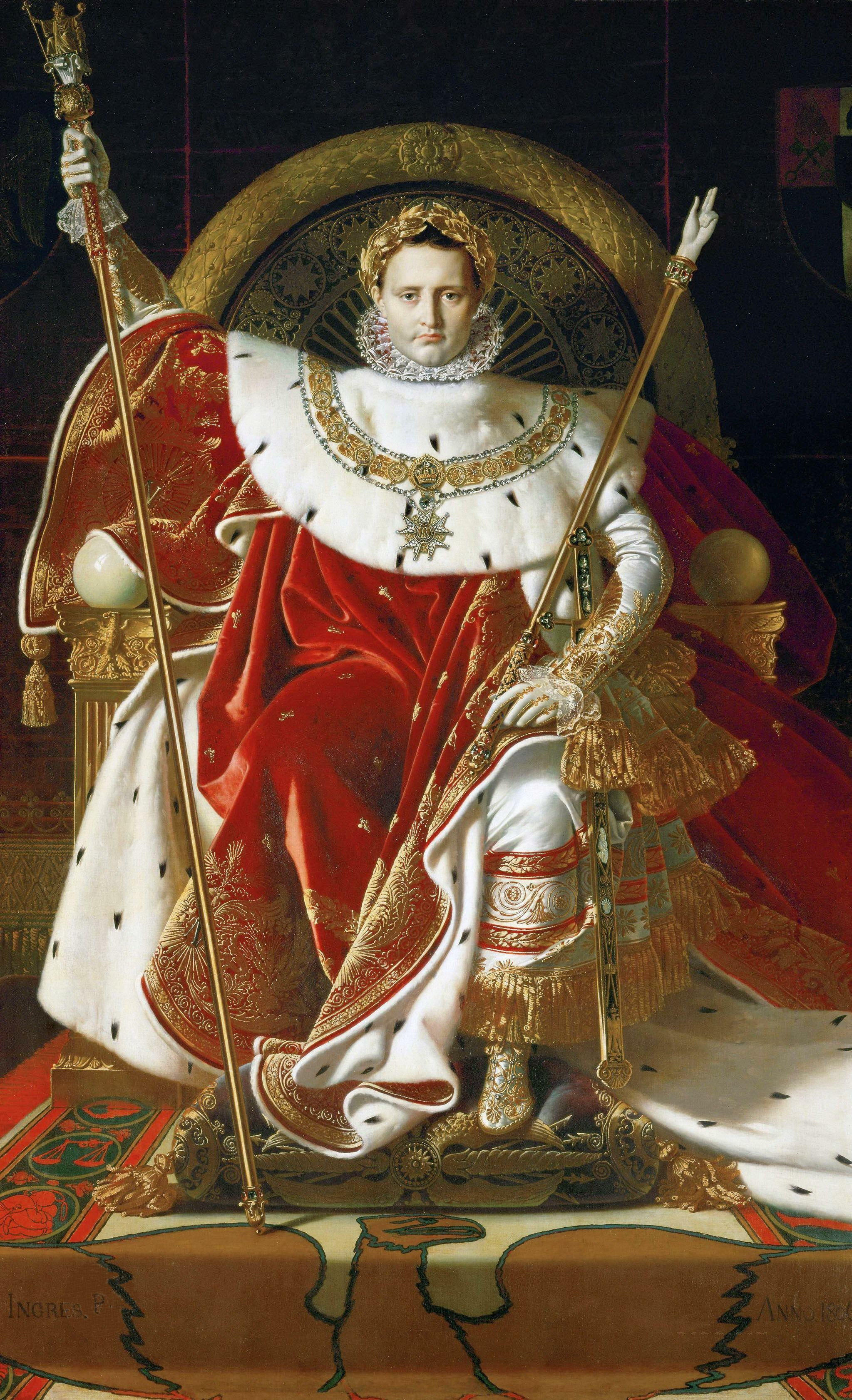
Napoleon I pe Tronul Său Imperial; de Jean Auguste Dominique Ingres; 1806; ulei pe pânză; 2,62 x 1,62 m; Muzeul Armatei (Paris)
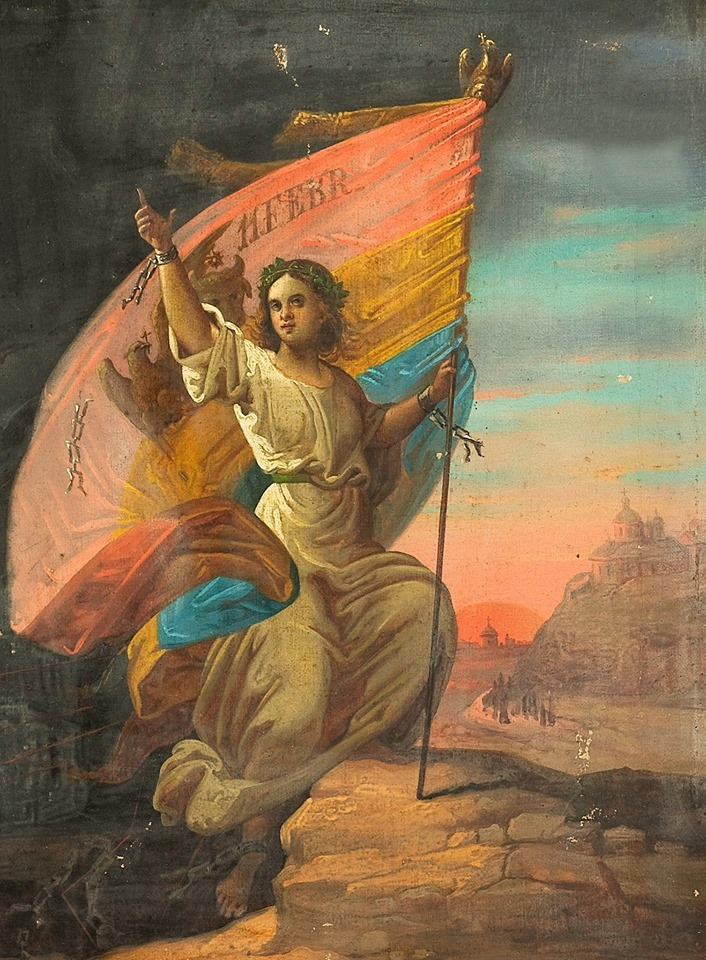
România Descătușată; de Gheorghe Tattarescu; 1866; ulei pe pânză; 31 x 24 cm; colecție privată

## Sculptura

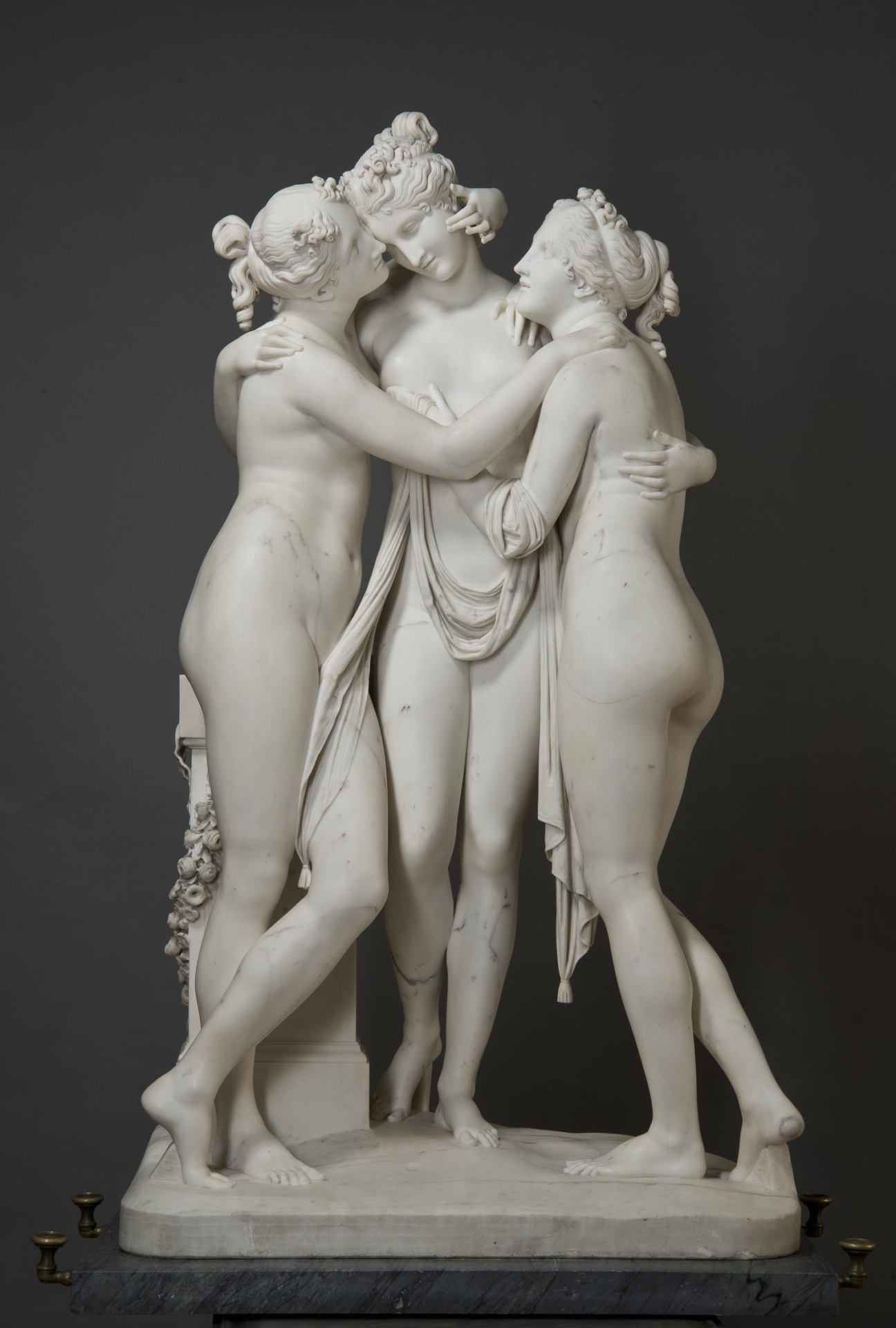
Cele Trei Grații; de Antonio Canova; 1813–1816; marmură; înălțimi: 1,82 m; Muzeul Ermitaj (Sankt Petersburg, Rusia)

Dacă pictura neoclasică a suferit de o lipsă de modele antice, sculptura neoclasică a avut tendința să sufere de un exces al lor, chiar dacă exemplele de sculptură greacă reală din „perioada clasică” începând cu aproximativ 500 î.Hr. erau atunci foarte puține; cele mai apreciate lucrări erau în mare parte copii romane. Cei mai importanți sculptori neoclasici s-au bucurat de reputație uriașă în zilele lor, dar sunt acum mai puțin considerați, cu excepția lui Jean-Antoine Houdon, a cărui operă constă în principal în portrete, foarte des ca busturi, care nu sacrifică o impresie puternică a personalității celui pe care îl sculptează idealismului. Stilul său a devenit mai clasic pe măsură ce lunga sa carieră a continuat și reprezintă un progres destul de lin de la farmecul rococo la demnitatea clasică. Spre deosebire de unii sculptori neoclasici, el nu a insistat ca patronii săi să poarte îmbrăcăminte romană sau să fie îmbrăcați în haine.  El a portretizat majoritatea marilor figuri ale iluminismului și a călătorit în America ca să producă o statuie a lui George Washington, precum și busturi ale lui Thomas Jefferson, Ben Franklin și ale altor luminatori ale noii republici.
Antonio Canova și danezul Bertel Thorvaldsen și-au ambii cu sediul la Roma, și pe lângă portrete au produs numeroase figuri și grupuri ambițioase în mărime naturală; ambeii au reprezentat tendința puternic idealizantă în sculptura neoclasică. Canova are o ușurință și o grație, în timp ce Thorvaldsen e mai sever; diferența e exemplificată în grupurile respective ale celor Trei Grații. Toți, inclusiv Flaxman, erau încă activi în anii 1820, iar romantismul a încetinit sculptura, unde versiunile neoclasicismului au rămas stilul dominant pentru cea mai mare parte a secolului al XIX-lea.
Un neoclasicist timpuriu în sculptură a fost suedezul Johan Tobias Sergel. John Flaxman a fost, de asemenea, sau în principal, un sculptor, producând în mare parte reliefuri clasice severe, care sunt comparabile în stil cu stampele sale; de asemenea, a proiectat și modelat ceramică neoclasică pentru Josiah Wedgwood timp de câțiva ani. Johann Gottfried Schadow și fiul său Rudolph, unul dintre puținii sculptori neoclasici care au murit tineri, au fost principalii artiști germani, alături de Franz Anton von Zauner în Austria. Sculptorul austriac Franz Xaver Messerschmidt, baroc târziu, s-a orientat spre neoclasicism la mijlocul carierei sale, cu puțin timp înainte să pară că a suferit un fel de criză mentală, după care s-a retras la țară și s-a dedicat „capetelor de personaje” extrem de distinctive ale unor figuri chele care au niște expresii faciale extreme. La fel ca Carceri-le lui Piranesi, ele s-au bucurat de o mare învierea a interesului în timpul epocii psihanalizei de la începutul secolului al XX-lea. Sculptorul neoclasic olandez Mathieu Kessels a studiat cu Thorvaldsen și a lucrat aproape exclusiv la Roma.
Întrucât, înainte de anii 1830, Statele Unite nu aveau o tradiție sculpturală proprie, cu excepția pietrelor funerare, a pelerinelor și a capetelor de nave, acolo a fost adoptată maniera neoclasică europeană, exemplificată în sculpturile lui Horatio Greenough, Harriet Hosmer, Hiram Powers, Randolph Rogers și William Henry Rinehart.

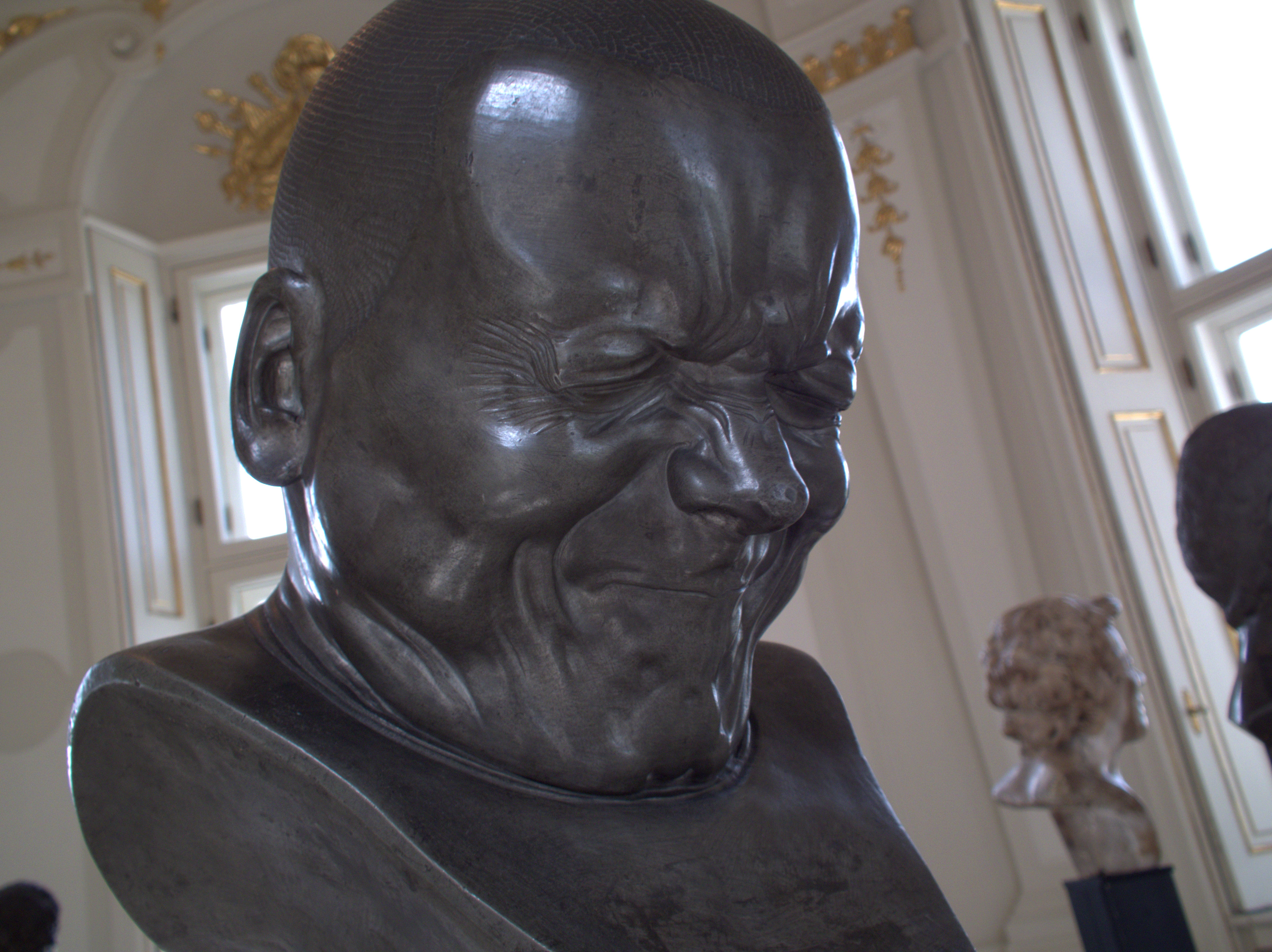
Omul Spânzurat (nr. 25 dintr-o serie de capete de personaje); de Franz Xaver Messerschmidt; după 1770; alabastru; înălțume: 38 cm; Österreichische Galerie Belvedere (Viena, Austria)
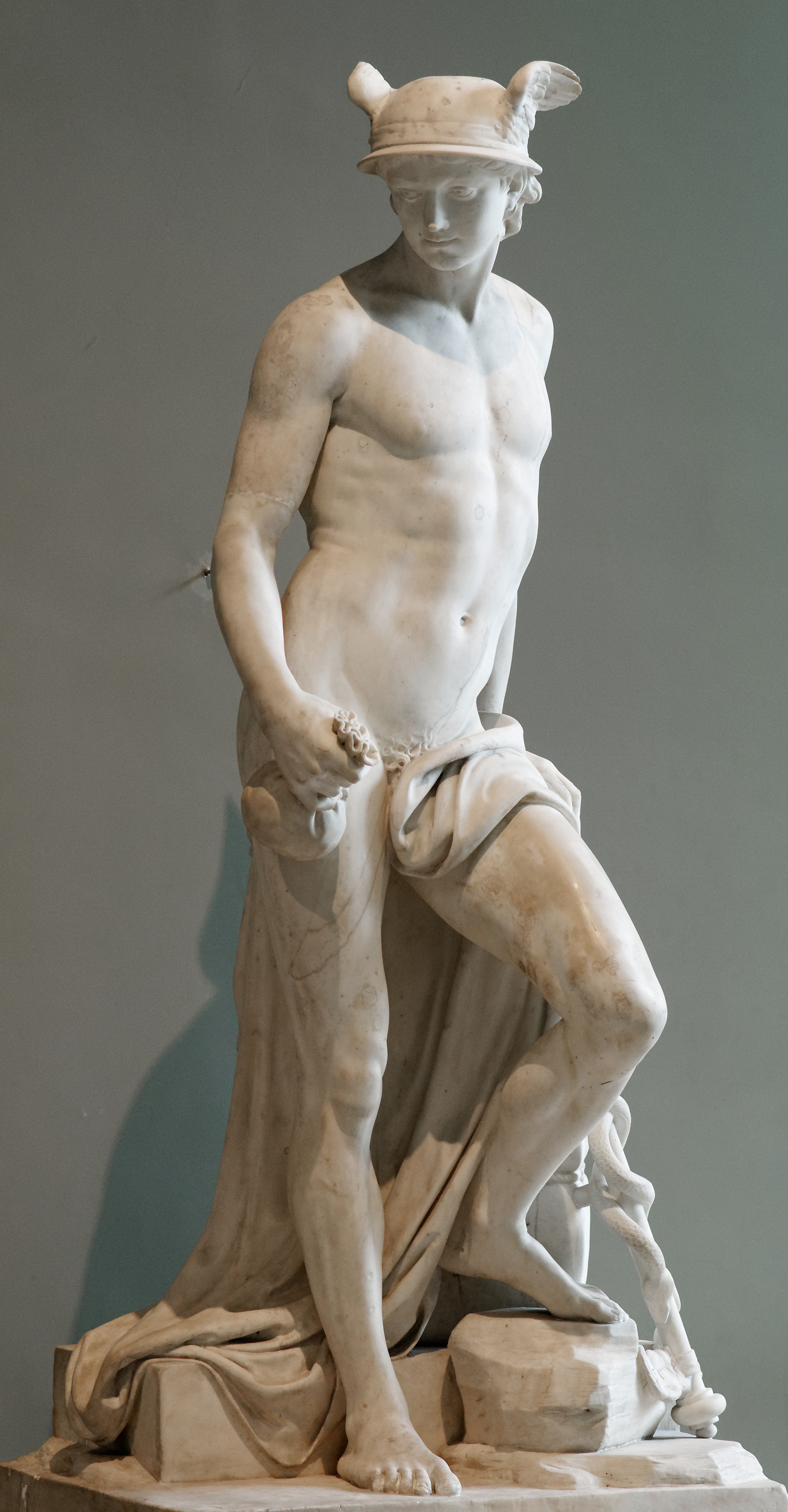
Mercur sau Comerțul; de Augustin Pajou; 1780; marmură; înălțime: 196 cm; Luvru
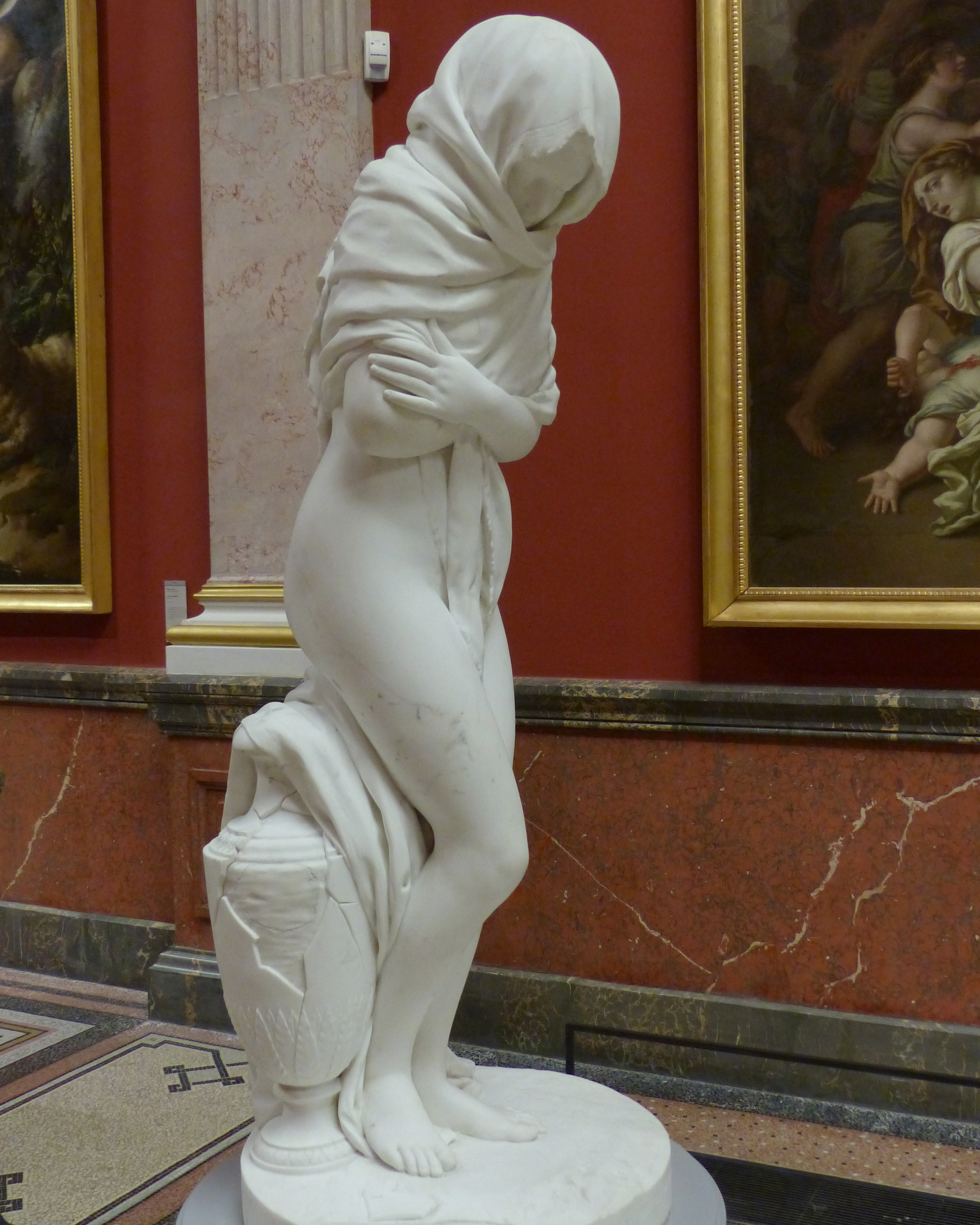
Iarna; de Jean-Antoine Houdon; 1783; marmură; înălțime: 145 cm; Musée Fabre (Montpellier, Franța)
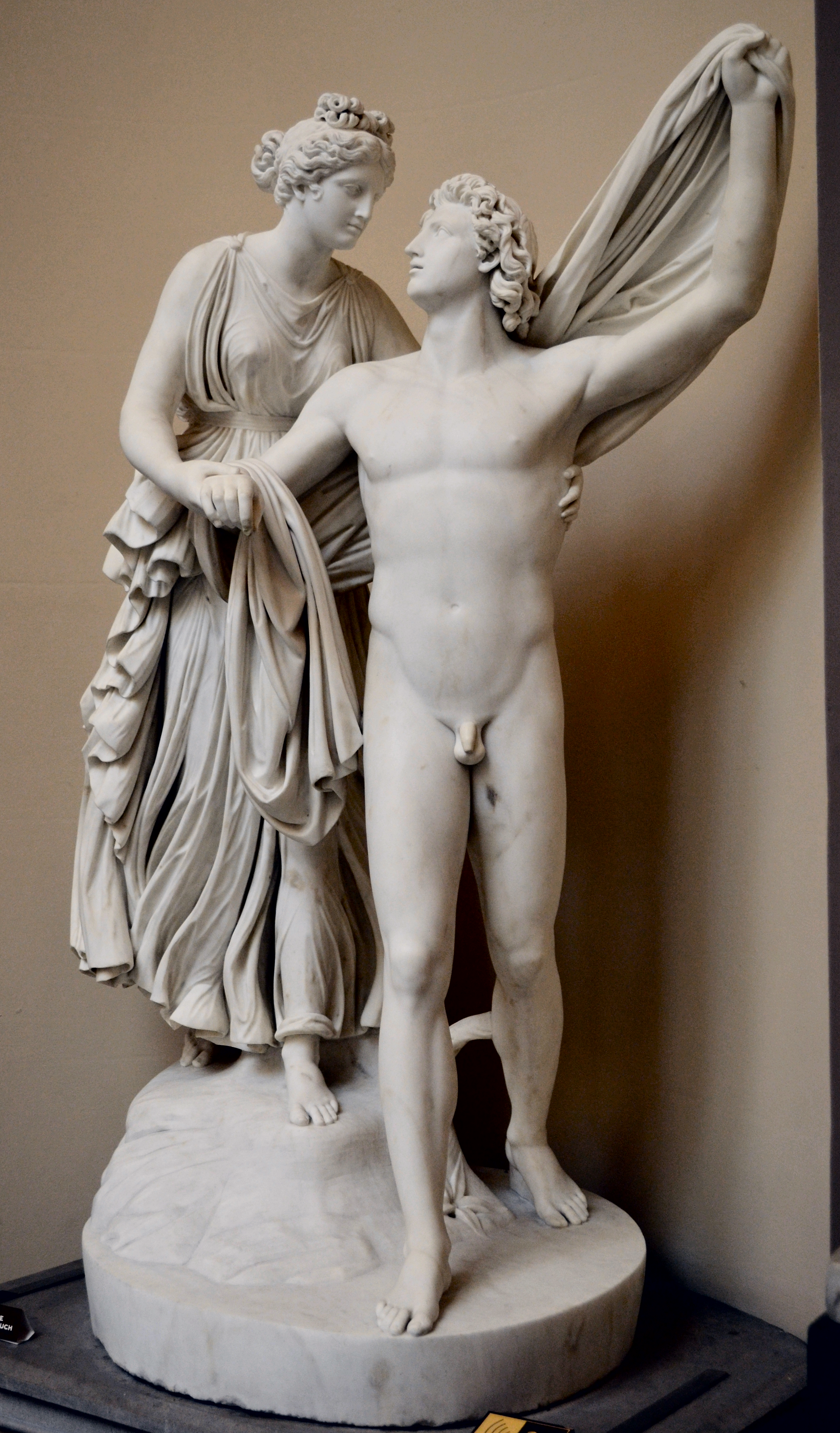
Cefalus și Aurora; de John Flaxman; 1789-1790; probabil marmură; dimensiuni necunoscute; Lady Lever Art Gallery (Merseyside, Anglia)
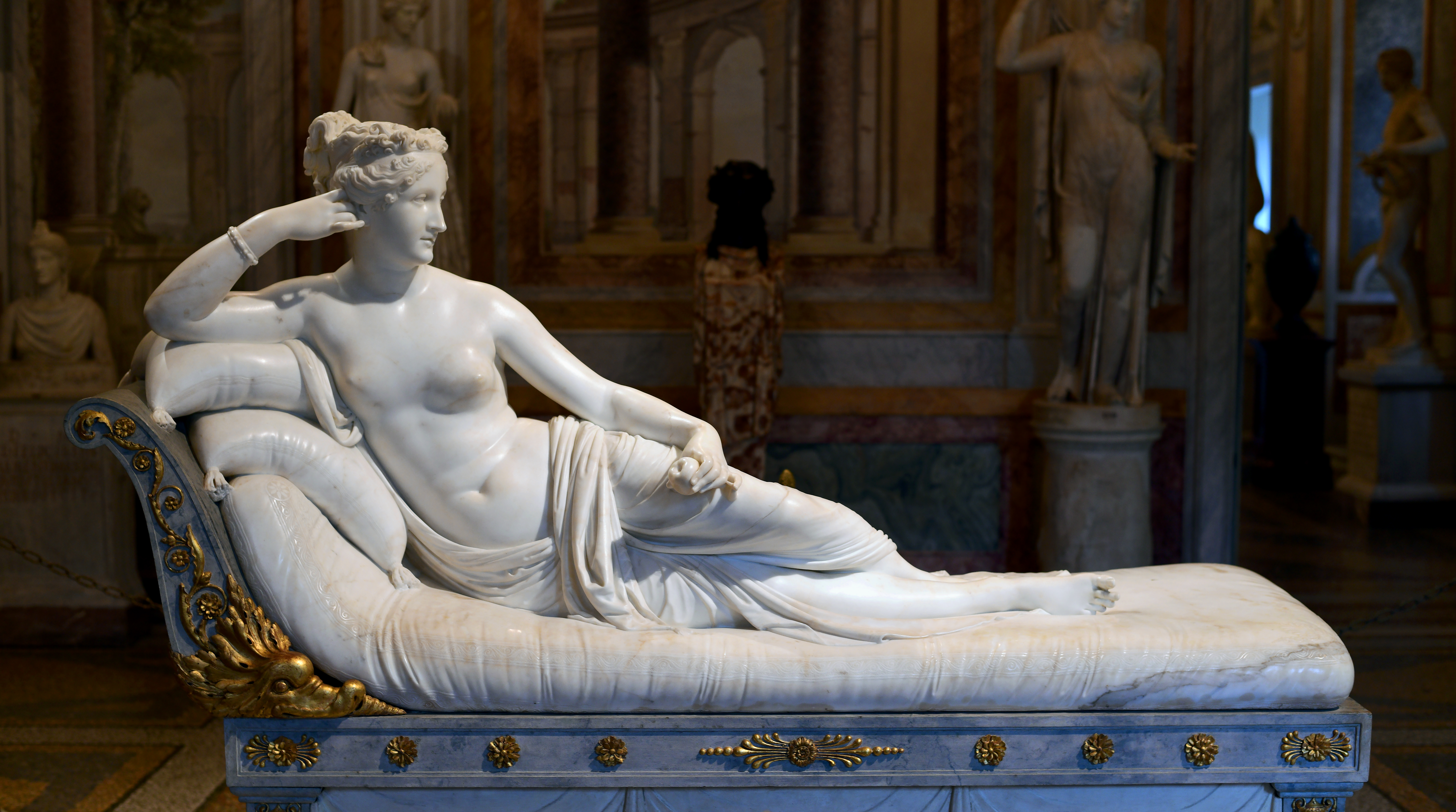
Venus Victrix; de Antonio Canova; 1804–1808; marmură; lungime: 200 cm; Galeria Borghese (Roma)

## Arhitectura și artele decorative

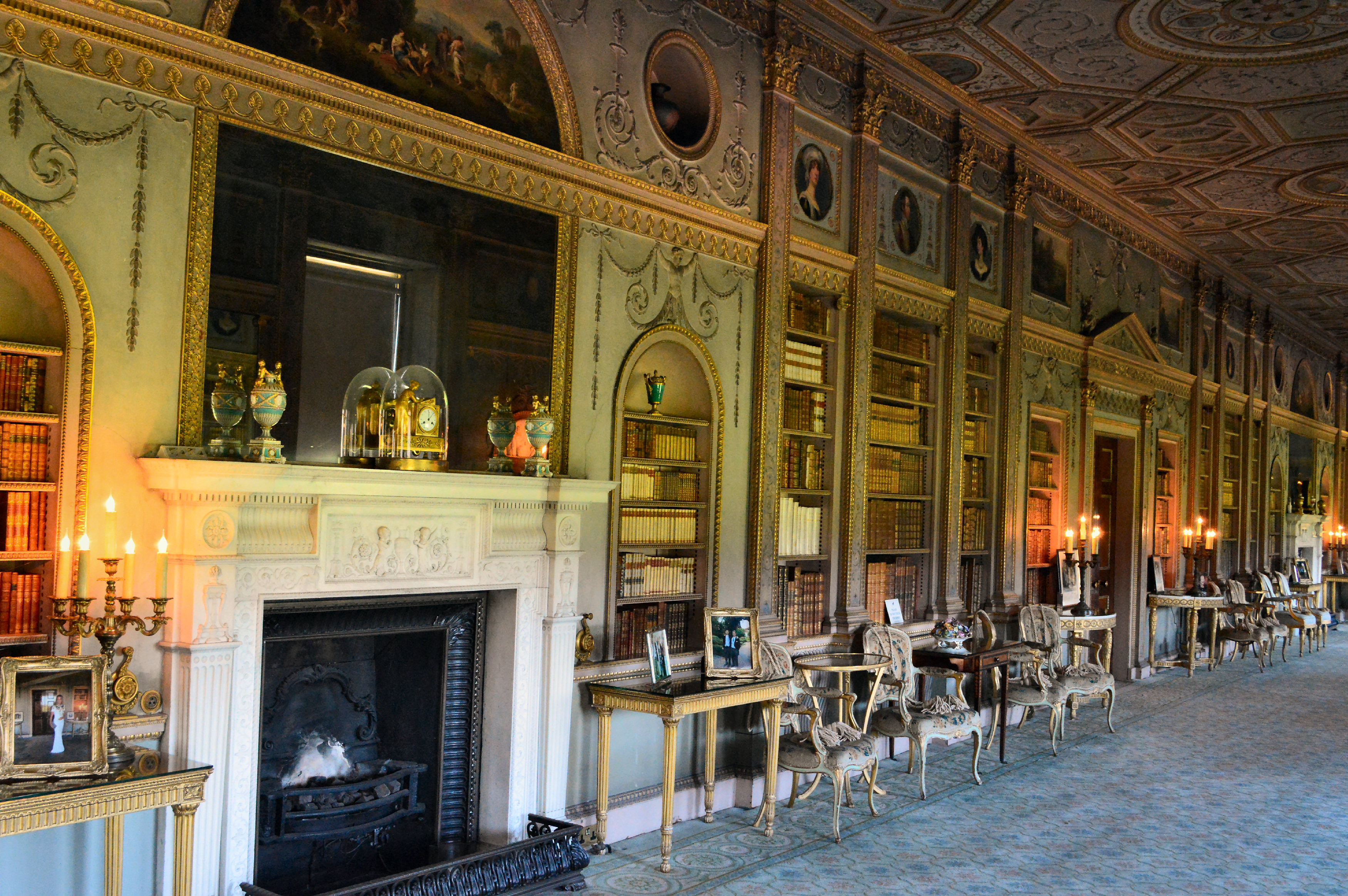
Stilul Adam, interior din Casa Syon din Londra, proiectat de Robert Adam în anii 1760

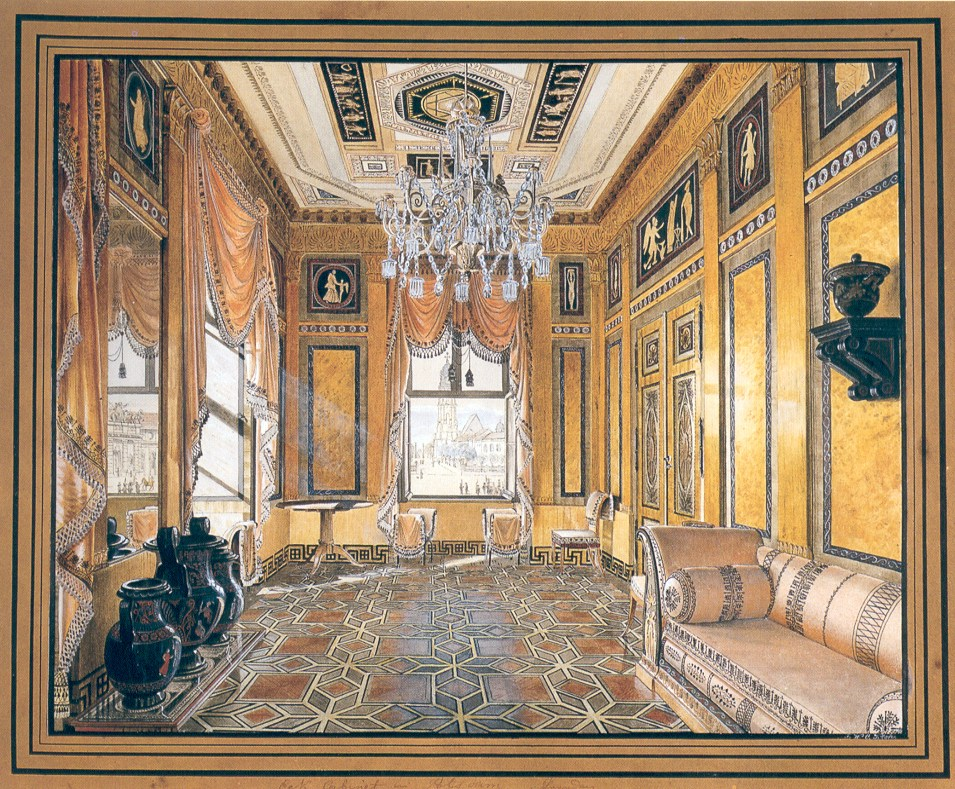
„Camera etruscă”, Potsdam (Germania), ilustrație de Friedrich Wilhelm Klose din circa 1840

Arta neoclasică era tradițională și nouă, istorică și modernă, conservatoare și progresivă, în același timp.
Neoclasicismul a câștigat mai întâi influență în Anglia și Franța, printr-o generație de studenți francezi de artă instruiți la Roma și influențați de scrierile lui Winckelmann și a fost adoptat rapid de cercurile progresiste din alte țări ca Suedia, Polonia și Rusia. La început, decorul clasicizant a fost altoit pe forme europene familiare, la fel ca în interiorul pentru iubitul Ecaterinei a II-a, contele Orlov, proiectat de un arhitect italian alături de o echipă de meșteri stucatori italieni: doar medalioanele ovale izolate, cum ar fi cameele și sugestiile de basoreliefuri din exterior inspiră neoclasicism; mobila e italiană complet rococo.
Un al doilea val neoclasic, mai sever, mai studiat (prin gravuri) și mai conștient arheologic, e asociat cu înălțimea Imperiului Napoleonic. În Franța, prima fază a neoclasicismului a fost exprimată prin „stilul Ludovic al XVI-lea”, iar a doua în stilurile numite „Directoire” sau Empire. Stilul rococo a rămas popular în Italia până când regimurile napoleoniene au adus noul clasicism arheologic, care a fost îmbrățișat ca o declarație politică de italieni tineri, progresiști, urbani cu înclinații republicane.
În artele decorative, neoclasicismul e exemplificat în mobila Empire realizată la Paris, Londra, New York, Berlin; în mobila Biedermeier fabricată în Austria; în muzeele lui Karl Friedrich Schinkel din Berlin, Banca Angliei din Londra a lui Sir John Soane și noul „capitoliu” din Washington, D.C.; și în basoreliefurile lui Josiah Wedgwood și în vazele „bazalte negre”. Stilul era internațional; arhitectul scoțian Charles Cameron a creat interioare de palate italianizate pentru Ecaterina cea Mare de origine germană, în Sankt Petersburg.
În interiare, neoclasicismul a făcut o descoperire a interiorului clasic autentic, inspirat de redescoperirile de la Pompeii și Herculaneum. Ele începuseră la sfârșitul anilor 1740, dar au atins doar un public larg în anii 1760, cu primele volume luxoase de distribuție controlată strict Le Antichità di Ercolano Esposte (Antichitățile din Herculaneum). Antichitățile din Herculaneum au arătat că până și cele mai clasice interioare ale barocului sau cele mai „romane” camere ale lui William Kent se bazau pe bazilici și pe arhitectura exterioară a templului transformată în exterior, de unde aspectul lor adesea bombastic pentru ochii moderni: rame de ferestre cu frontoane în oglinzi aurite, șeminee acoperite cu fronturi de temple. Noile interioare au căutat să recreeze un vocabular autentic roman și cu adevărat interior.
Tehnicile folosite în stil au inclus motive mai plate, mai ușoare, sculptate într-un relief asemănător cu o mică friză sau pictate en camaïeu („ca camee”), medalioane izolate, vaze, busturi, bucranii sau alte motive, suspendate de festoane de frunze de dafin sau panglici, cu arabescuri pe fundaluri, poate, de „roșu pompeian” sau nuanțe palide, sau culori ca piatra. Stilul din Franța a fost inițial un stil parizian, Goût grec („stil grecesc”), nu un stil de curte; când Ludovic al XVI-lea a urcat la tron în 1774, Maria Antoaneta, regina sa iubitoare de modă, a adus la curte stilul „Ludovic al XVI-lea”. Cu toate astea, nu a existat nicio încercare reală de a folosi formele de bază ale mobilei romane până la sfârșitul secolului, iar producătorii de mobilă aveau mai multe șanse să împrumute din arhitectura antică, la fel cum argintarii erau mai predispuși să se inspire din ceramica și sculpturile antice decât din prelucrarea metalelor: „Gesignerii și meșterii... par să fi avut o plăcere aproape perversă în transferul de motive de la un suport la altul”.

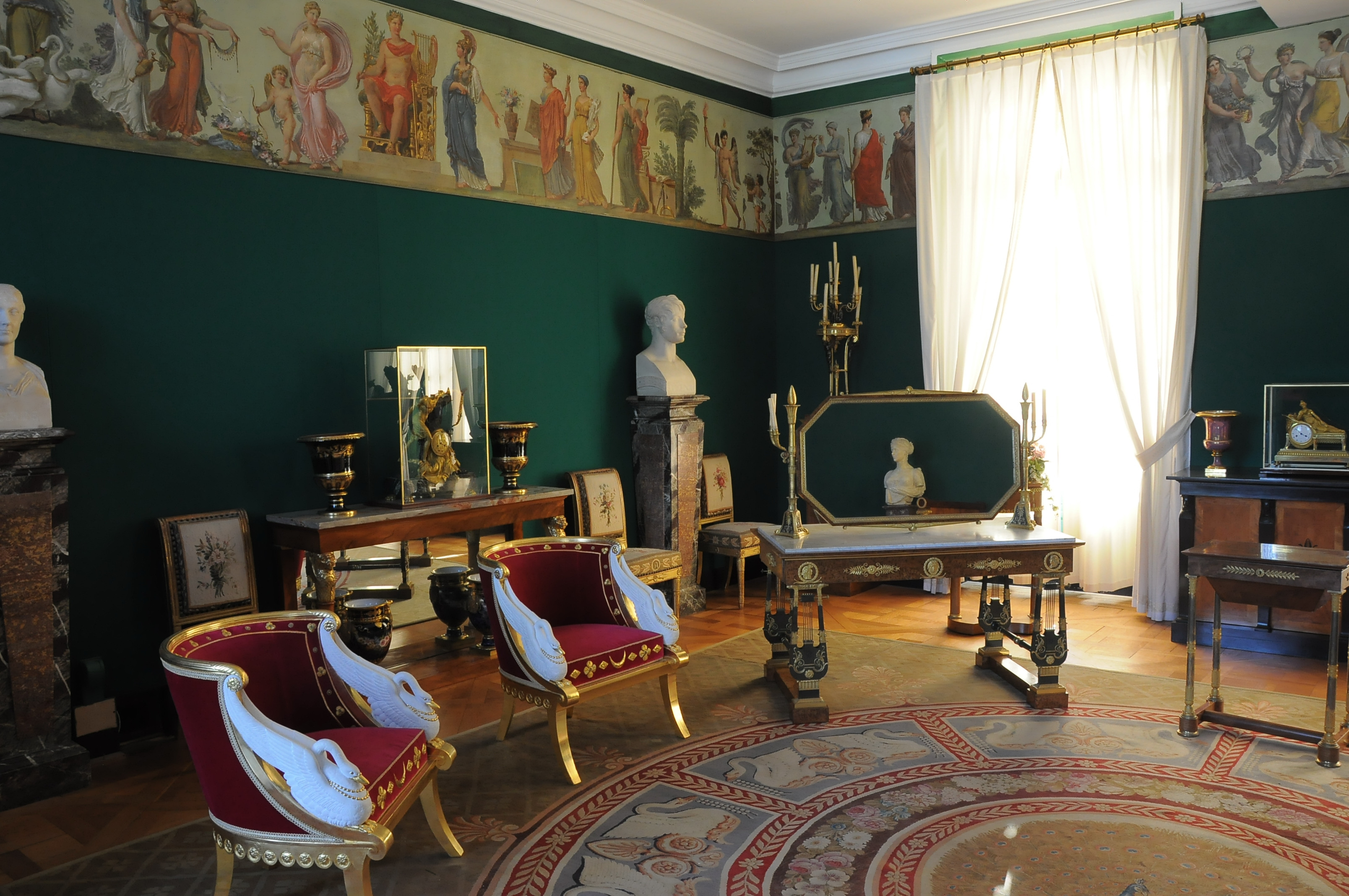
Castelul Malmaison, 1800, camera Împărătesei Joséphine, la punctul dintre stilul Directoire și stilul Empire

Din aproximativ 1800, un nou flux de exemple arhitecturale grecești, văzute prin gravuri, au dat un nou impuls neoclasicismului, stilul neogrec. În același timp, stilul Empire a fost un val mai grandios de neoclasicism în arhitectură și artele decorative. Bazat în principal pe stilurile romane imperiale, a luat naștere și și-a luat numele de la domnia lui Napoleon în Primul Imperiu Francez, unde se intenționa idealizarea conducerii lui Napoleon și a statului francez. Stilul corespunde stilului biedermeier mai burghez în țările vorbitoare de limba germană, stilului federal în Statele Unite, stilului regency în Marea Britanie și stilului Napoleon în Suedia. Conform istoricului de artă Hugh Honor „atât de departe de a fi, așa cum se presupune uneori, punctul culminant al mișcării neoclasice, Empire-ul marchează declinul său rapid și transformarea din nou într-o simplă înviere antică, drenată de toate ideile și forța de convingere care îi inspiraseră capodoperele”. O fază anterioară a stilului a fost numită stilul Adam în Marea Britanie și „Louis Seize”, sau Ludovic al XVI-lea, în Franța.
Neoclasicismul a continuat să fie o forță majoră în arta academică până în secolul al XIX-lea și nu numai - o antiteză constantă față de romantism sau neogotic -, chiar dacă de la sfârșitul secolului al XIX-lea a fost adesea considerat antimodern, sau chiar reacționar, în critici influente. Centrele mai multor orașe europene, în special Sankt Petersburg și München, au ajuns să semene cu muzeele de arhitectură neoclasică.
Arhitectura neogotică (de multe ori legată de mișcarea culturală romantică), un stil originar din secolul al XVIII-lea, care a crescut în popularitate de-a lungul secolului al XIX-lea, a contrastat cu neoclasicismul. În timp ce neoclasicismul a fost caracterizat de stiluri, linii geometrice și ordine de influență greacă și romană, arhitectura neogotică a pus accent pe clădirile cu aspect medieval, adesea făcute să aibă un aspect rustic, „romantic”.

### În Franța

#### Stilul Ludovic al XVI-lea (1760-1789)

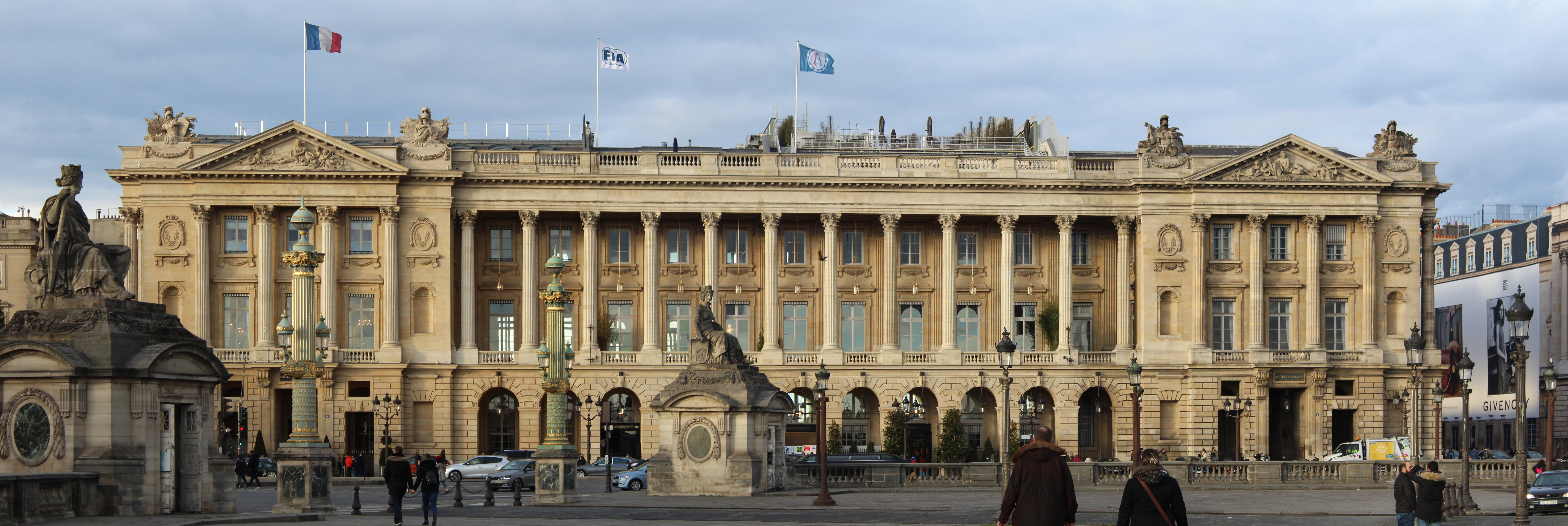
Hôtel de Crillon (Paris), 1758, de Ange-Jacques Gabriel, Louis-François Trouard și Walter-André Destailleur

Marchează cu putere tranziția de la rococo la clasicism. Spre deosebire de clasicismul lui Ludovic al XIV-lea, care reducea ornamentul la simbol, stilul Ludovic al XVI-lea îl reprezintă cât mai aproape de de modelul original din natură, adică lamurile de laur chiar sunt lamuri de laur, la fel trandafirii și așa mai departe.  Unul dintre principiile decorative e simetria. În interioare, culorile sunt foarte deschise, incluzând alb, alb-gri, alb-bleu, roz, galben, lilà foarte deschis, cu contururi ușoare care mărgineau o suprafață de aceeași culoare, în tonuri mai închise sau cu auriu. Încărcături și excesele de ornamente sunt evitate. Întoarcerea la antichitate e sinonimă cu întoarcerea la liniile drepte: verticale și orizontale stricte erau la ordinea zilei. Cele serpentine nu mai erau tolerate, cu excepția semicercului sau a ovalului ocazional. Decorul interior a onorat, de asemenea, gustul ăsta pentru rigoare, un rezultat fiind revenirea la modă a suprafețele plane și unghiurile drepte. Ornamentul a fost folosit ca să medieze severitatea asta, dar nu a interferat niciodată cu liniile de bază și a fost mereu dispus simetric în jurul unei axe centrale. Chiar și așa, meșterii producători de mobilă au redus adesea unghiurile frontale pentru evitarea rigidității excesive.
Motivele decorative ale stilului Ludovic al XVI-lea au fost inspirate din antichitate, stilul Ludovic al XIV-lea și natură. Elemente caracteristice ale stilului: discuri suprapuse parțial, guilloché, vase din care ies flăcări, repetări liniare de mici motive (rozete, mărgele, ove), trofee sau medalioane florale atârnate de o panglică înnodată, frunze de acantă, meandre, cornuri ale abundenței, mascaroane, urne antice, trepiede, arzătoare de parfumuri, delfini, capete de berbeci și de lei, himere și grifone. Motivele arhitecturale greco-romane sunt, de asemenea, foarte folosite: caneluri, pilaștri (canelați sau necanelați), balustrade canelate (răsucite și drepte), coloane (angajate sau neangajate, uneori înlocuite cu cariatide), console cu volute, triglife cu gute (în relief sau trompe-l'œil).

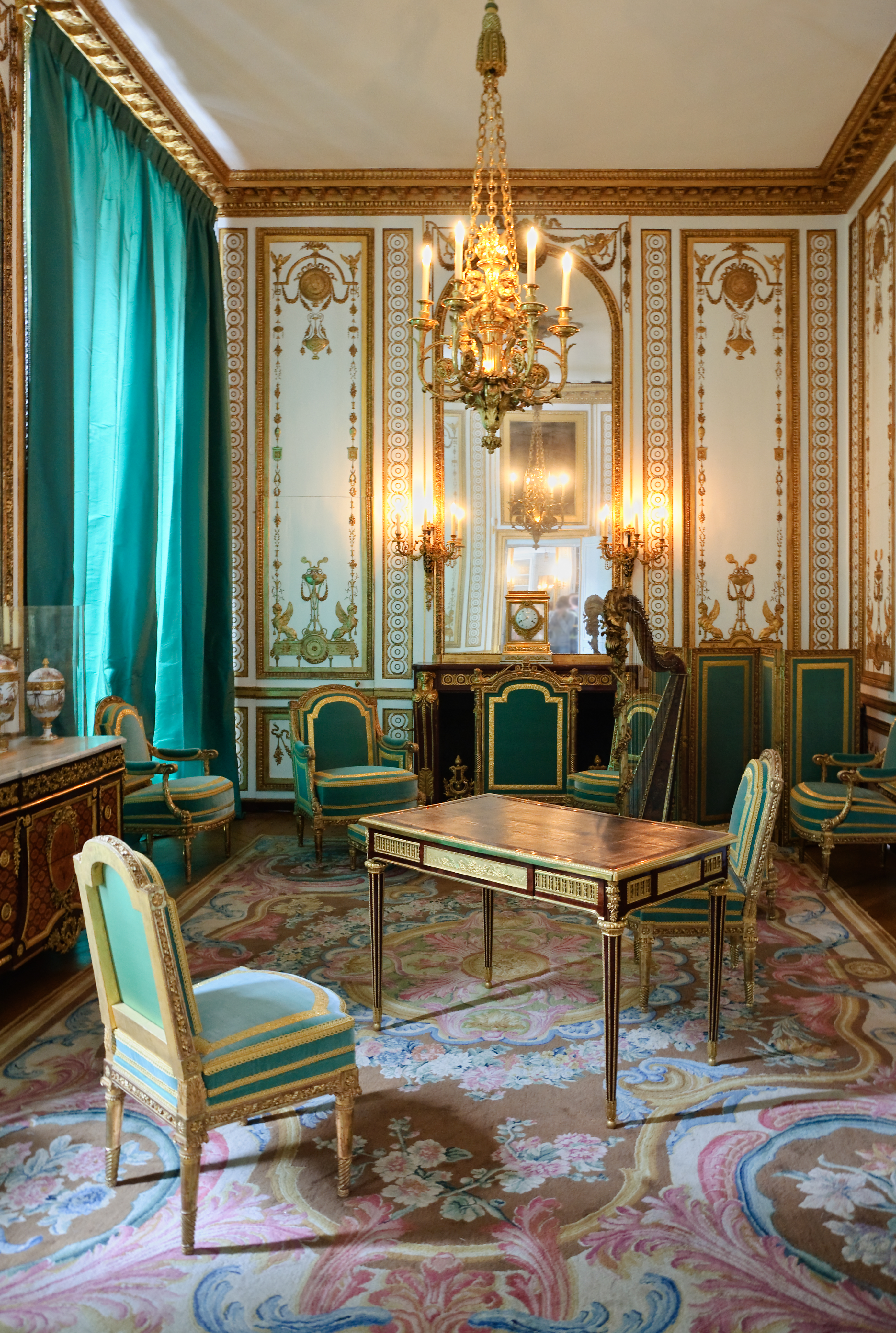
Salonul Doré al Mariei Antoaneta, în Palatul de la Versailles (Franță), un exemplu de interior în stilul Ludovic al XVI-lea
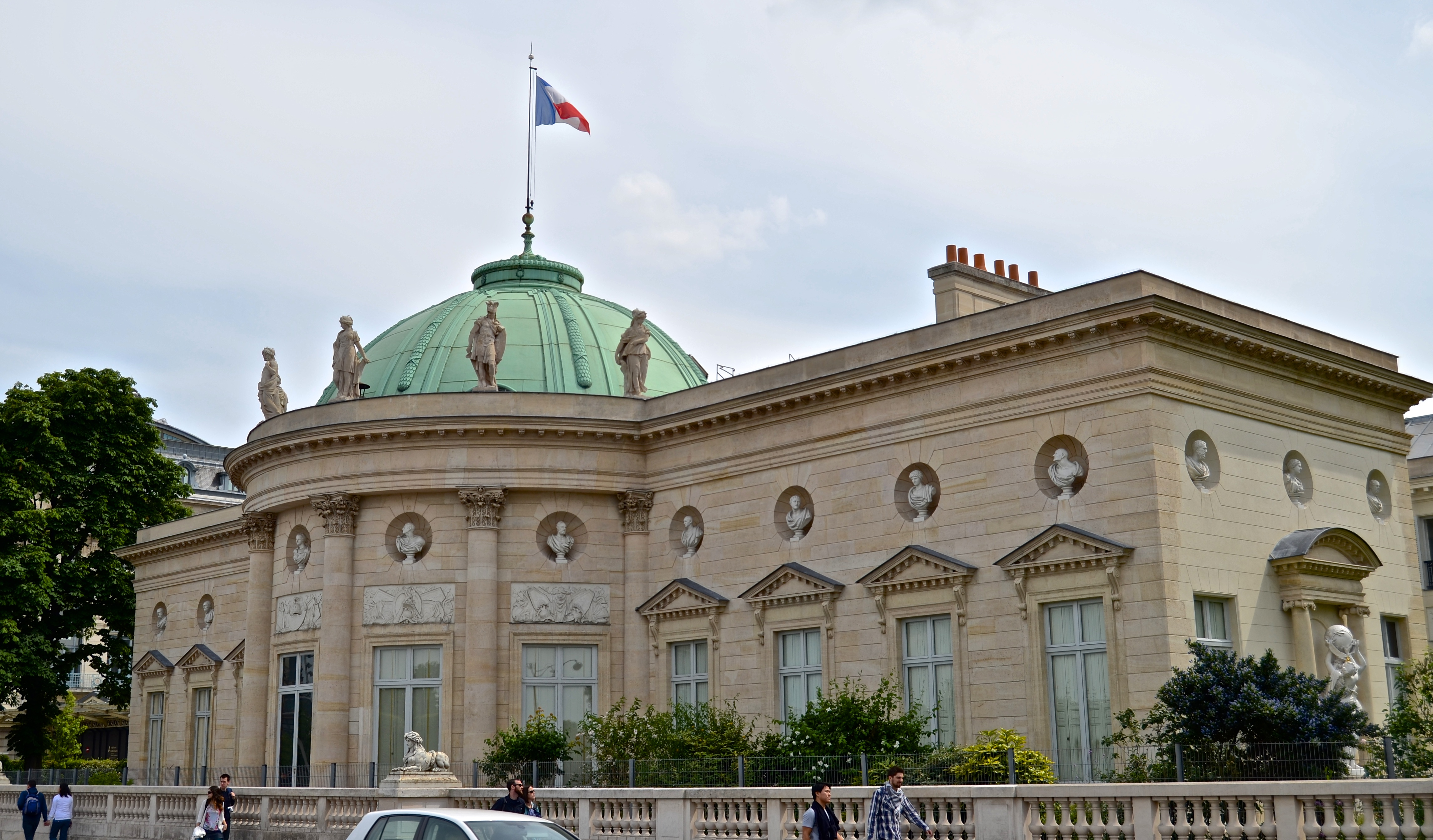
Palais de la Légion d'Honneur, pe Malul Stâng al Senei din Paris
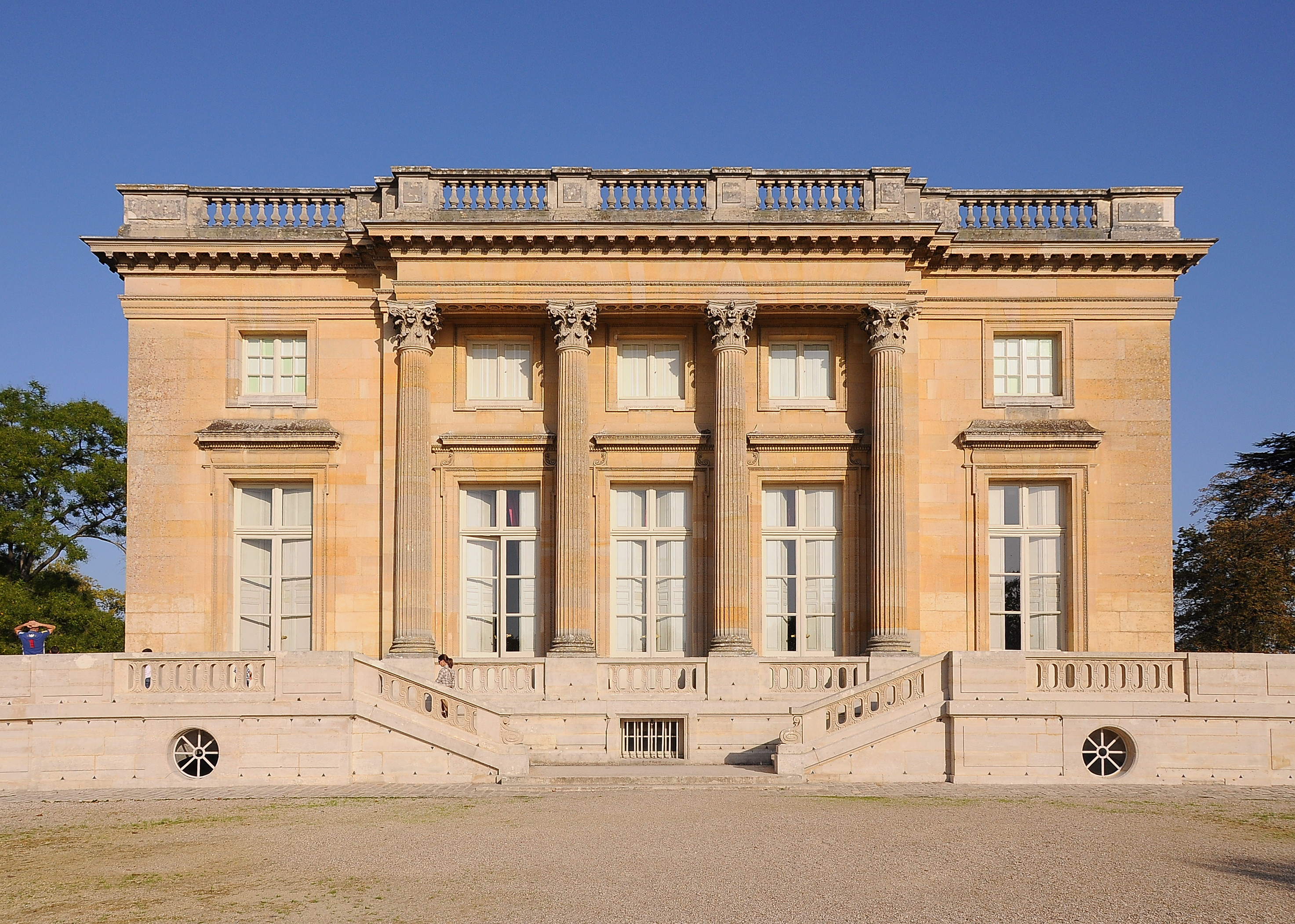
Micul Trianon din Versailles, 1762–1764, de Jacques Ange Gabriel
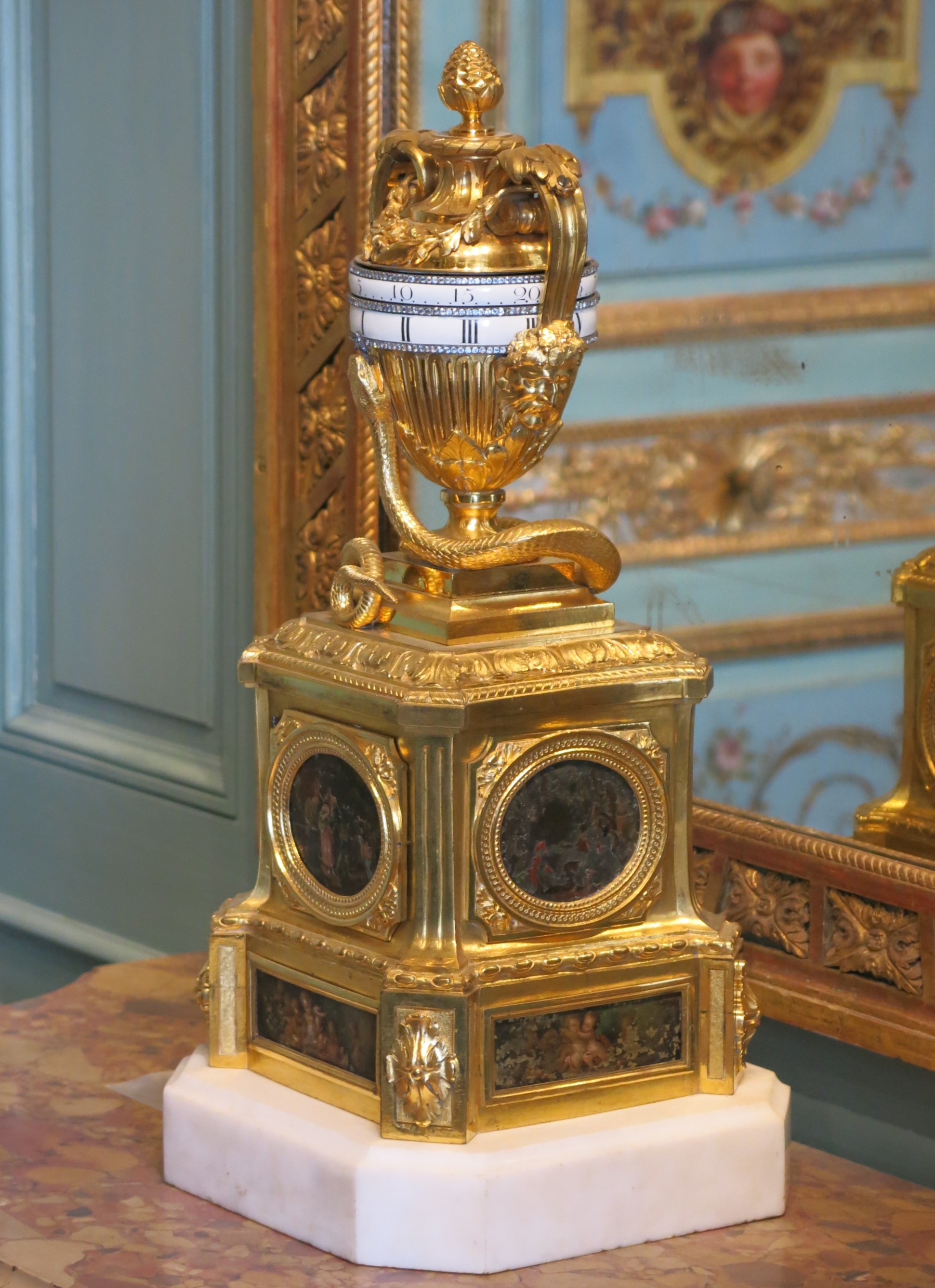
Ceas în formă de vas ovoidal cu cadran rotativ; 1775-1780; bronz aurit, vopsea pe metal, și marmură albă; Luvru
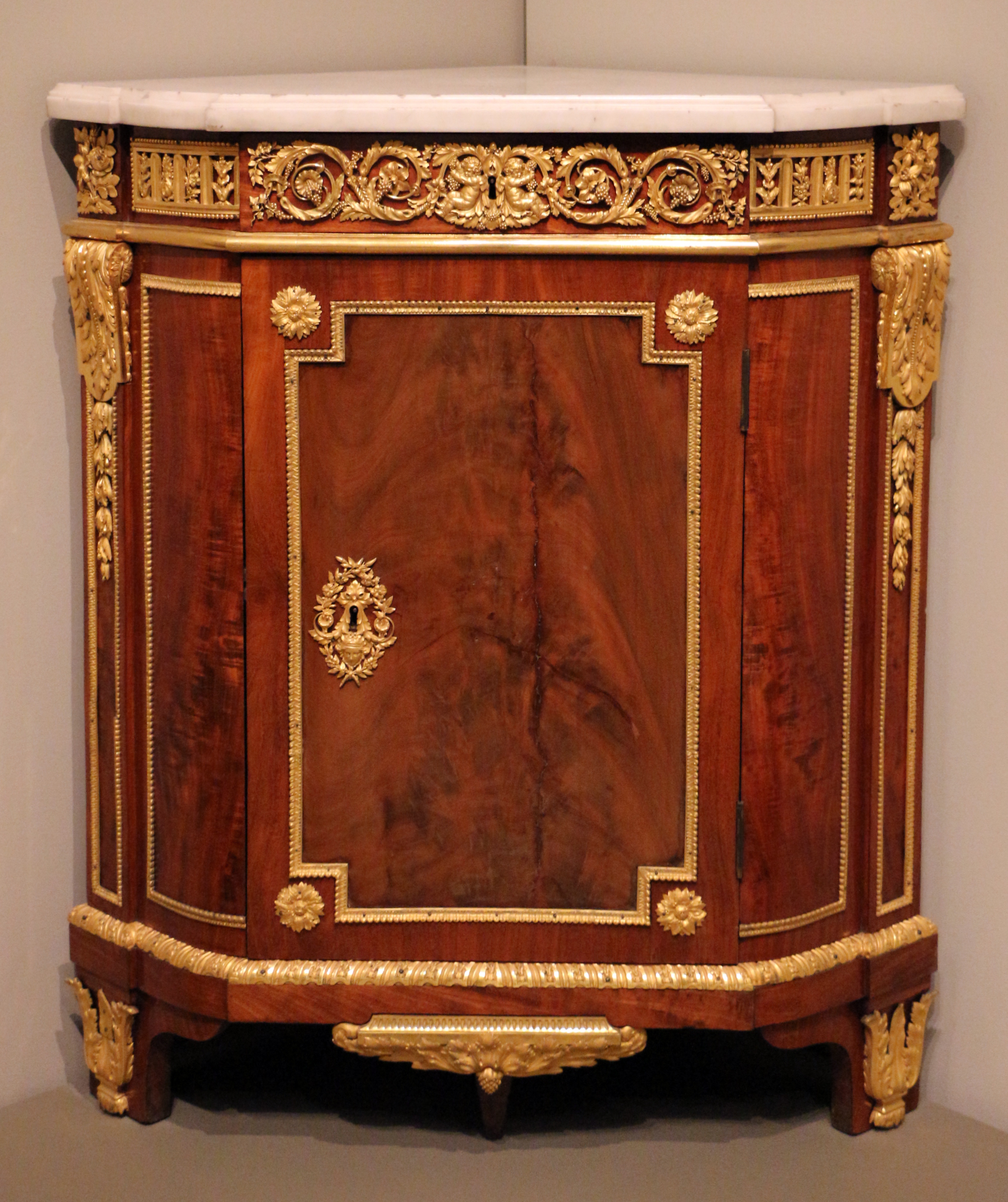
Mic dulăpior de colț parizian; de Jean Henri Riesener; 1780–1790; stejar, mahon, marmură, și ornamente/monturi de bronz aurit; 94,3 × 81,3 × 55,9 cm; Institutul de Artă din Chicago (SUA)
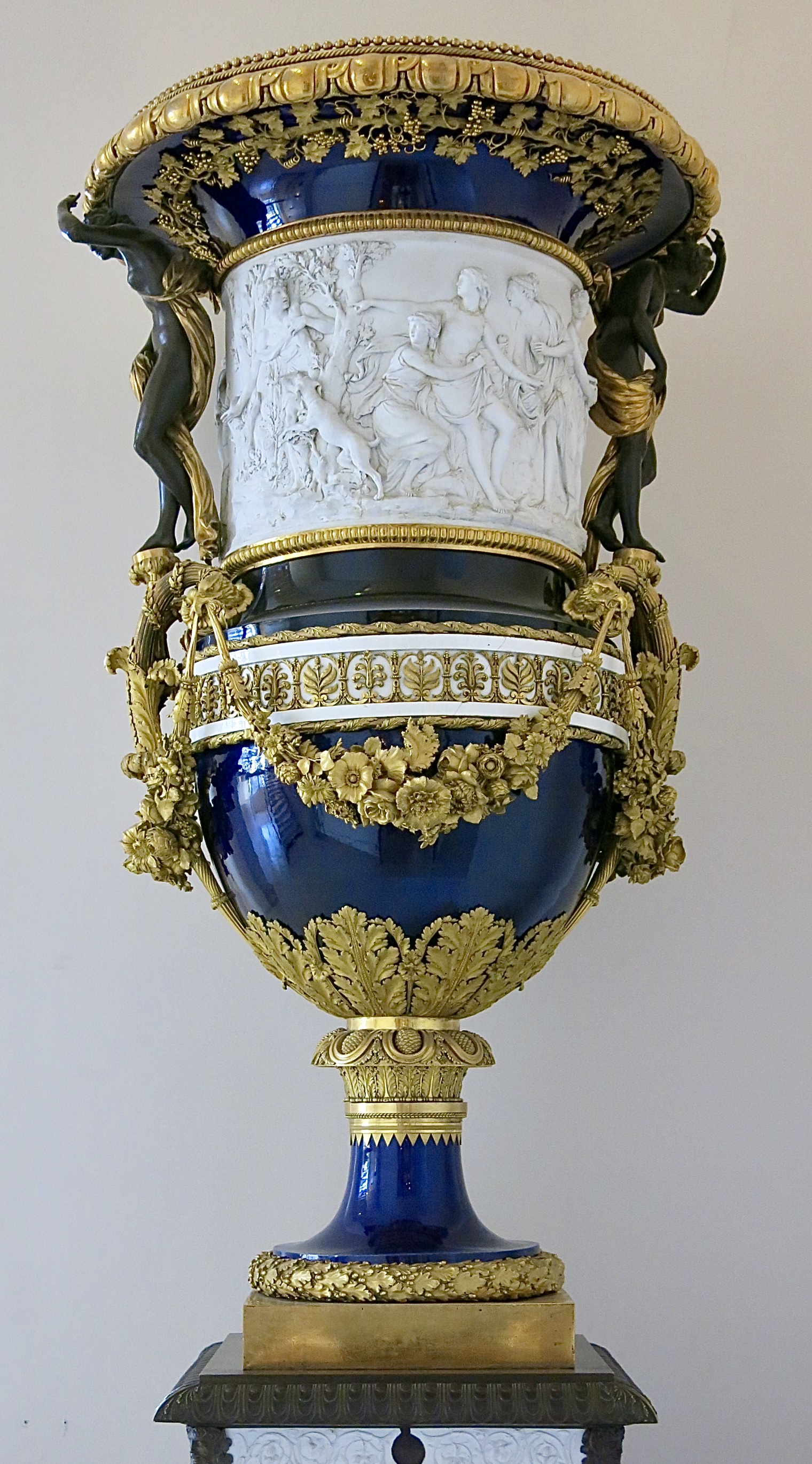
Vas mare; 1783; porțelan cu bronz aurit; înălțime: 2 m, diametru: 0,90 m; Luvru
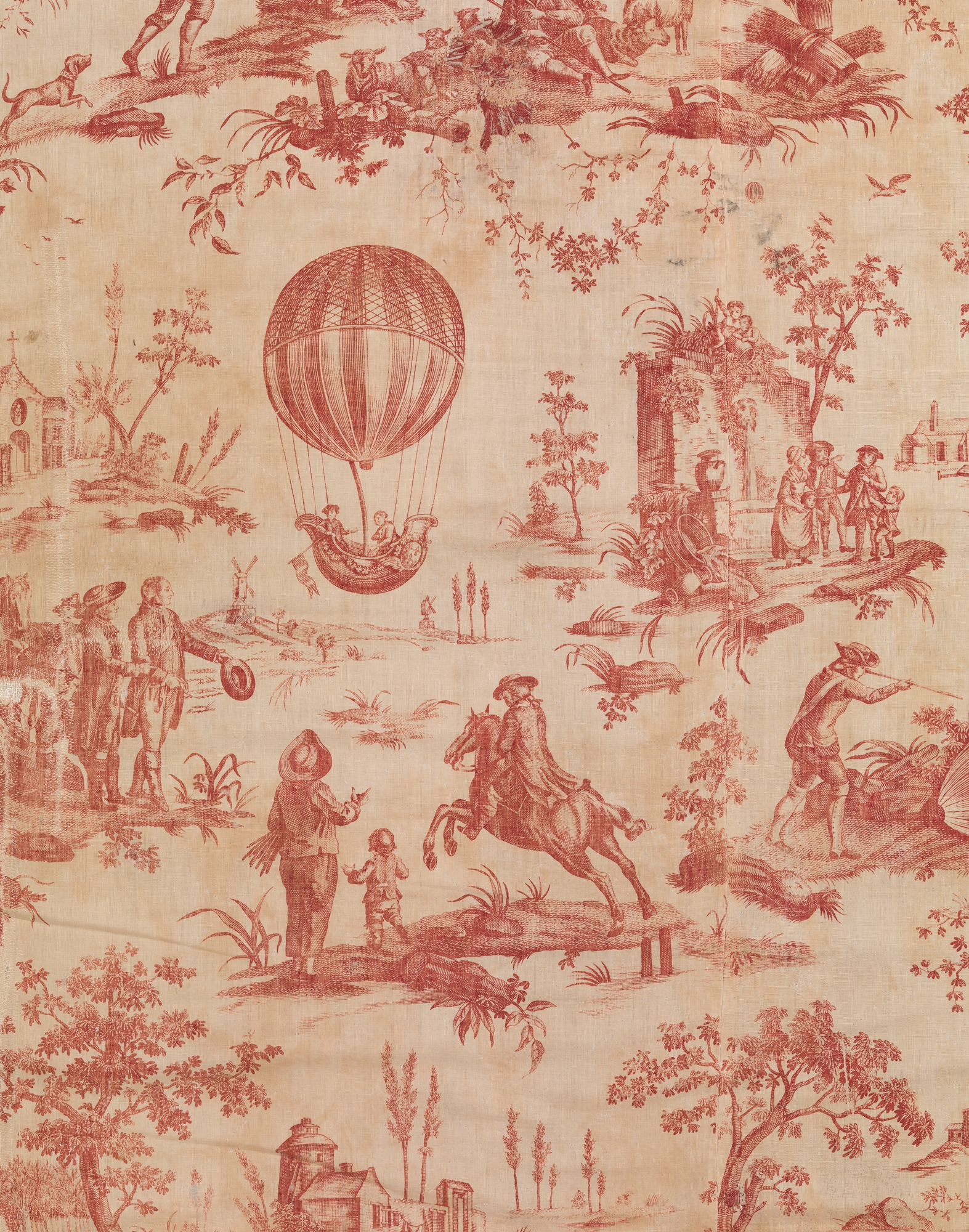
Imprimeu; 1784–1785; in; 162,6 x 144,8 cm; Muzeul Metropolitan de Artă (New York)
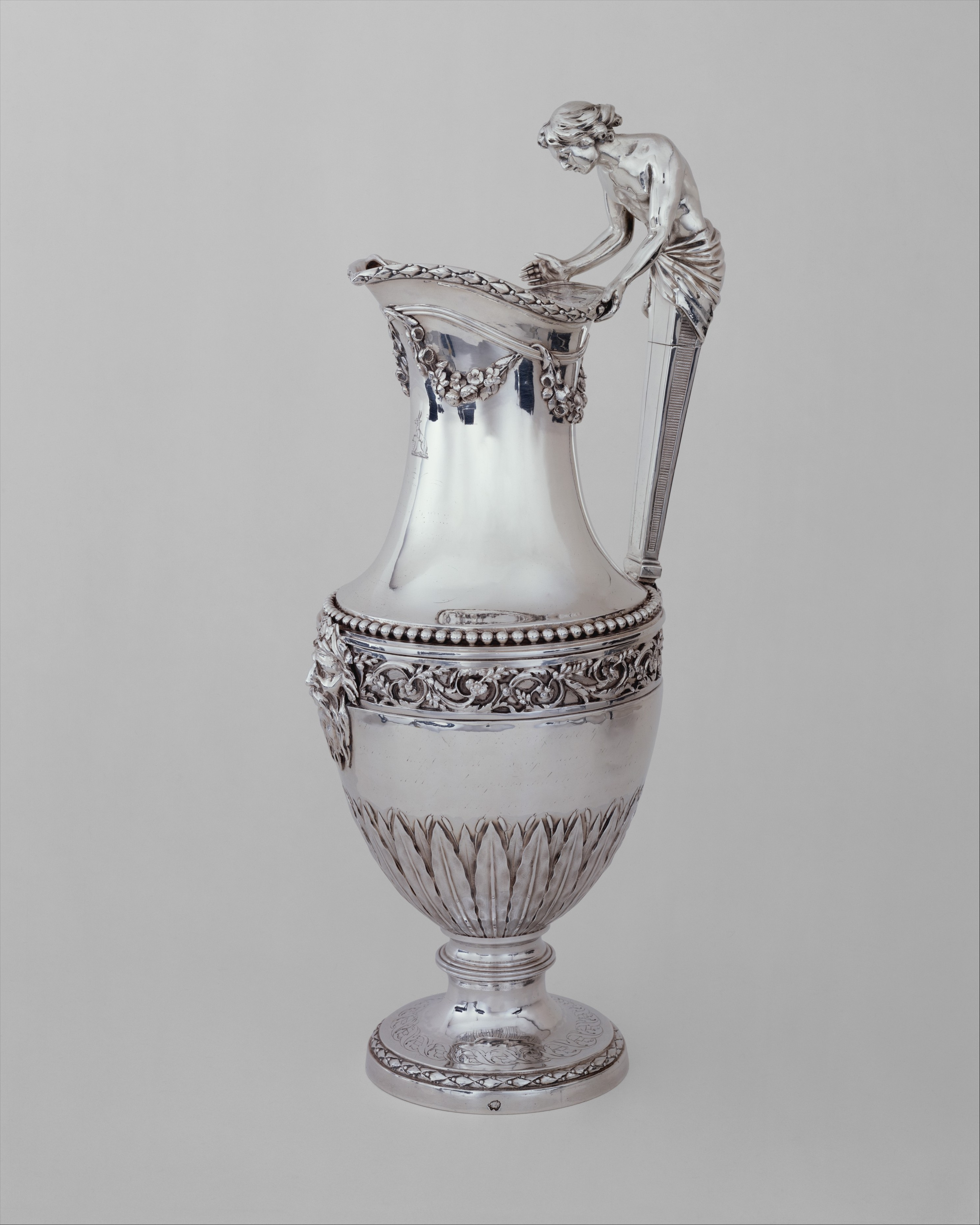
Ulcior; 1784-1785; argint; înălțime: 32,9 cm; Muzeul Metropolitan de Artă
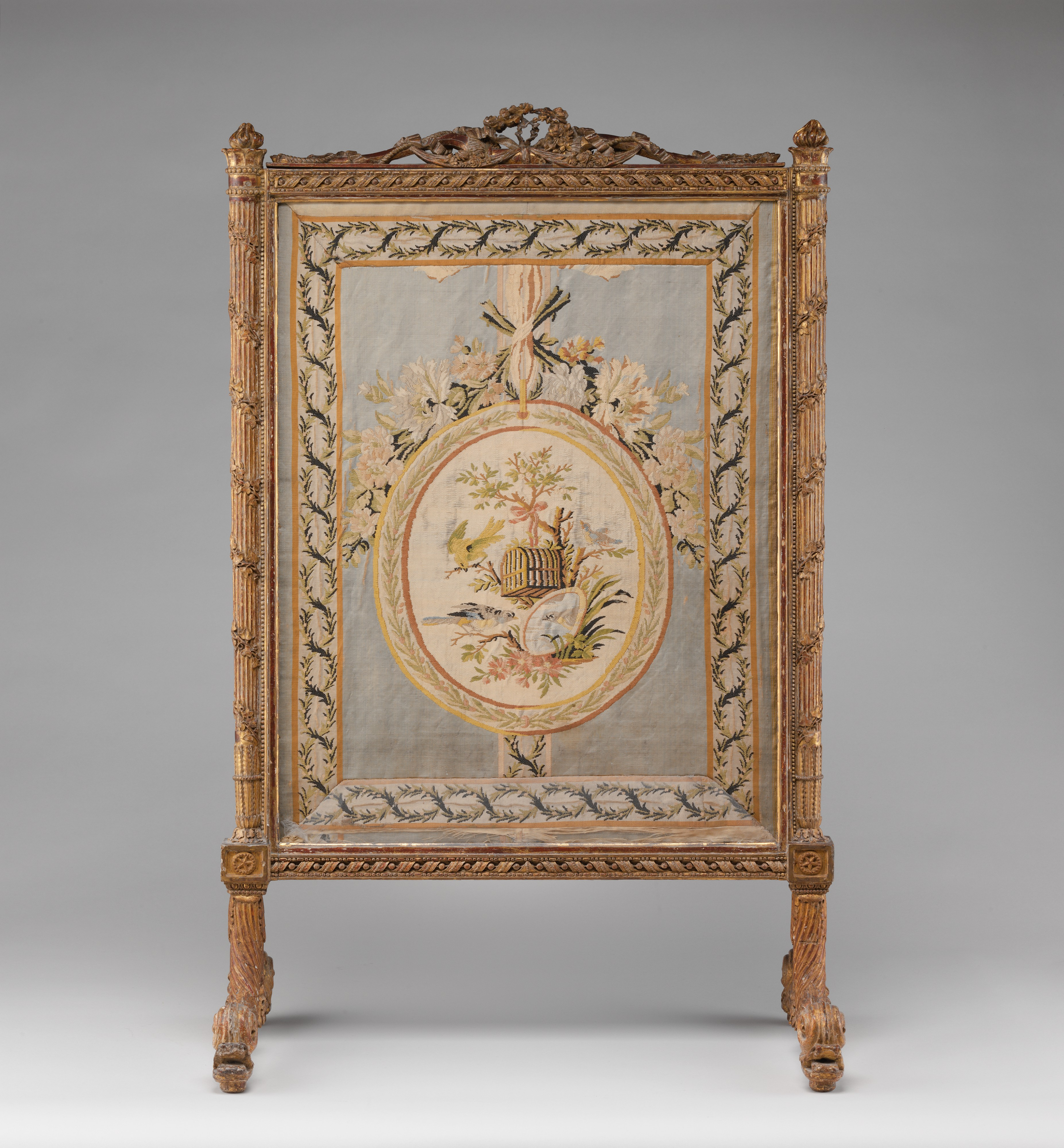
Ecaron pentru foc (écran); circa 1786; fag sculptat, aurit și argintat; brocart de mătase din secolul al XVIII-lea (nu e original pentru încadrare); 106,7 x 67,9 x 41,3 cm; Muzeul Metropolitan de Artă
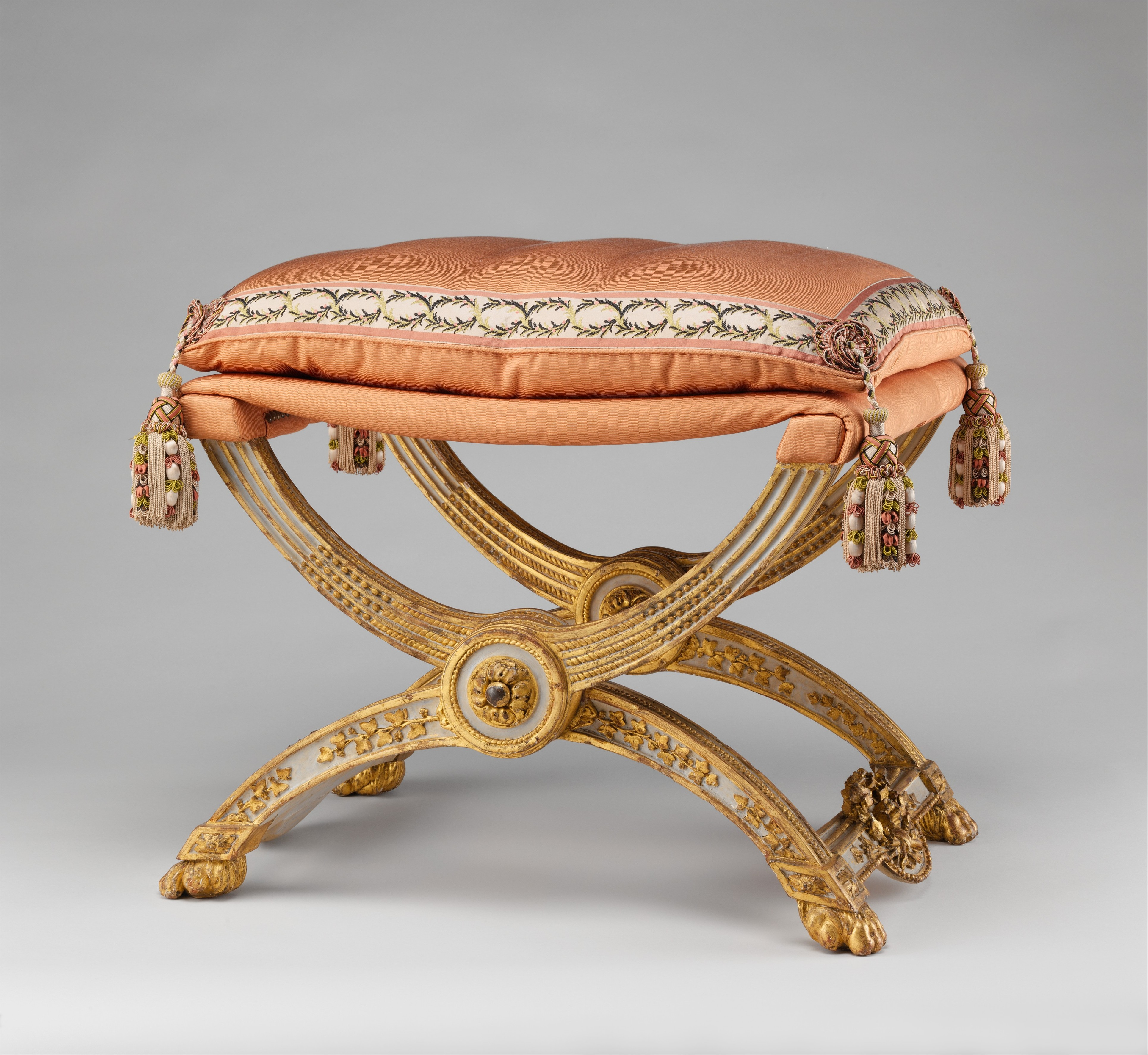
Taburet pliant; 1786; lemn de fag sculptat și pictat, acoperit cu mătase roz; 46,4 × 68,6 × 51,4 cm; Muzeul Metropolitan de Artă
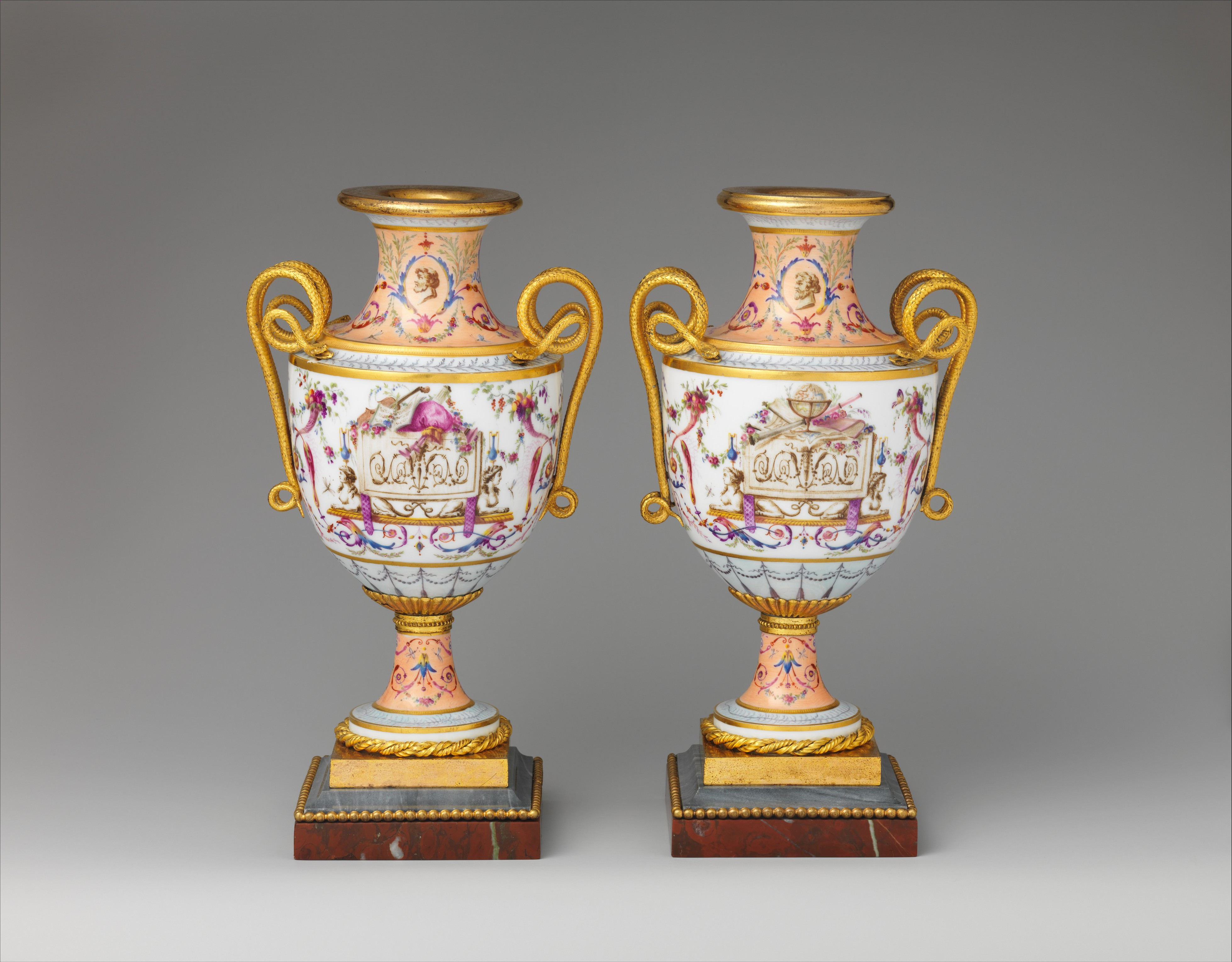
Pereche de vaze; 1789; porțelan, bronz aurit și marmură; înălțime (fiecare): 23 cm; Muzeul Metropolitan de Artă
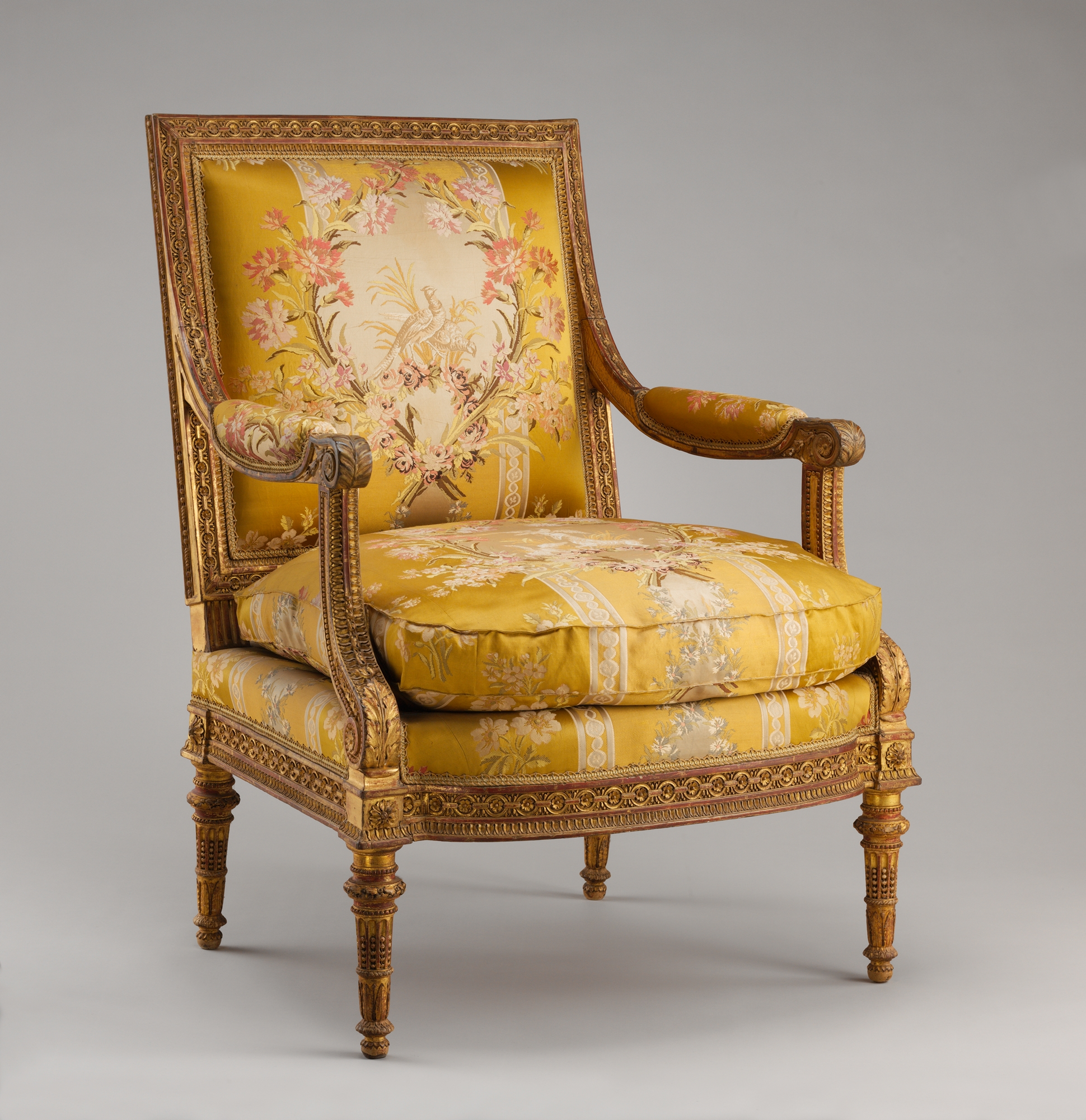
Fotoliu (fauteuil); 1788; lemn de nuc sculptat și aurit, cu mătase brocată cu aur (nu e originală); 100 × 74,9 × 65,1 cm; Muzeul Metropolitan de Artă

#### Stilul Empire (1804-1815)

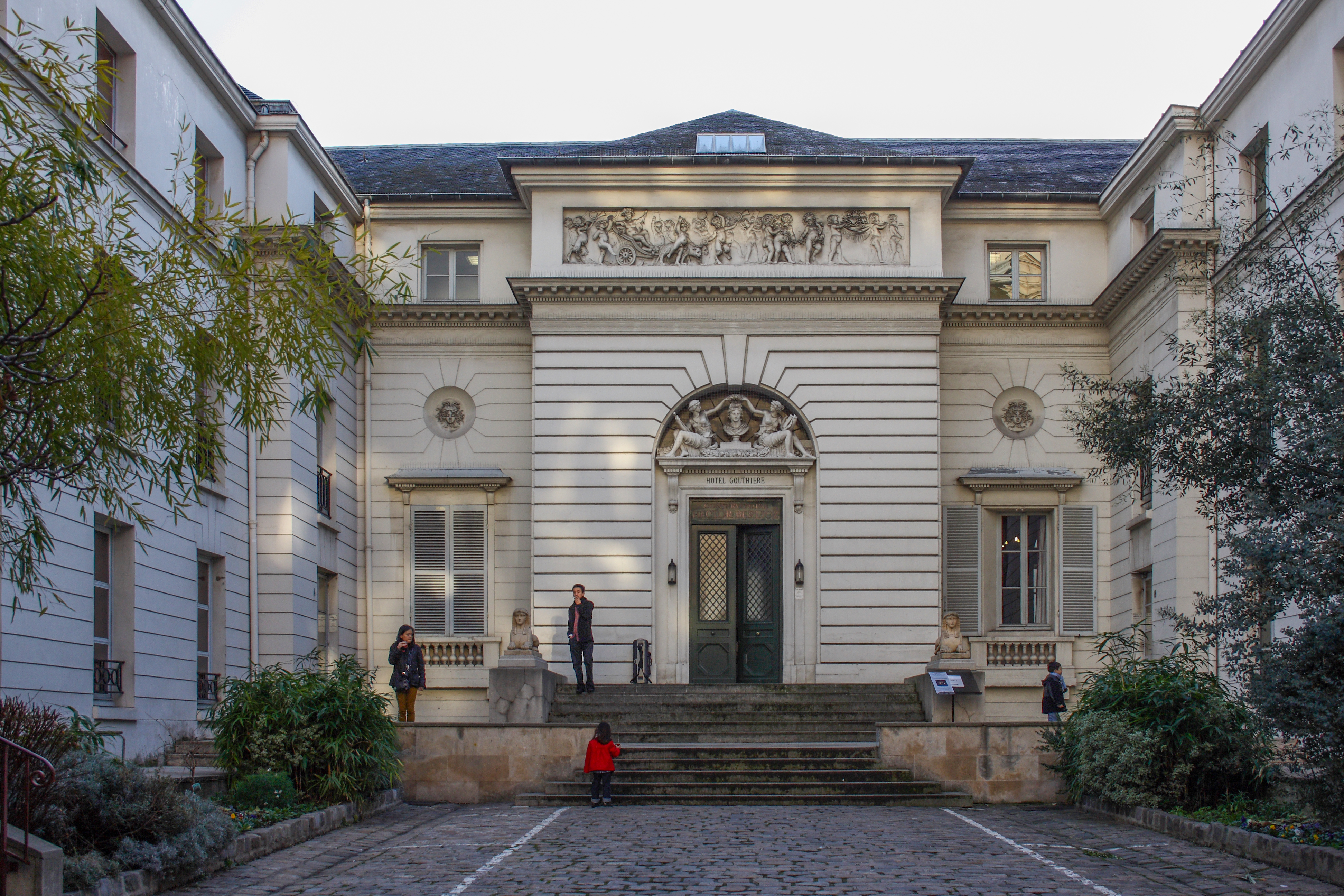
Hôtel Gouthière (Paris), pe Rue Pierre-Bullet nr. 6

E reprezentativ pentru noua societate franceză ieșită din revoluția care dăduse tonul în toate domeniile vieții, inclusiv în artă. Războiul de țesut Jacquard e inventat în perioada asta (ceea ce revoluționează tot sistemul de țesut executat până atunci manual). Una dintre culorile dominante e roșul, ornamentat cu bronz aurit. Sunt folosite și culorile pastelate, pornite de la alb, spre crem, bej, apoi violet, brun, și bleu-azuriu, cu mici ornamente de bronz aurit. Arhitectura interioară include plafoane ornate cu reliefuri aurite (pe fond alb sau colorat). Motivele sunt dispuse geometric. Pereții sunt acoperiți cu stucaturi, cu tapet sau țesături. Șemineele sunt de marmură albă, având la colțuri cariatide sau alte elemente: obeliscuri, sfincși, lei cu aripi, și așa mai departe. Pe blaturile lor sunt așezate obiecte de bronz, inclusiv ceasuri. Ușile sunt formate din panouri dreptunghiulare simple, decorate cu o figură centrală, de inspirație pompeiană. Țesăturile Empire sunt damascurile cu fond bleu sau brun, satinuri cu fonduri de verde, roz sau mov, catifele și broșeuri în aceleași culori, brocaturi broșate cu aur sau argint, taftale, și țesături din bumbac. Toate erau folosite în interioare pentru perdele, pentru acoperitul unor mobile, pentru perne și tapițerii (în tapițerie se folosește și pielea).
Toate ornamentele Empire sunt guvernate de un spirit riguros al simetriei care amintește de stilul Ludovic al XIV-lea. În general, motivele de pe partea dreaptă și stângă a unei piese corespund reciproc în fiecare detaliu. La fel ca Ludovic al XIV-lea, Napoleon avea un set de embleme asociate în mod inconfundabil cu stăpânirea sa, mai ales vulturul, albina, stelele și inițialele I (de la Imperator) și N (de la Napoleon), care erau de obicei inscripționate într-o coroană imperială de laur. Printre motivele folosite se numără: figuri de Victorii care poartă ramuri de palmier, dansatoare grecești, femei goale și drapate, figuri ale unor care antice, putti înaripați, mascaroane de Apollo, Hermes și de Gorgone, lebede, lei, capete de boi, cai și fiare sălbatice, fluturi, gheare, himere înaripate, sfincși, bucranii, căluți de mare, coroane de stejar înnodate de panglici subțiri, viță de vie care urcă, rinceaux de maci, rozete, ramuri de palmier și laur. Există o mulțime de motive greco-romane: frunze rigide și plate de acantă, palmete, cornuri ale abundenței, mărgele, amfore, trepiede, discuri parțial suprapuse, caducee ale lui mercur, vaze, coifuri de război, torțe care ard, cântărețe înaripate la trompete, și instrumente muzicale antice (tuba, și în special lira). În ciuda originii lor antice, canelurile și triglifele atât de răspândite sub Ludovic al XVI-lea sunt abandonate. Motivele neoegiptene sunt deosebit de frecvente la începutul perioadei: scarabei, capiteluri de lotus, discuri înaripate, obeliscuri, piramide, figuri care poartă nemesuri, cariatide en gaine doar cu părțile de jos ale picioarelor și cu acoperăminte sau frizuri egiptene specifice femeilor.

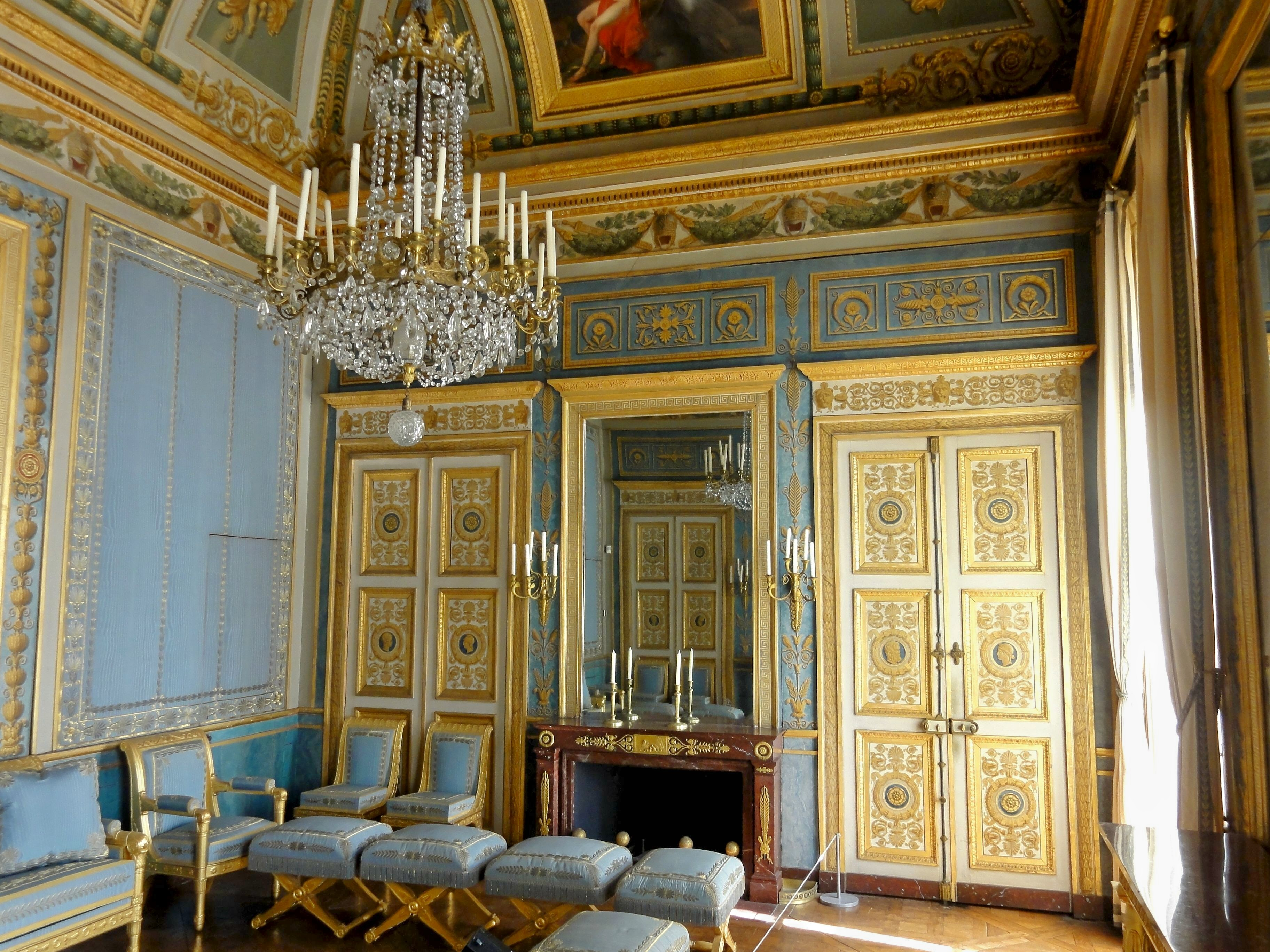
Salonul Albastru din Castelul Compiègne din Compiègne (Franța), un exemplu de interior Empire
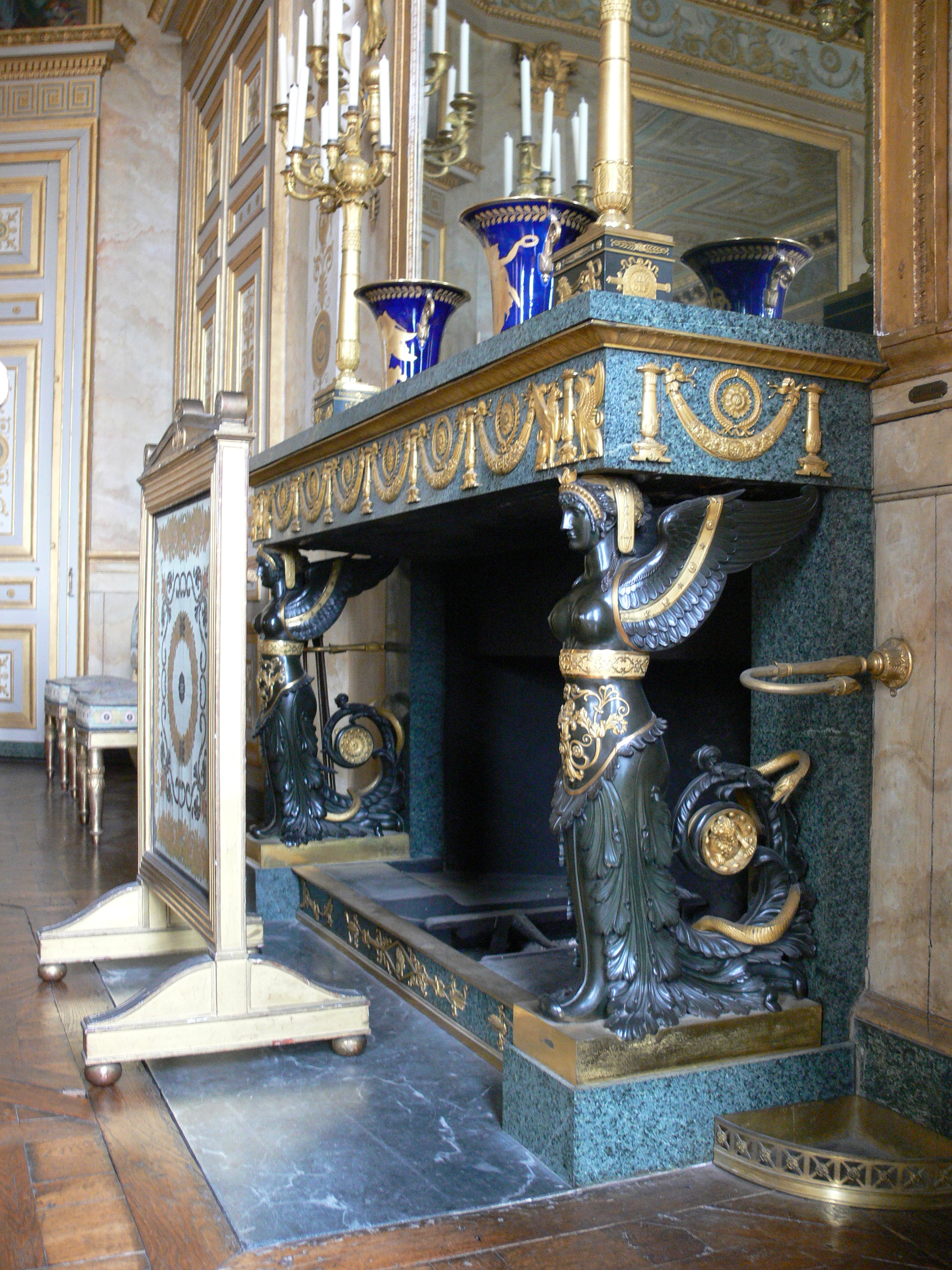
Șemineu din Salon des dames d'honneur, în Castelul Compiègne
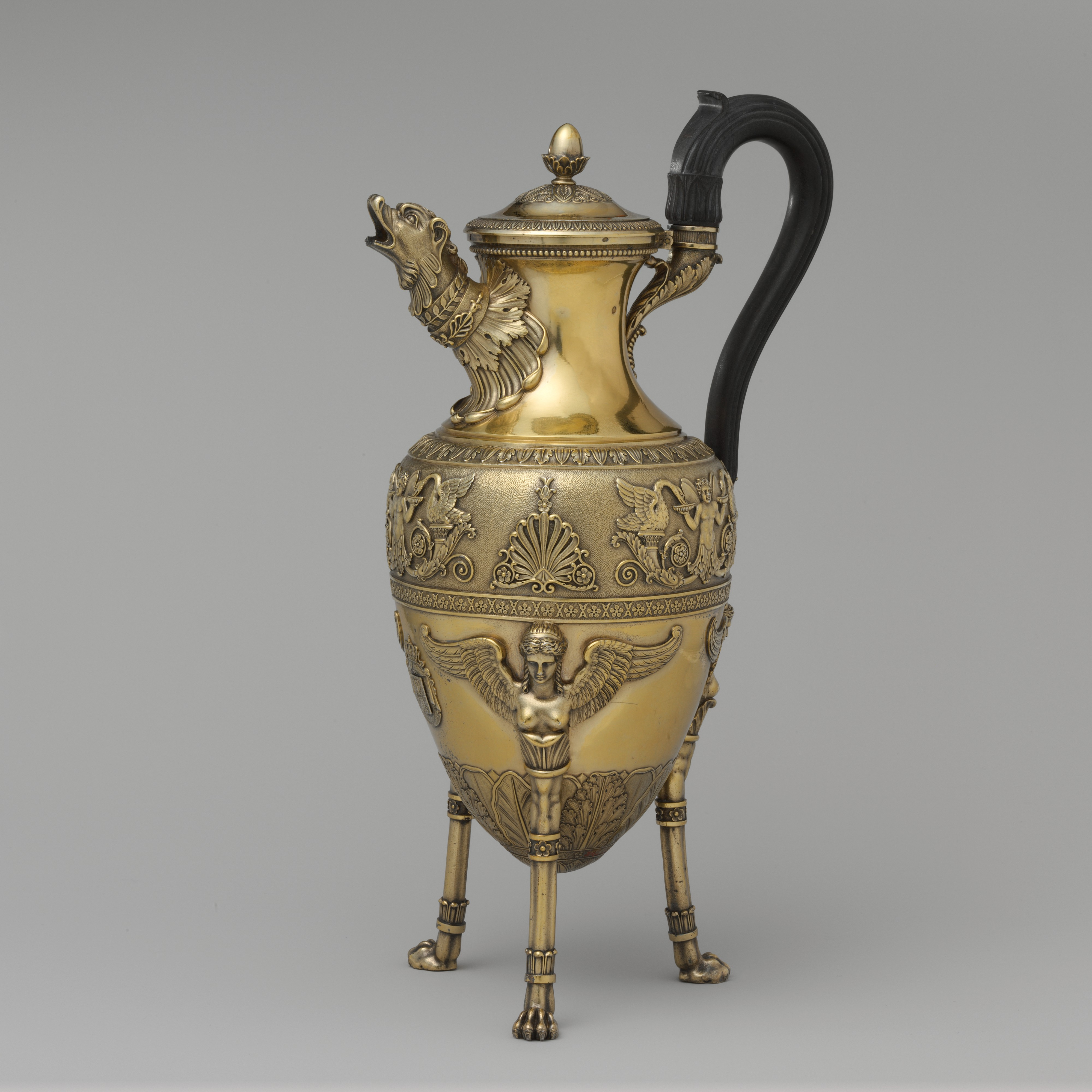
Ibric de cafea; 1797-1809; argint aurit; înălțime: 33,3 cm; Muzeul Metropolitan de Artă (New York)
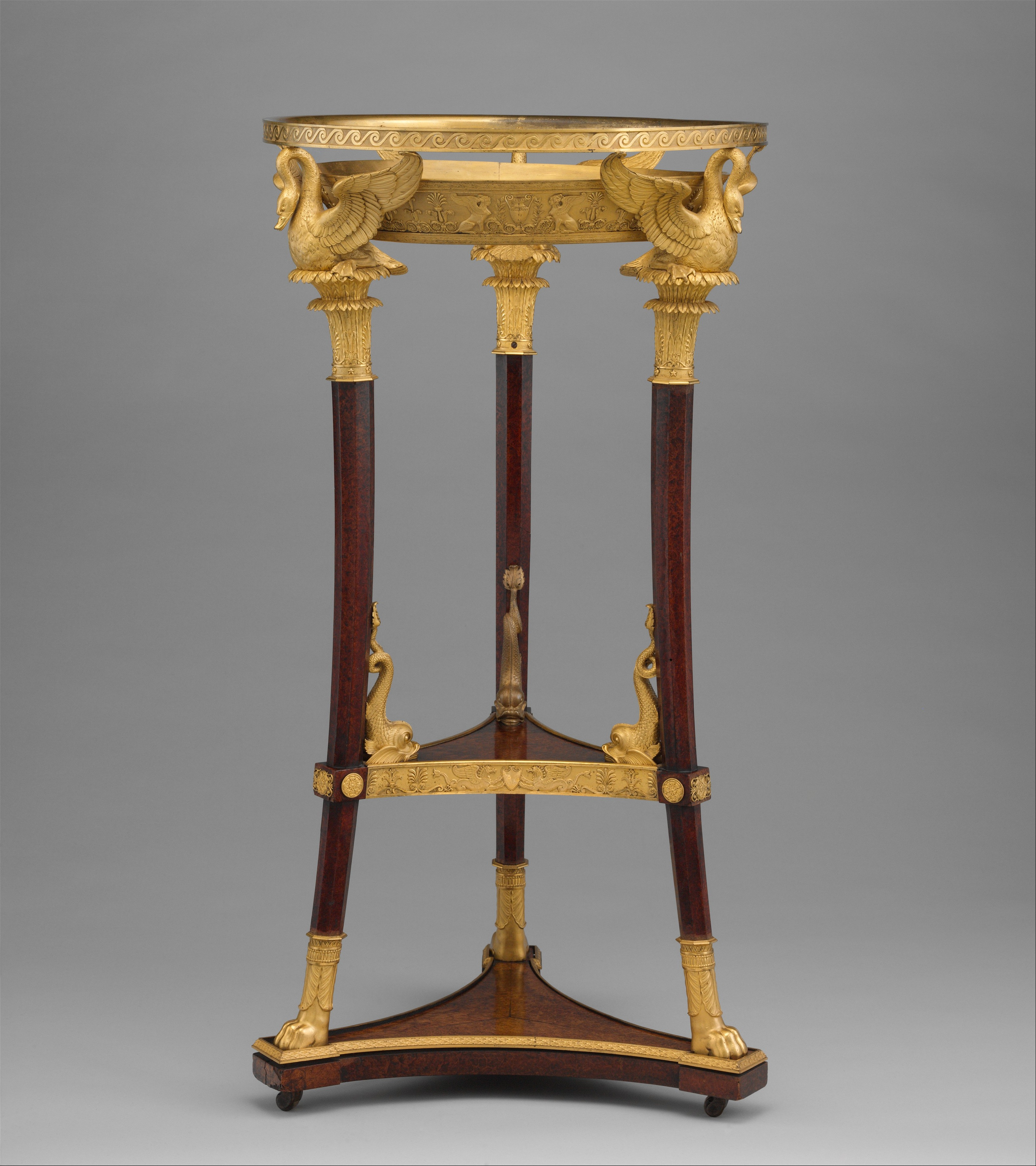
Lavoar (athénienne sau lavabo); 1800-1814; picioarele, baza și polița de jos din lemn de tisa, monturi de bronz aurit, placă de fier sub poliță; înălțime: 92,4 cm, lățime: 49,5 cm; Muzeul Metropolitan de Artă
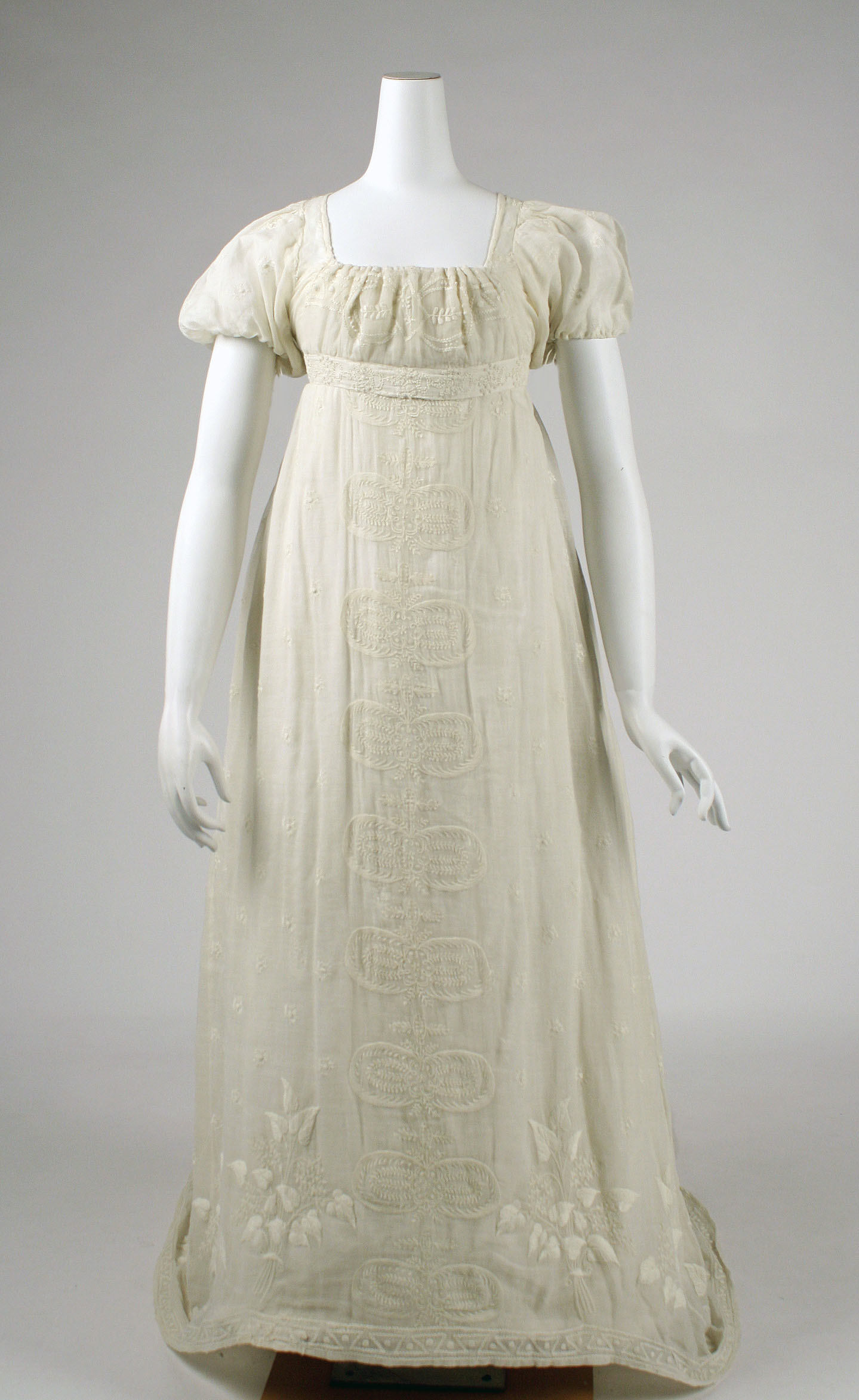
Rochie, inspirată de moda greco-romană; circa 1804; bumbac; Muzeul Metropolitan de Artă
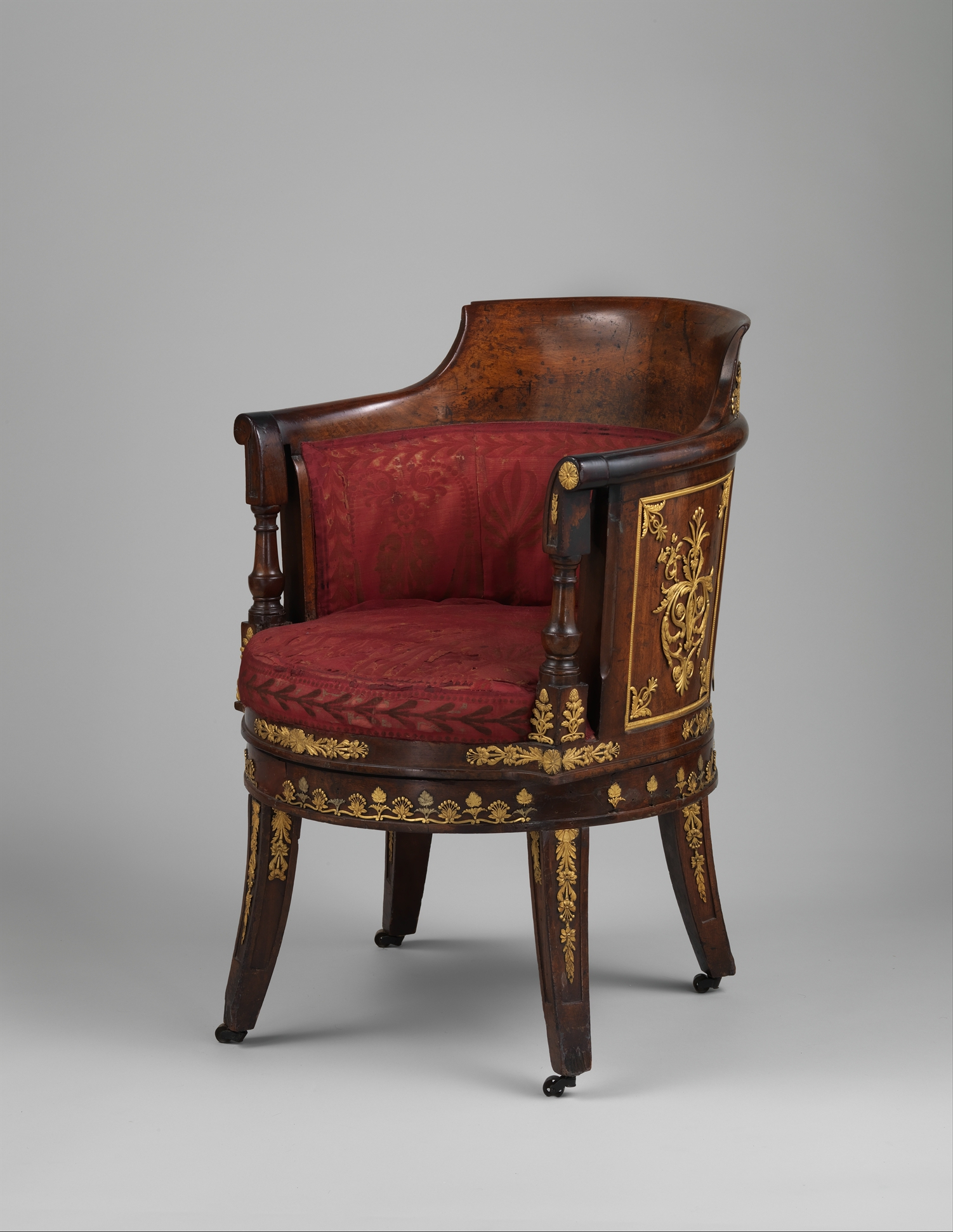
Fotoliu de birou (fauteuil de bureau); 1805-1808; mahon, bronz aurit și tapițerie din catifea de satin; 87,6 × 59,7 × 64,8 cm; Muzeul Metropolitan de Artă
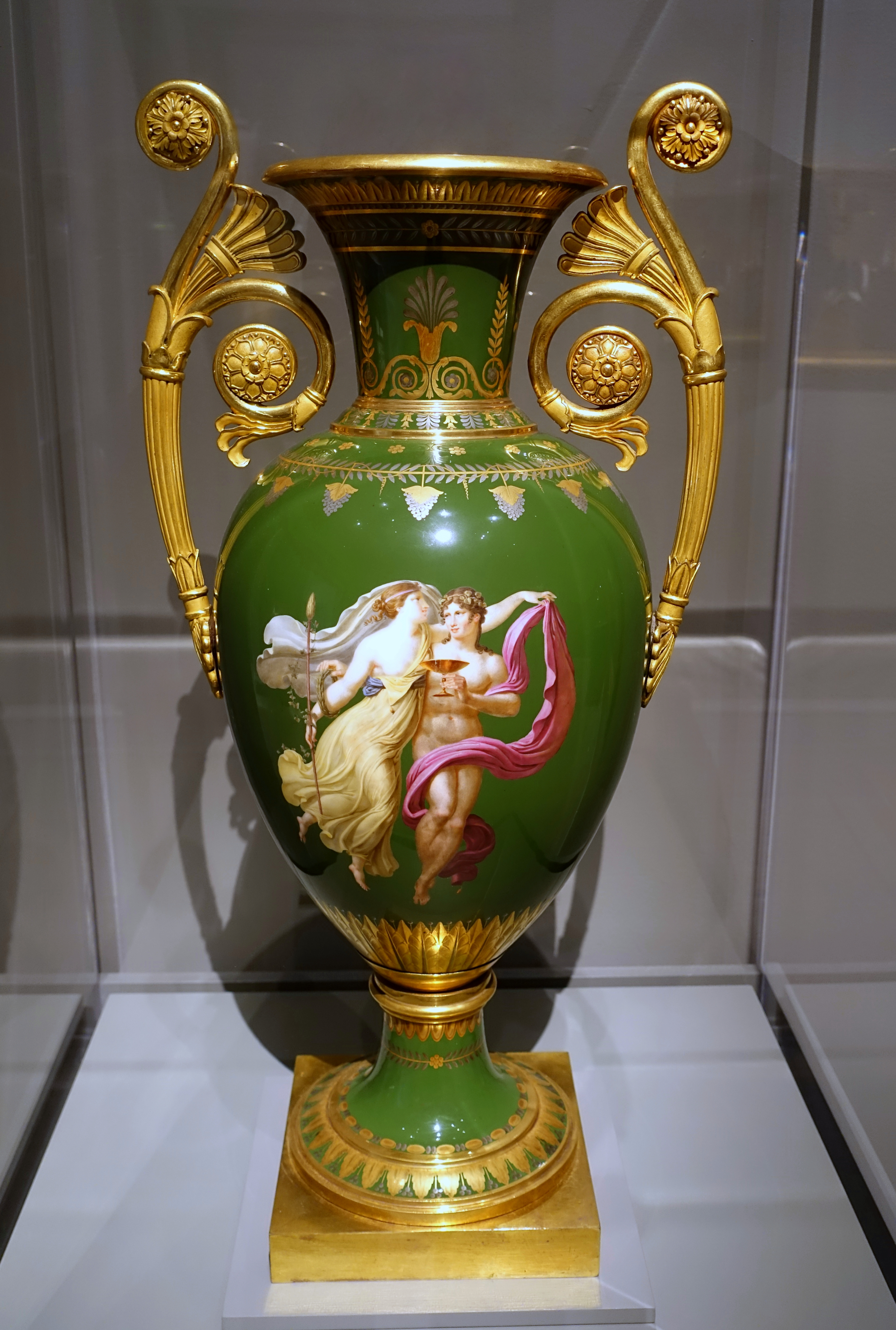
Vază; 1809; porțelan cu mânere de bronz aurit; înălțime: 74,9 cm, diametru: 35,6 cm; Ateneul Wadsworth (Hartford, Connecticut, SUA)
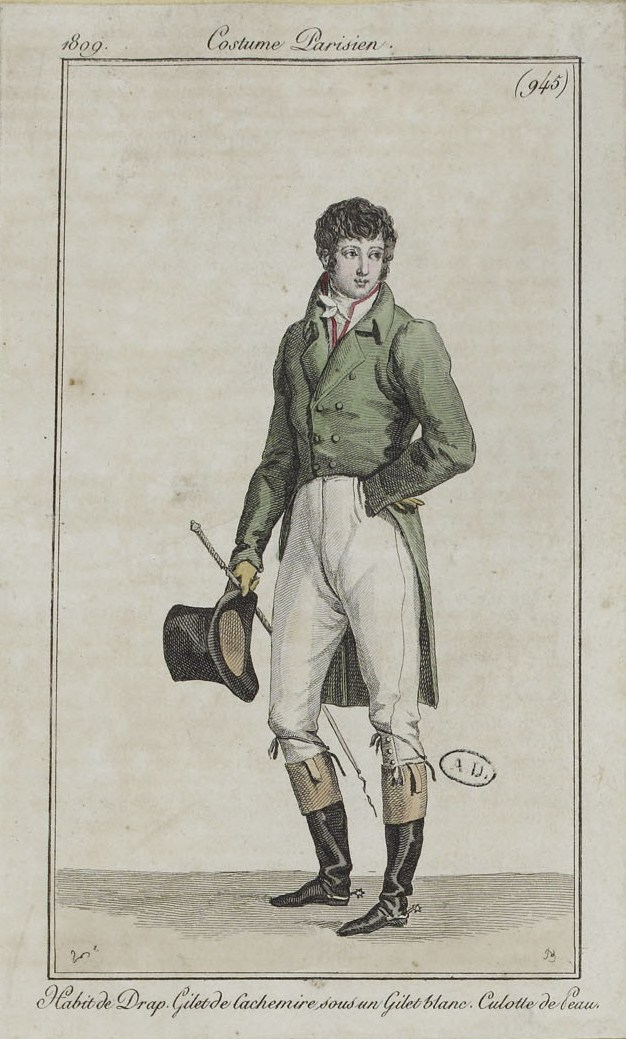
Ilustrație din 1809 care arată cum e îmbrăcămintea masculină Empire, din Journal des dames et des modes
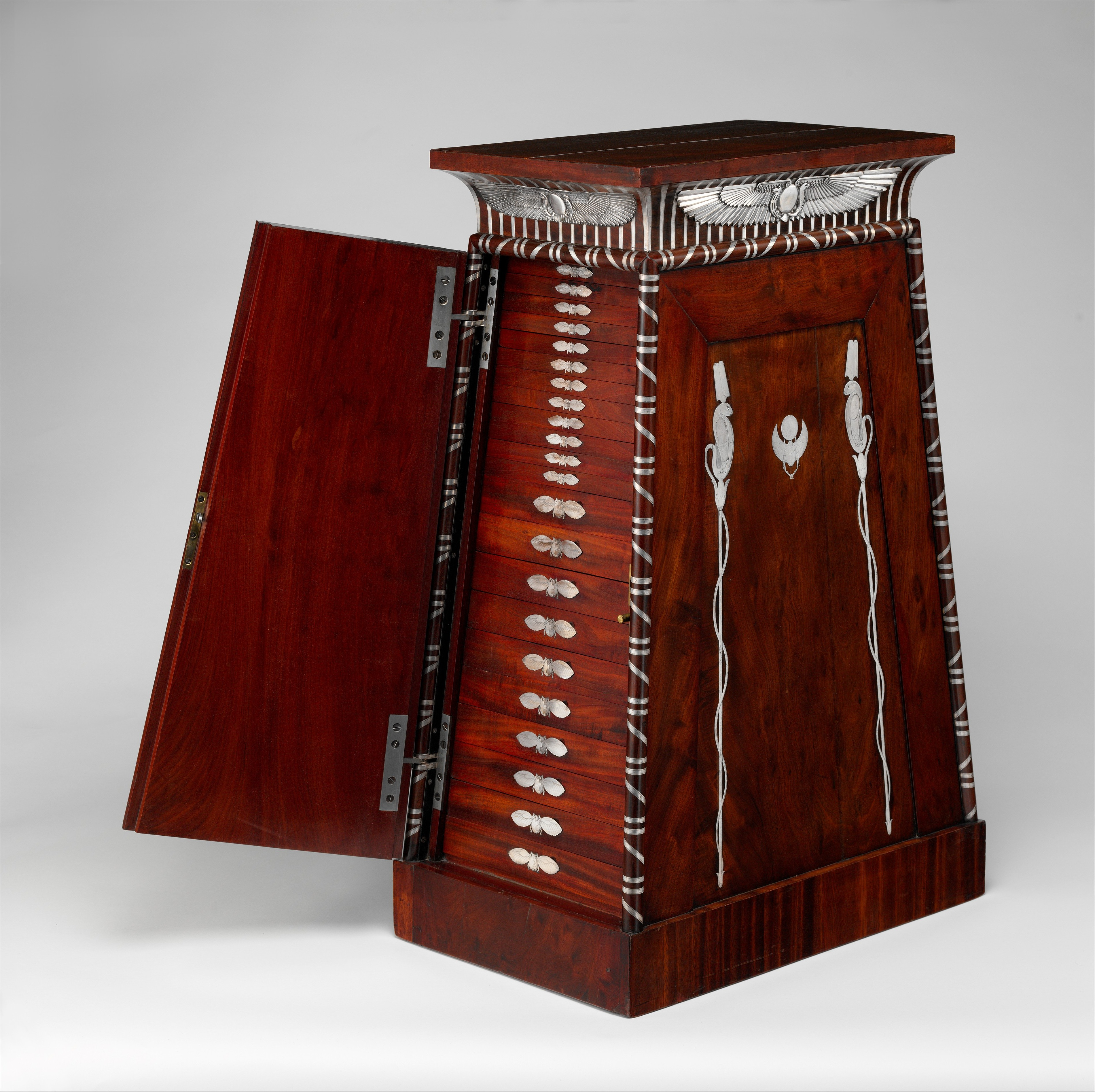
Dulap de monede neoegiptean; de François-Honoré-Georges Jacob-Desmalter; 1809-1819; mahon cu argint; 90.2 x 50.2 x 37.5 cm; Muzeul Metropolitan de Artă
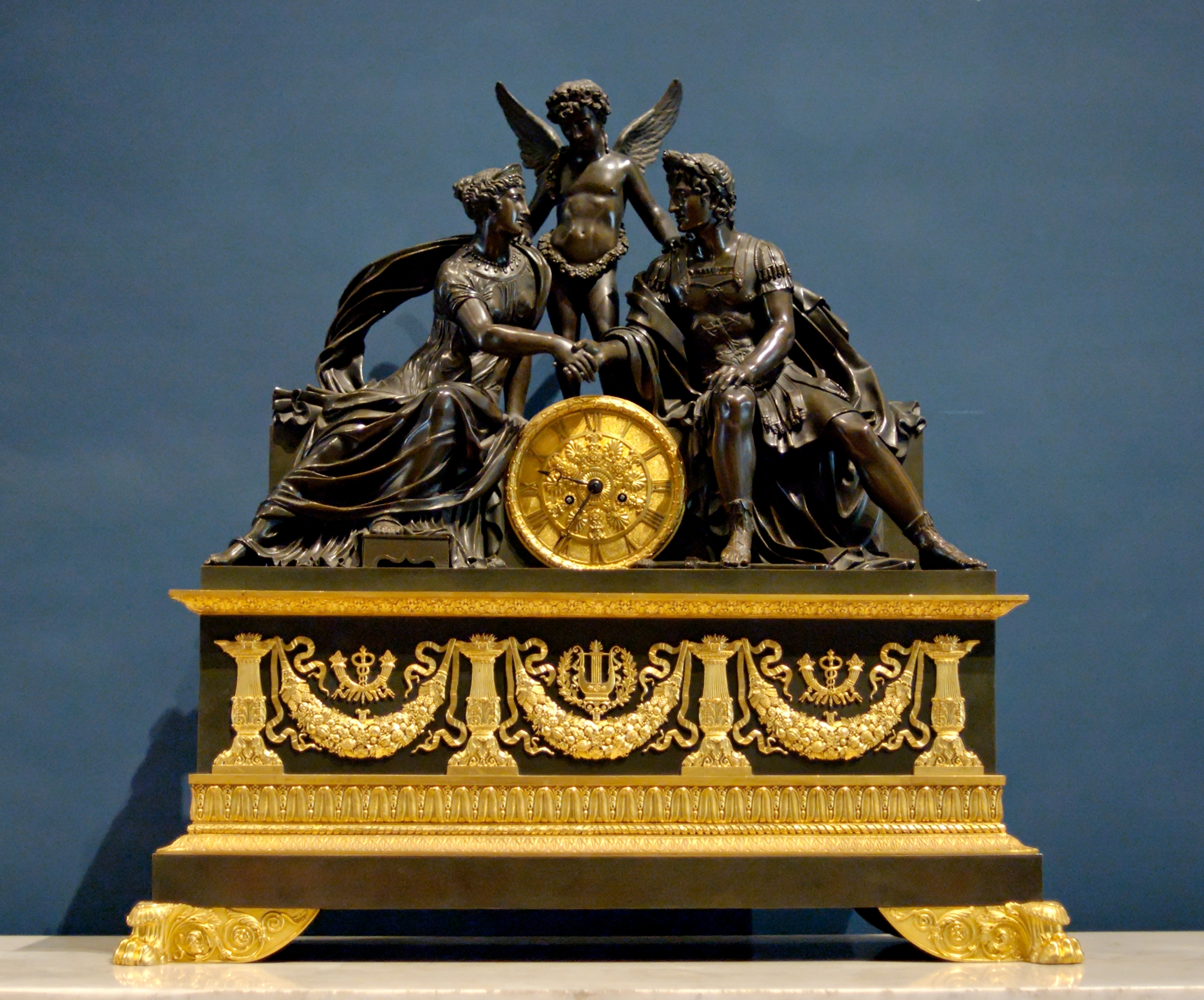
Ceas care îi înfătișează pe Marte și Venus, o alegorie a nunții lui Napoleon cu Marie Louise din 1810; de faimosul bronzier Pierre-Philippe Thomire; circa 1810; bronz aurit (bronz doré) sau patinat; înălțime: 90 cm; Luvru
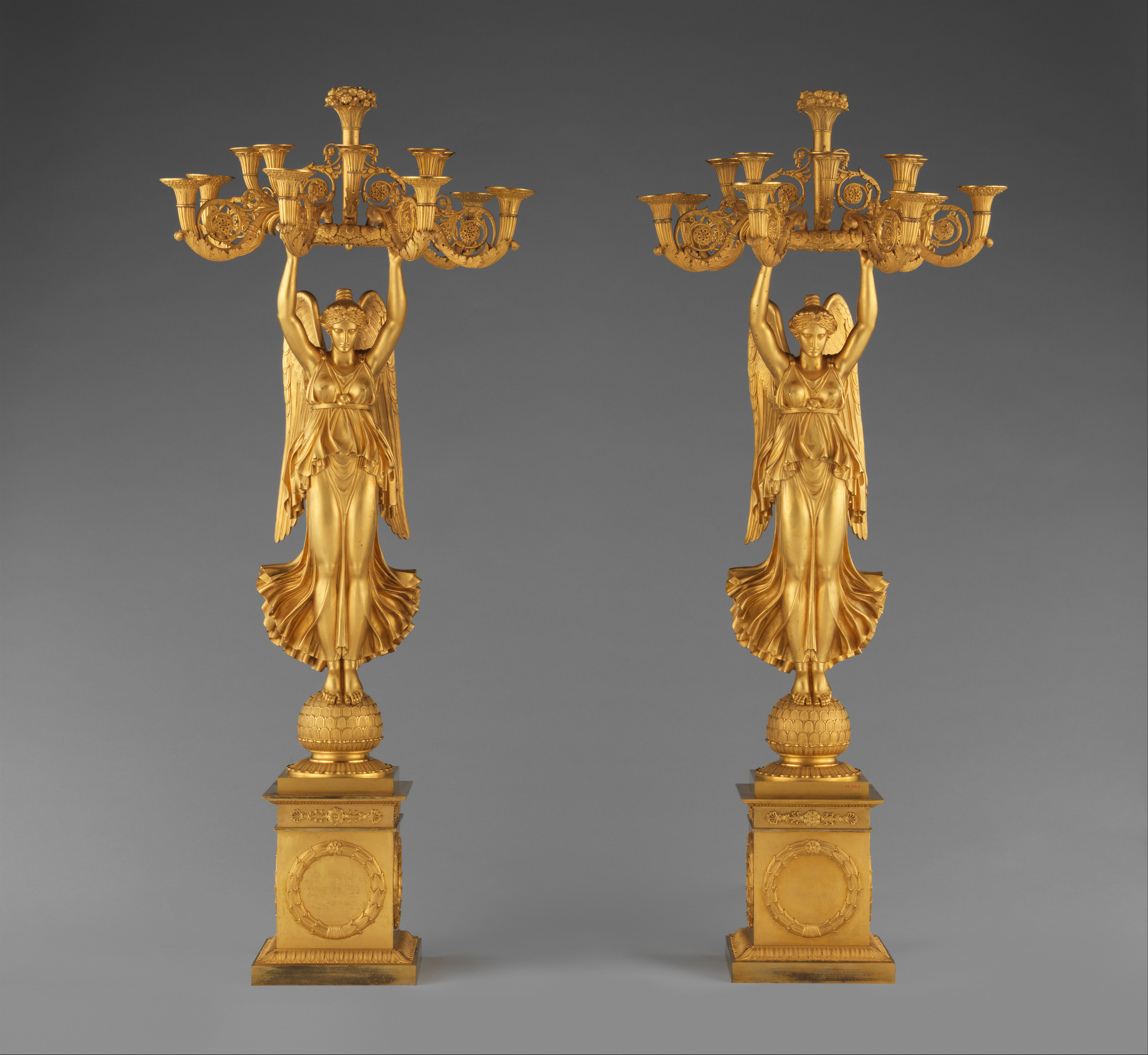
Pereche de sfeșnice cu Victorii înaripate; 1810–1815; bronz aurit; înăltime (fiecare): 127,6 cm; Muzeul Metropolitan de Artă
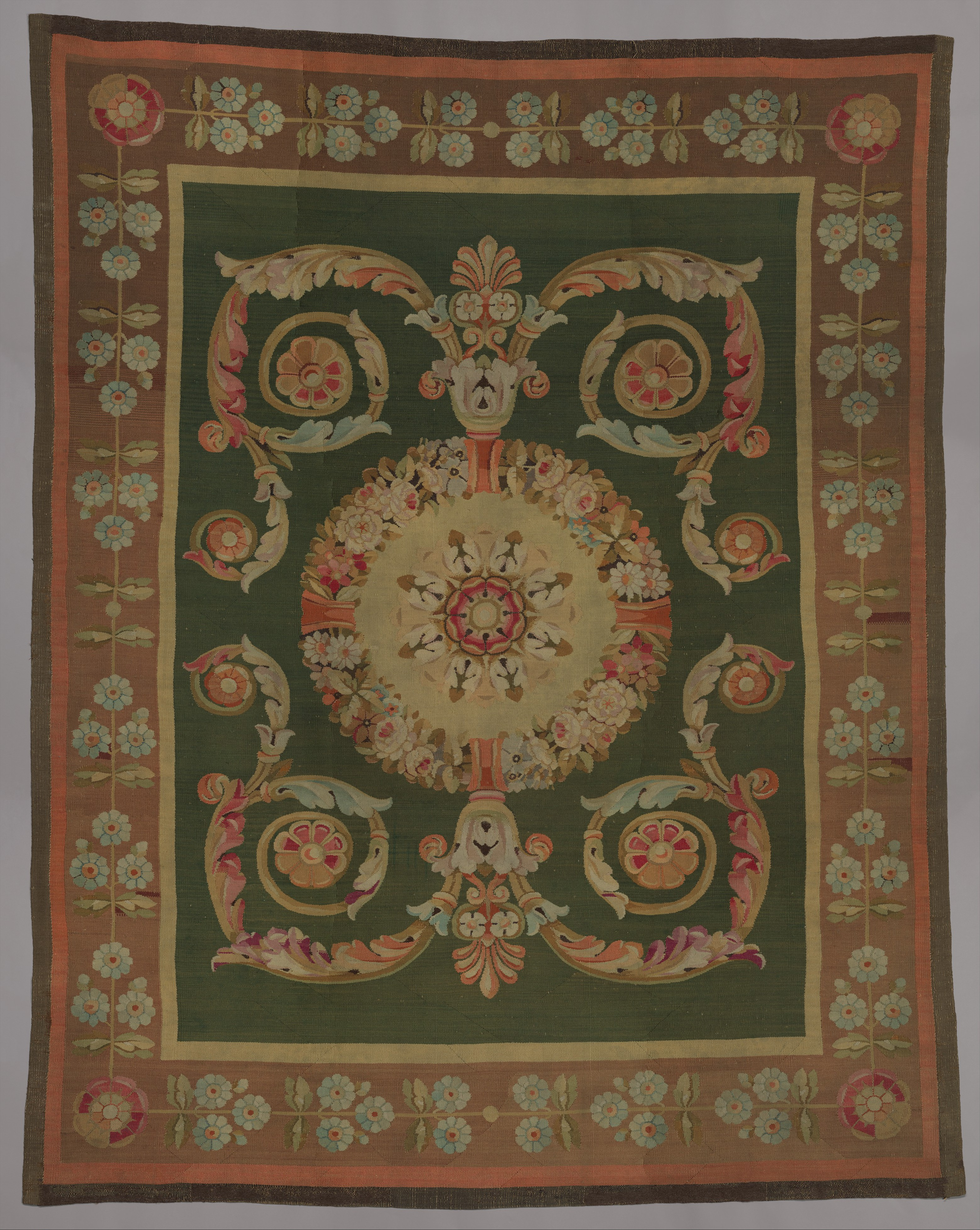
Covor; 1814–1830; 309,9 × 246,4 cm; Muzeul Metropolitan de Artă

### În Regatul Unit

#### Stilul Adam
Stilul Adam a fost creat de doi frați, Adam și James, care au publicat în 1777 un volum de gravuri cu ornamente interioare. În decorul interior realizat după desenele lui Robert Adam, pereții, tavanele, ușile și orice altă suprafață sunt împărțite în panouri mari: dreptunghiulare, rotunde, pătrate, cu stucaturi și motive greco-romane la margini. Ornamentele folosite includ festoane, perle, ove, medalioane și orice alte motive folosite în Antichitatea Clasică (în special cele etrusce). În interioare erau puse, vase de piatră în formă de urne, argintăria aurită, lămpi și statuete, toate având aceeași sursă de inspirație, Antichitatea Clasică.
Stilul Adam a pus în valoare cu mult rafinament oglinzile dreptunghiulare, încadrate ca niște tablouri (în rame cu frunze stilizate), sau cu un fronton deasupra lor, susținând o urnă sau un medalion. Un alt design de oglinzi Adam are forma unei ferestre venețiene, cu o oglindă centrală mare între alte două înguste și lungi. Un alt tip de oglinzi sunt cele ovale, de obicei decorate cu festoane. Mobila în acest stil are o structură similară cu cea în stilul Ludovic al XVI-lea.

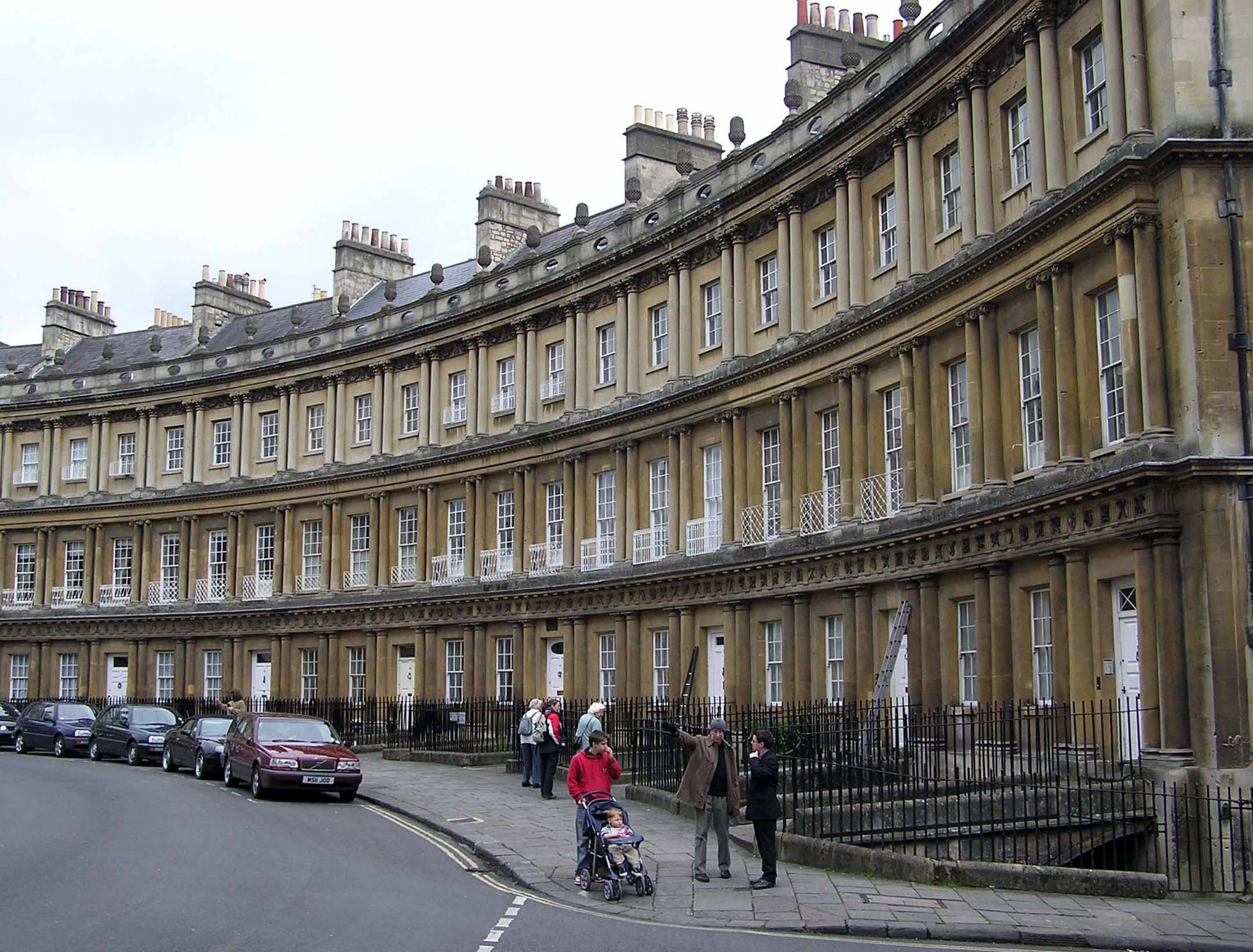
The Circus (Bath, Somerset, Anglia), 1754-1768, de John Wood cel Bătrân
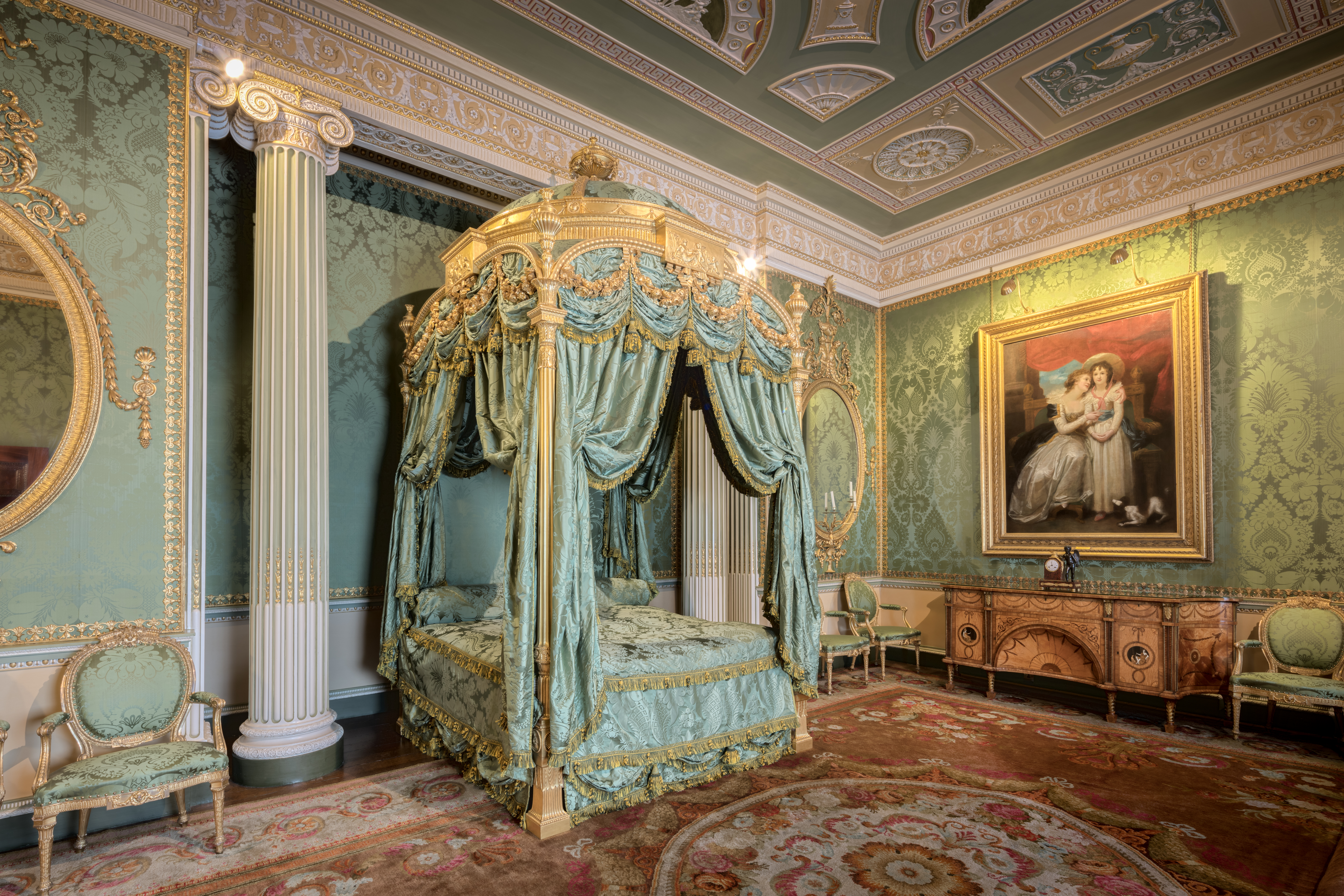
Dormitor în Casa Harewood (Harewood, West Yorkshire, Anglia), 1759-1771, de Robert Adam
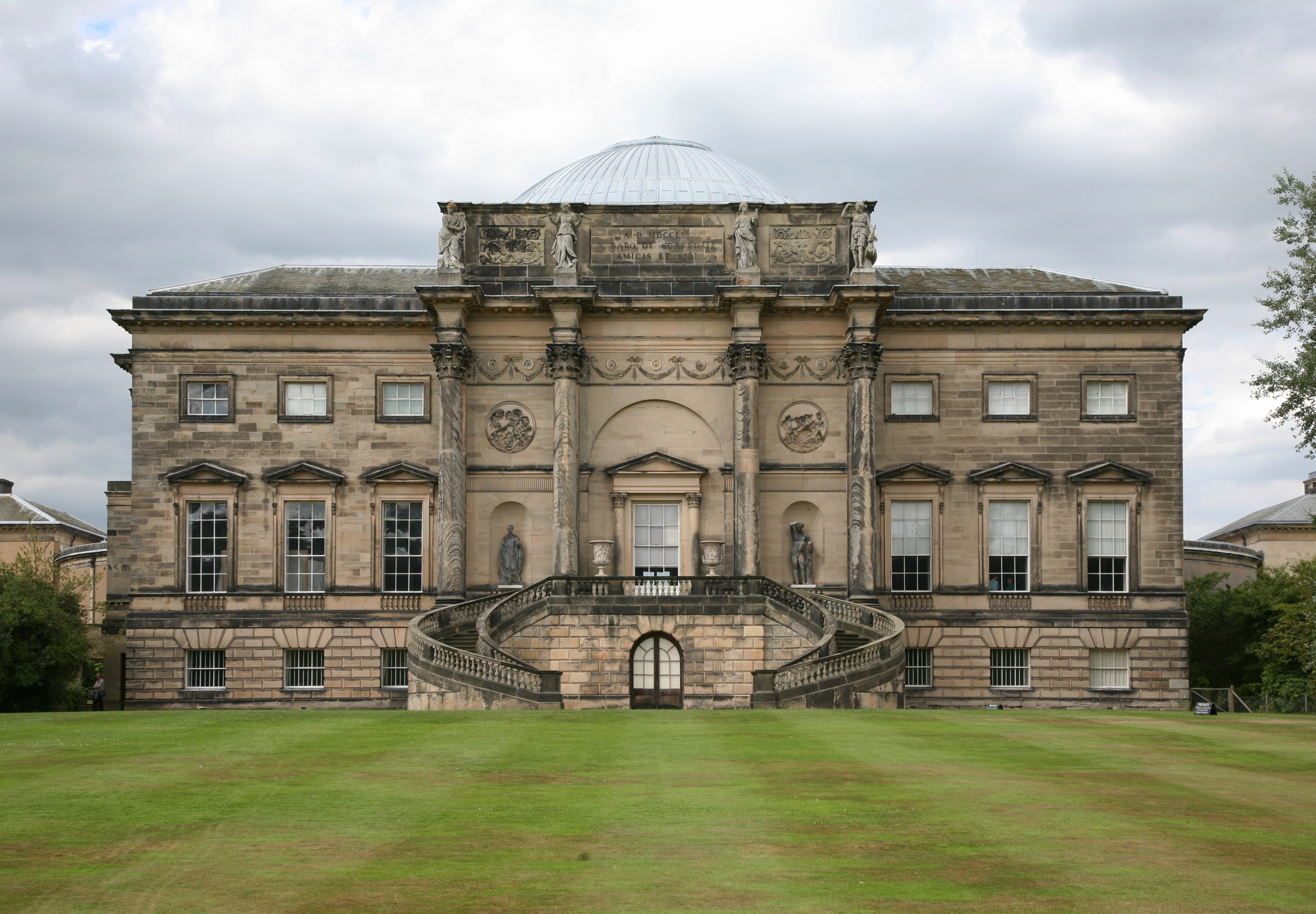
Kedleston Hall (Kedleston, Derbyshire, Anglia) bazată pe Arcul lui Constantin din Roma, anii 1760, de Robert Adam
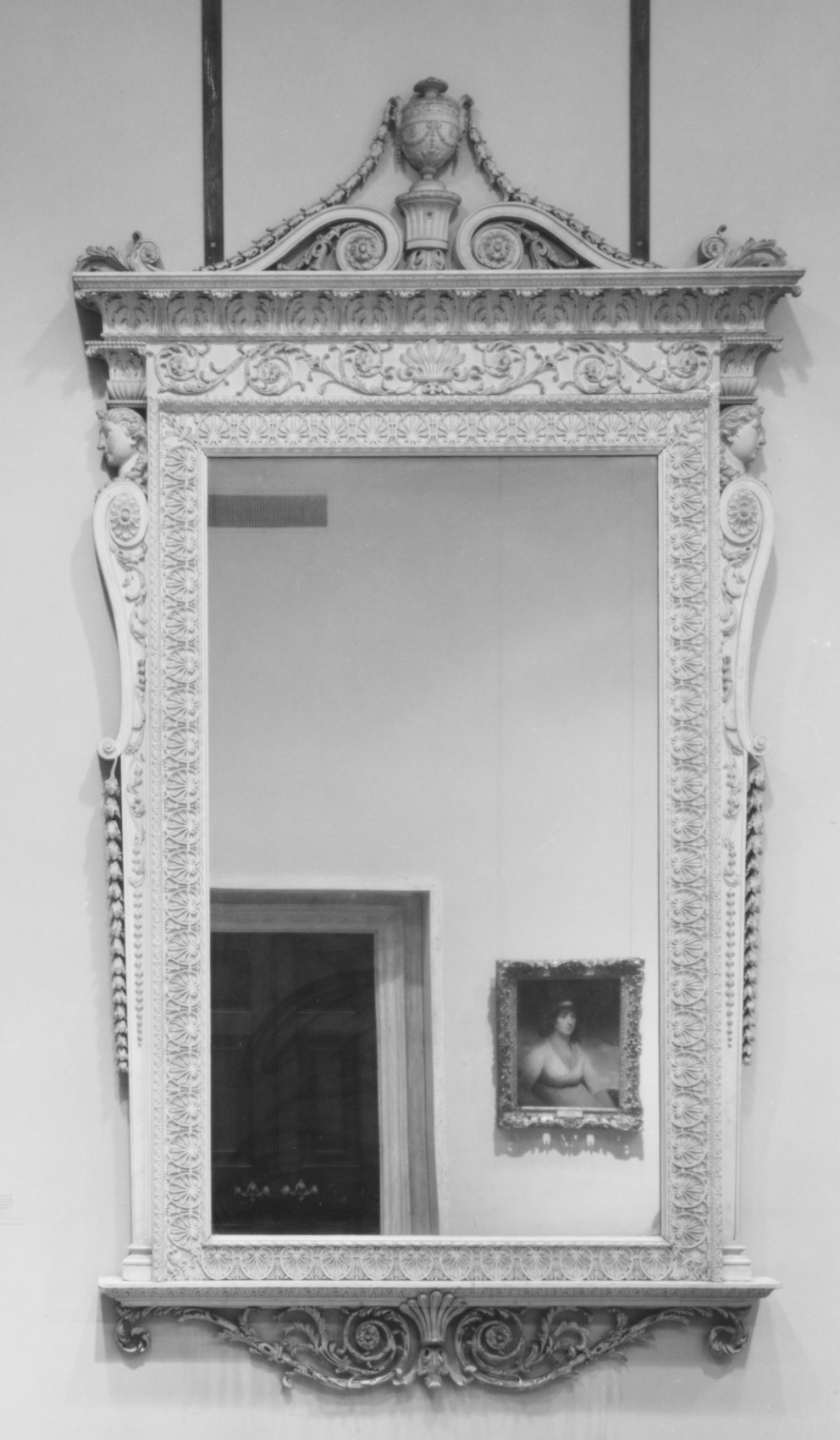
Oglindă dreptunghiulară cu o mică urnă în vârf; de Robert Adam; 1765; sticlă și lemn de pin sculptat și pictat; per ansamblu: 355,6 × 190,5 cm; Muzeul Metropolitan de Artă (New York City)
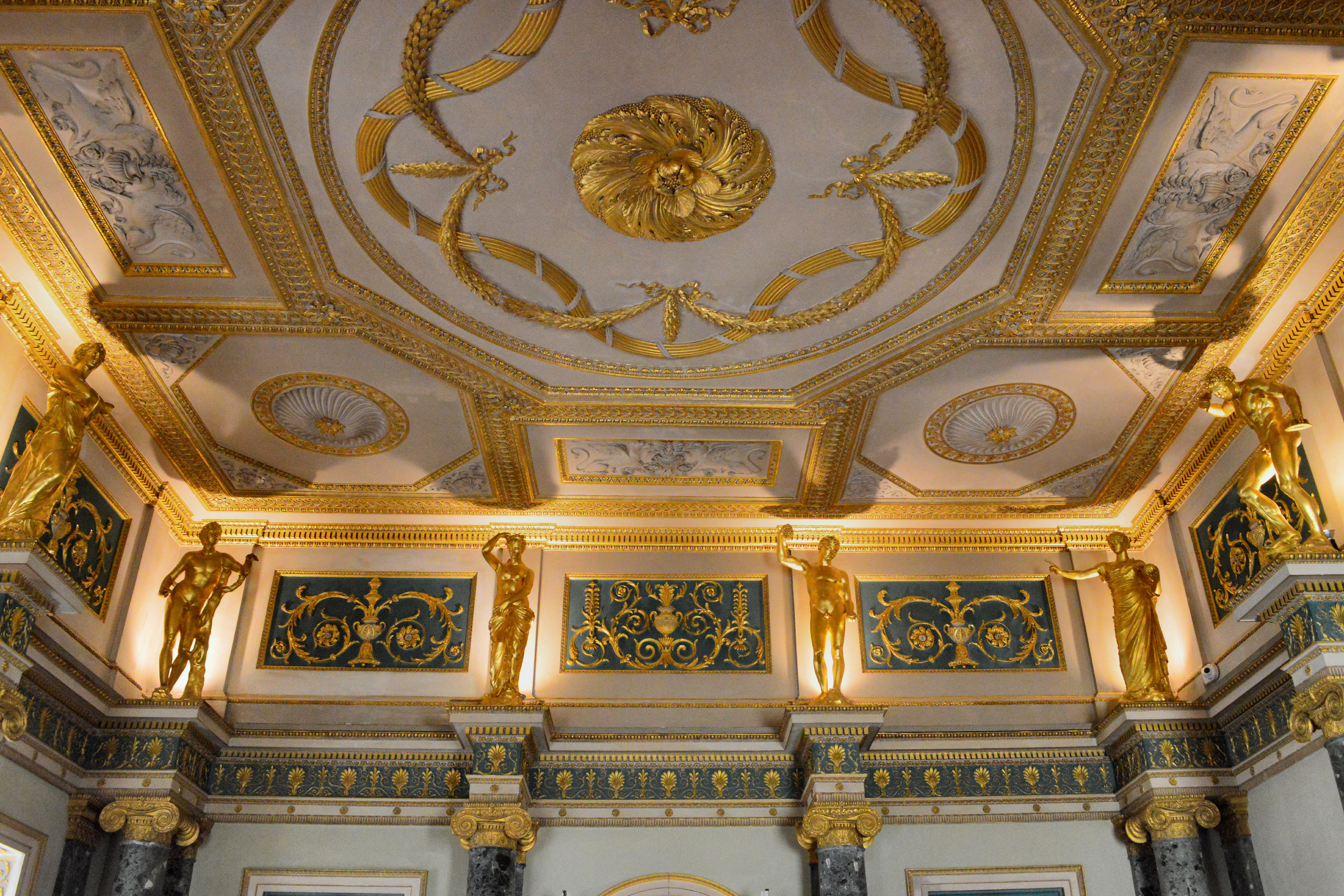
Interior al Casei Syon (Londra) cu coloane ionice și statui aurite, 1767-1775, de Robert Adam
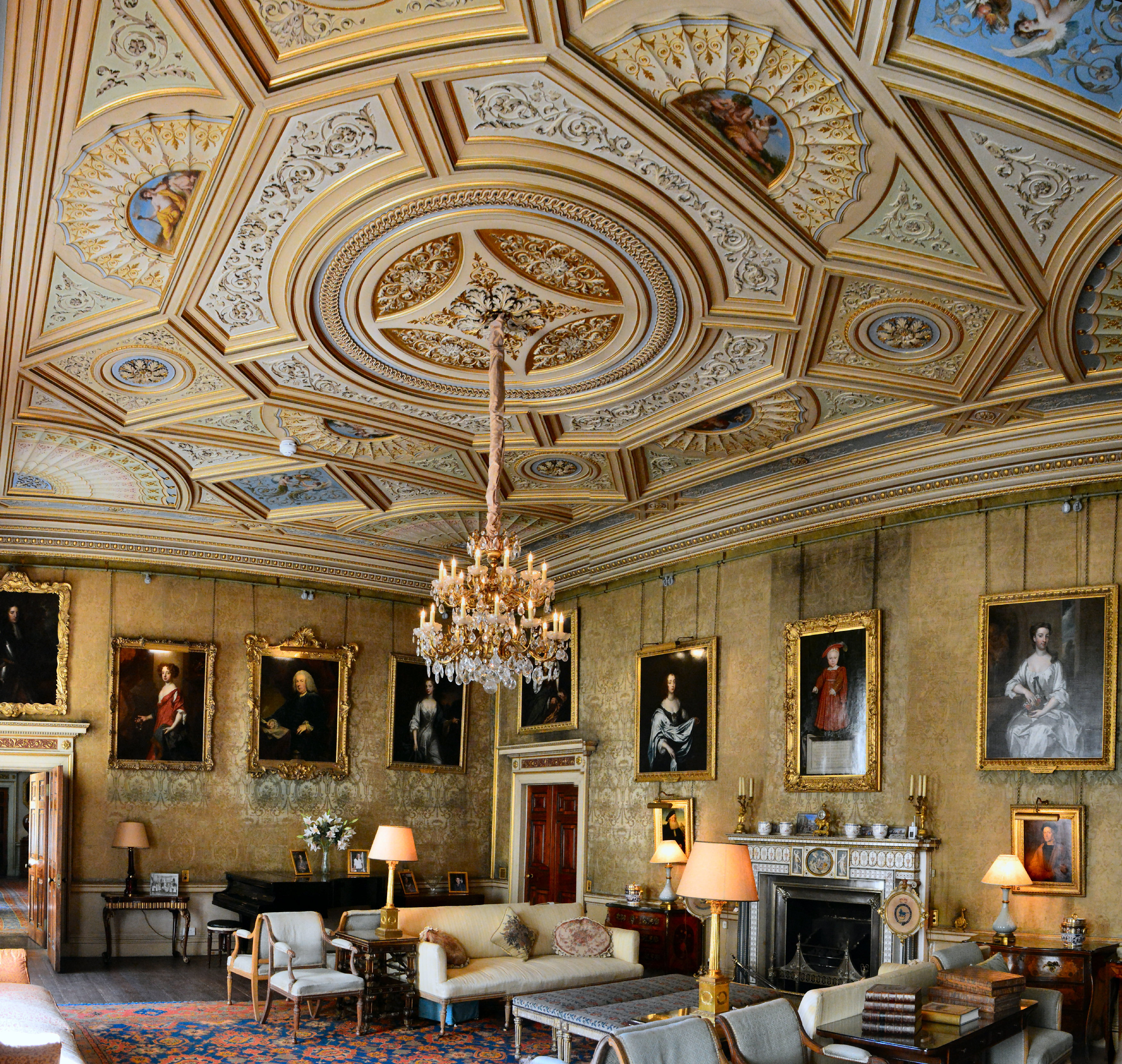
Sală de nese a Casei Syon, cu un tavan complex
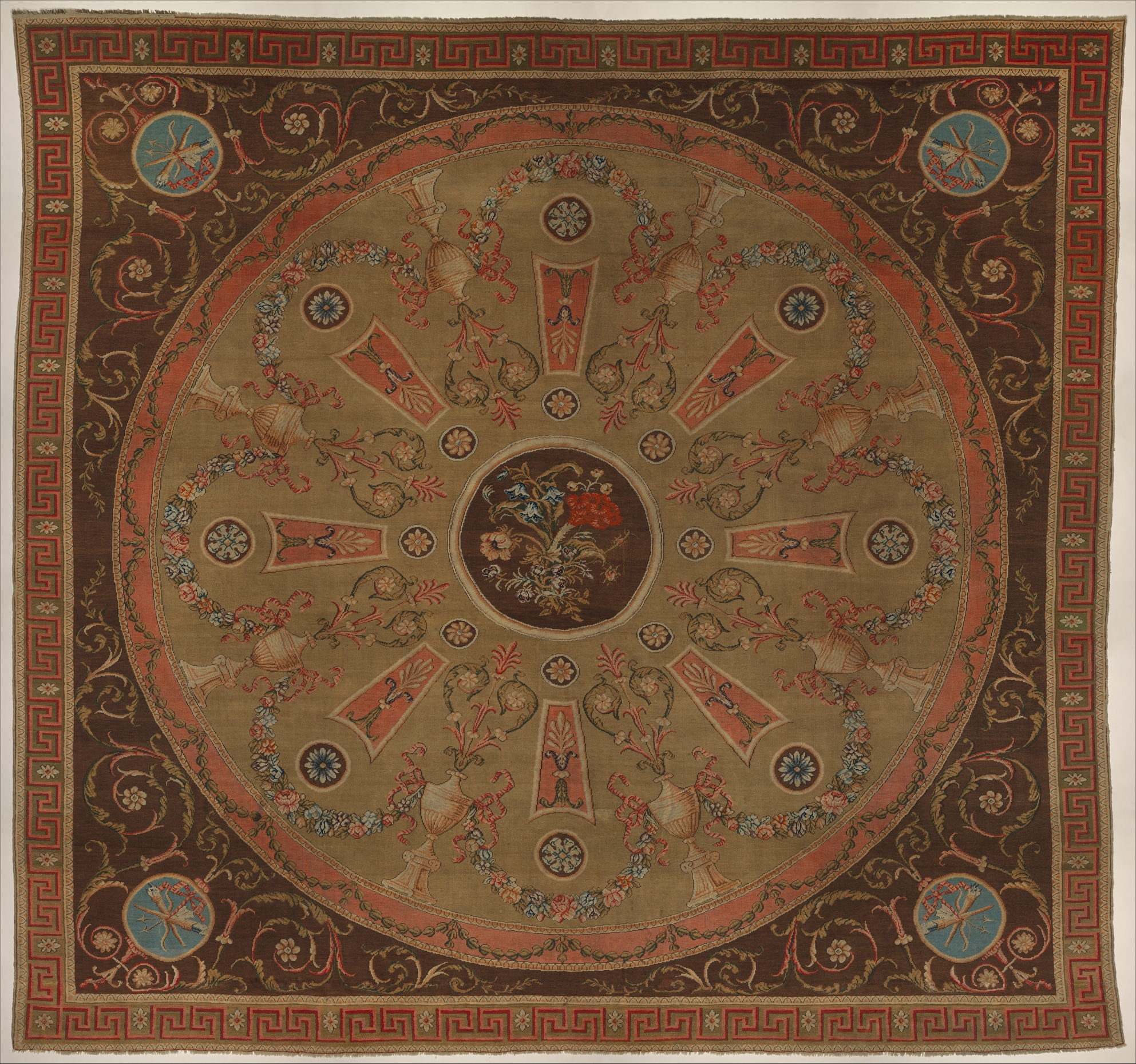
Covor; de Robert Adam; 1770–1780; lână țesută; 505,5 x 473,1 cm; Muzeul Metropolitan de Artă
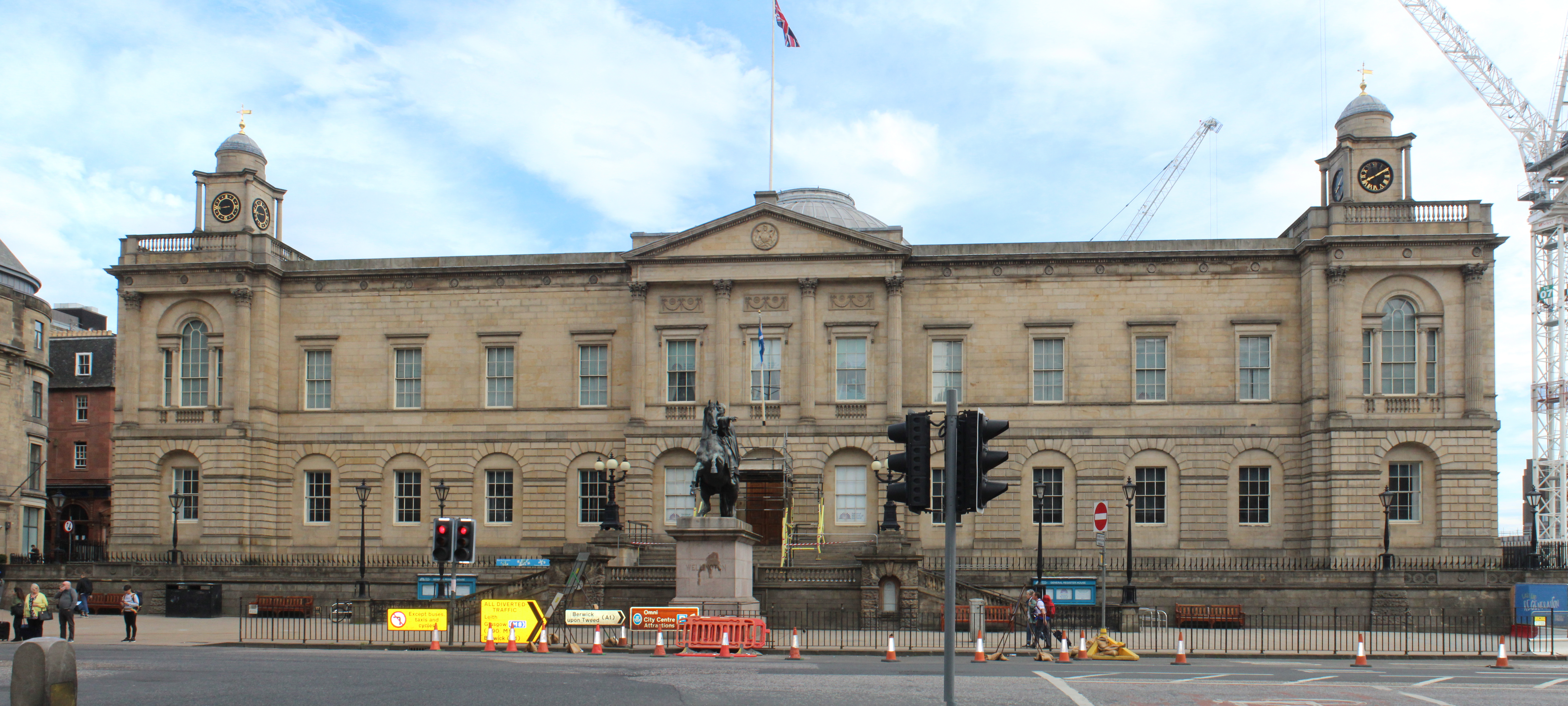
Casa Registrului General (Edinburgh, Scoția), 1774-1788, de Robert Adams
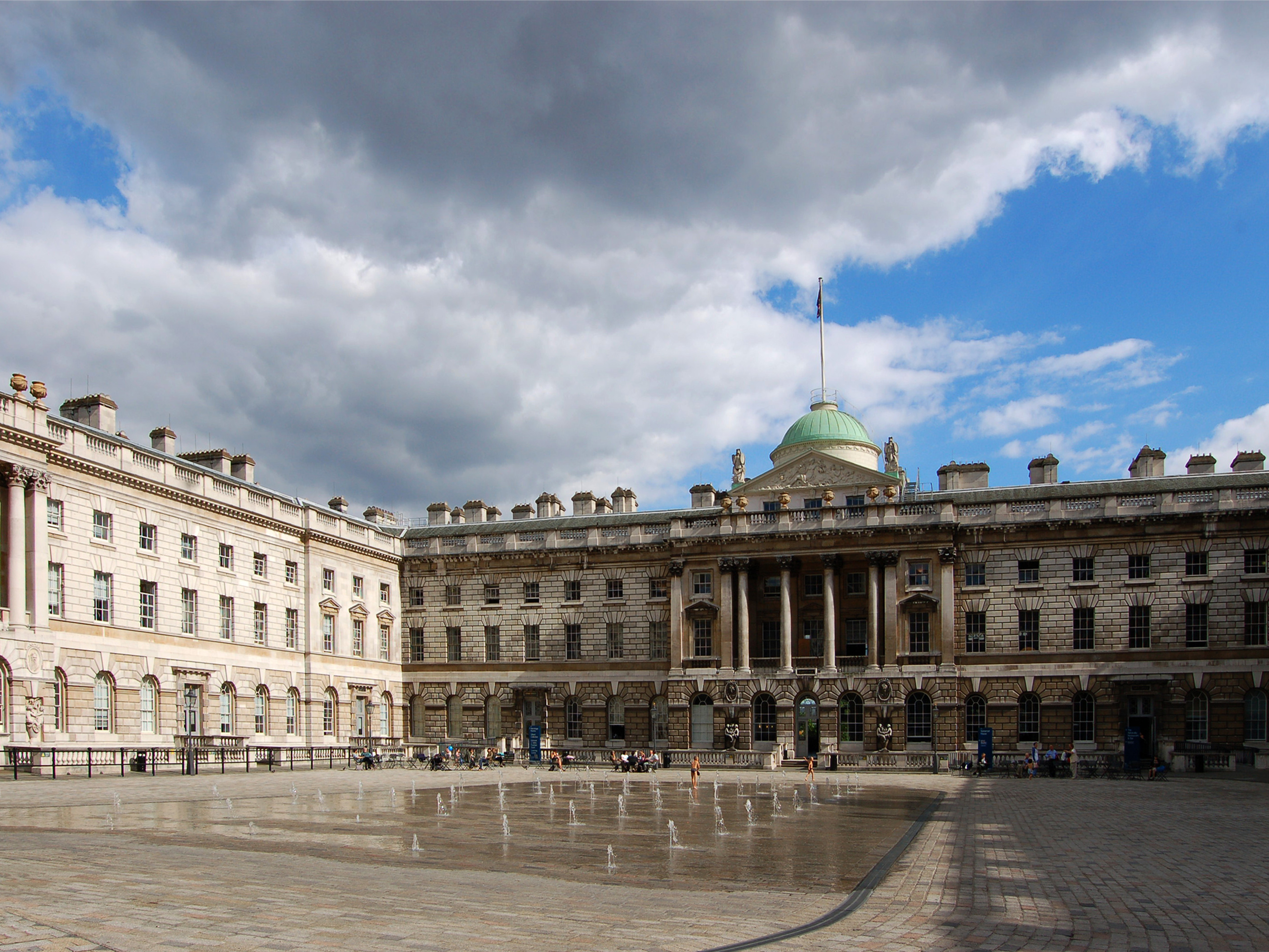
Curtea generală a Casei Somerset (Londra), 1776, de Sir William Chambers
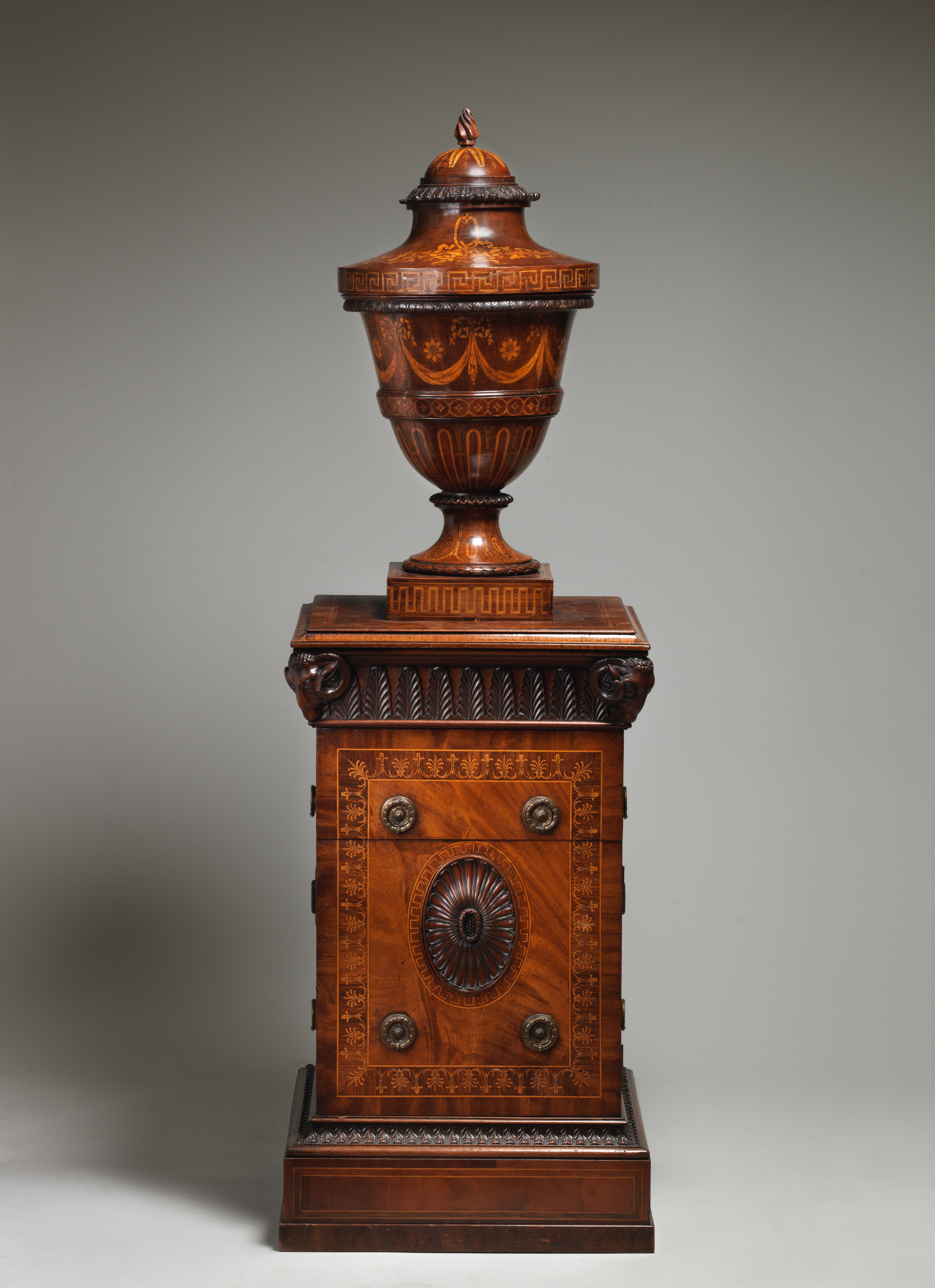
Urnă pe postament; circa 1780 cu adăugări ulterioare; de Robert Adam; mahon încrustat; înălțime: 49,8 cm; Muzeul Metropolitan de Artă
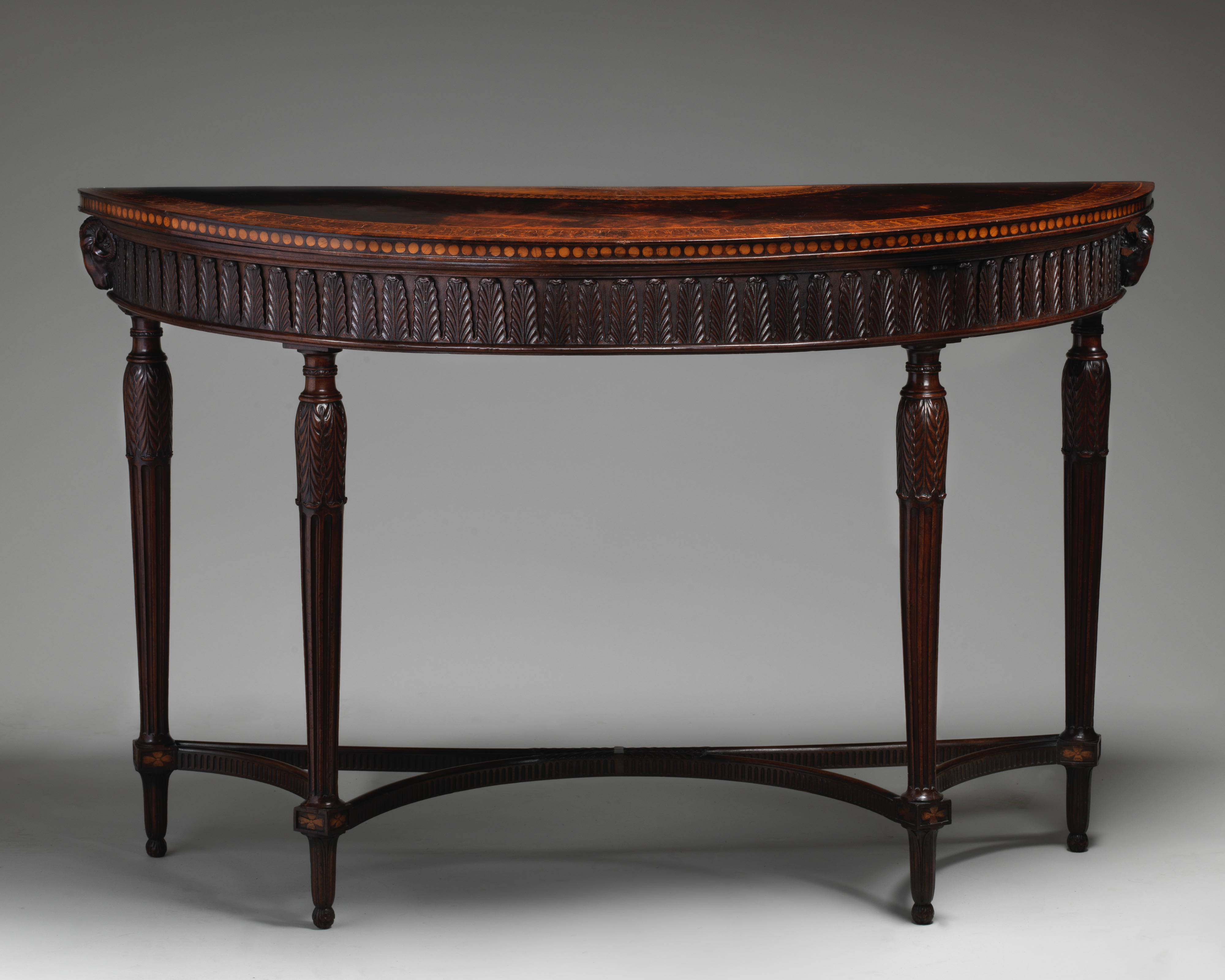
Masă de perete cu multe frunze de acantă și două bucranii; de Robert Adam; circa 1780 cu adăugări ulterioare; mahon; per ansamblu: 88,6 × 141,3 × 57,1 cm; Muzeul Metropolitan de Artă
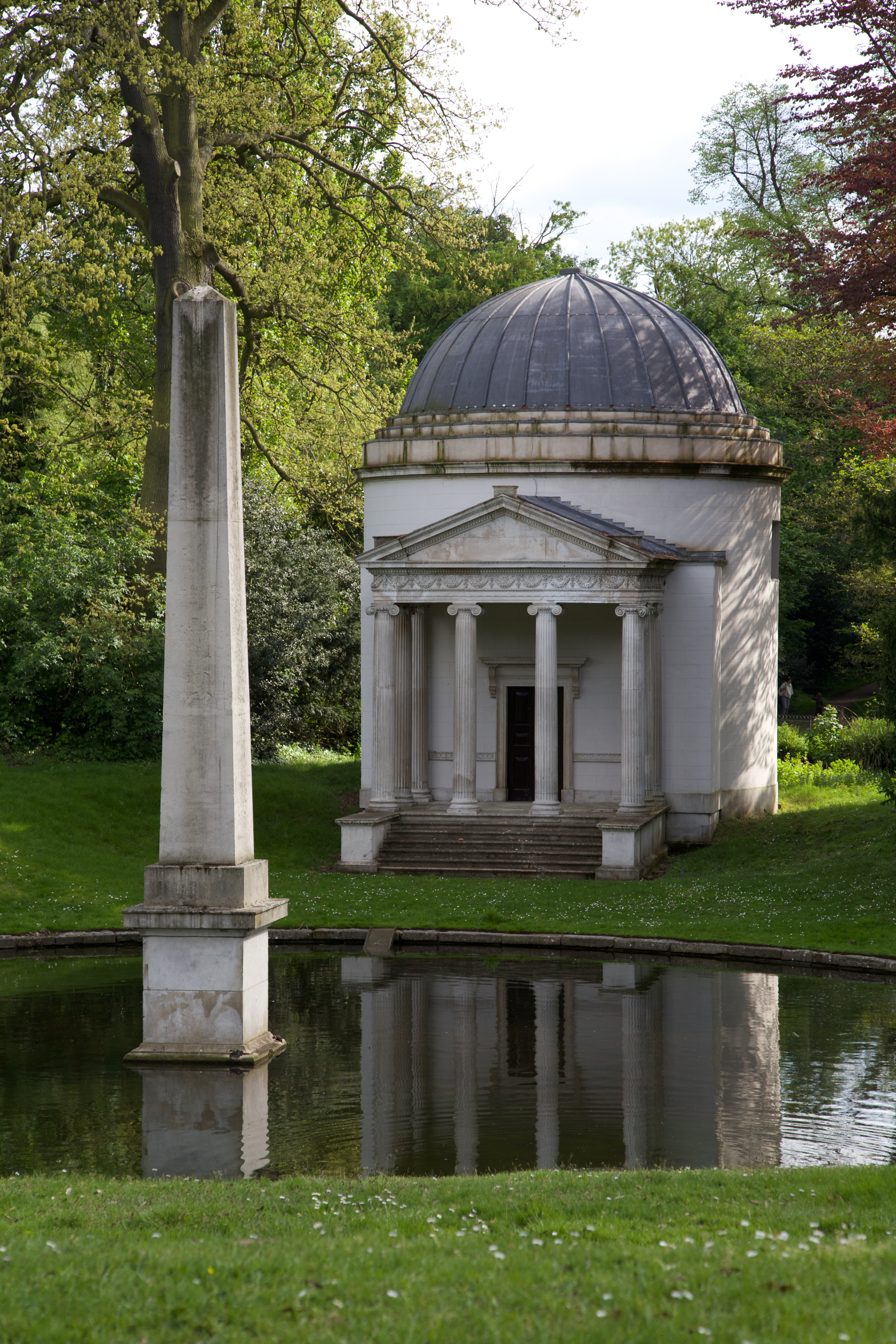
Templul Ionic al Casei Chiswick din Londra, un exemplu de grădină englezească

### În Statele Unite

#### Stilul federal
Pe continentul american arhitectura și ornamentarea interioarelor a relevat influența puternică a stilurilor dezvoltate în Europa. Gustul francez s-a făcut puternic simțit în sudul Statelor Unite (după Revoluția Franceză unii emigranți s-au instalat aici, iar în Canada populația e în mare parte de origine franceză), iar cel britanic în restul zonelor Statelor Unite. Spiritul practic și situația materială a americanilor le-au dat interioarelor o atmosferă tipică, proprie lor. Toate mobilele americane, covoarele, vesela, ceramica și arginteria, cu toate influențele europene, și uneori islamice, turcești sau asiatice, erau lucrate în conformitate cu normele, gustul și exigențele funcționale americane. În Statele Unite a existat o perioadă a stilului Reginei Ana, și una Chippendale. Un stil propriu s-a închegat pe deplin la sfârșitul secolului al XVIII-lea și începutul celui de al XIX-lea, și care a înflorit sub reflexele gustului britanic. Este stilul federal. Sub impulsul neoclasicismului au fost concepute interioare și mobile reprezentative. Stilul, chiar dacă are multe caracteristici care diferă ce la un stat la altul, e unitar. Structurile interioarelor și cele ale mobilelor sunt clasiciste și încorporează influențe baroce și rococo. Formele folosite includ dreptunghiuri, ovale, și semilune. Stucaturile sau panourile de lemn de pe pereți și tavane reproduc elemente clasiciste. Mobila tinde să fie decorată cu marchetărie florală și intarsii de bronz sau alamă (uneori aurită).

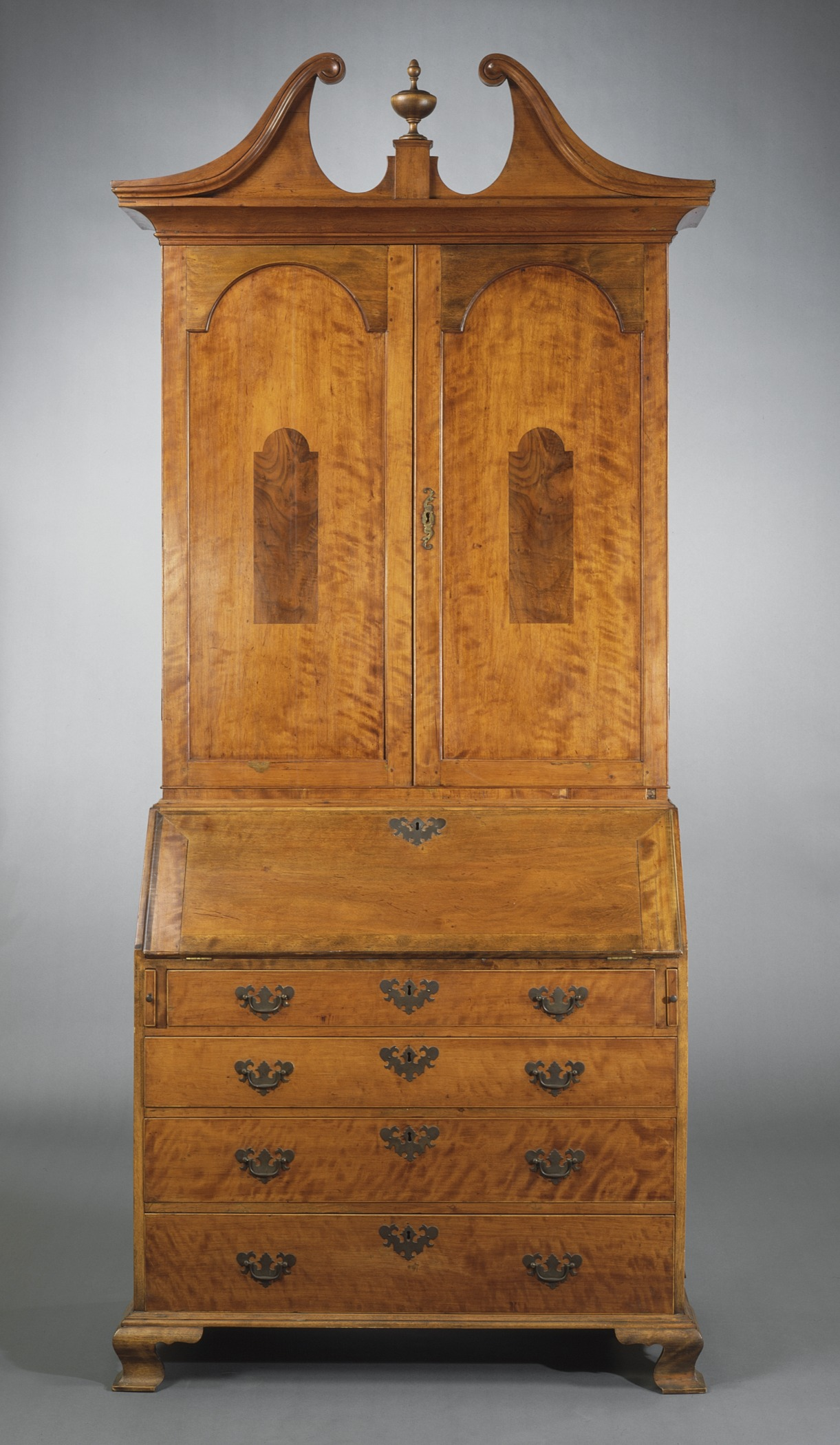
Secretair; circa 1790; lemn de arțar și alamă; înălțime: 242,57 cm; Muzeul de Artă al Comitatului Los Angeles (SUA)
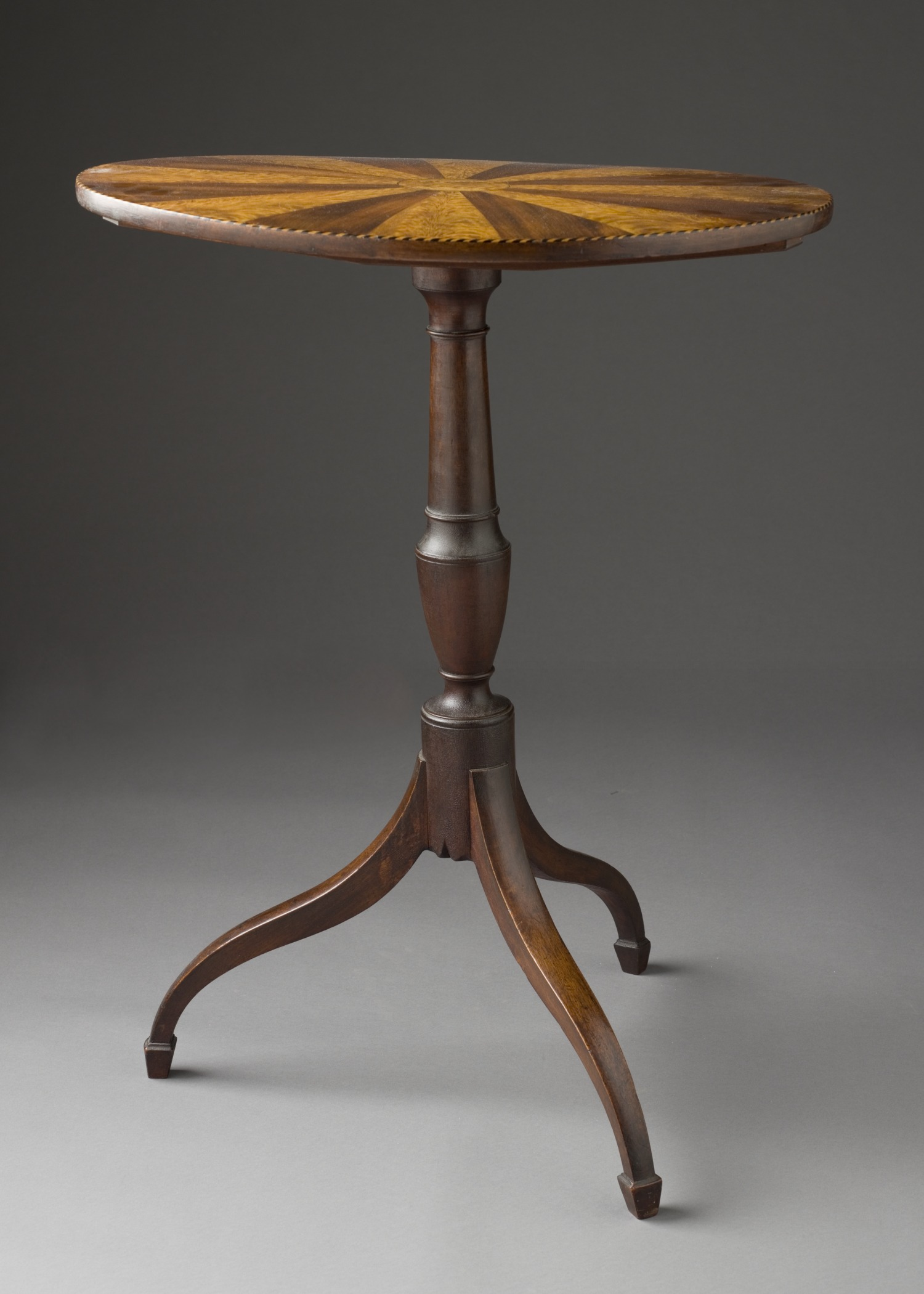
Suport de lumânare; 1790-1800; lemn de mahon, mesteacă, și diverse intarsii; 107 x 49,21 x 48,9 cm; Muzeul de Artă al Comitatului Los Angeles
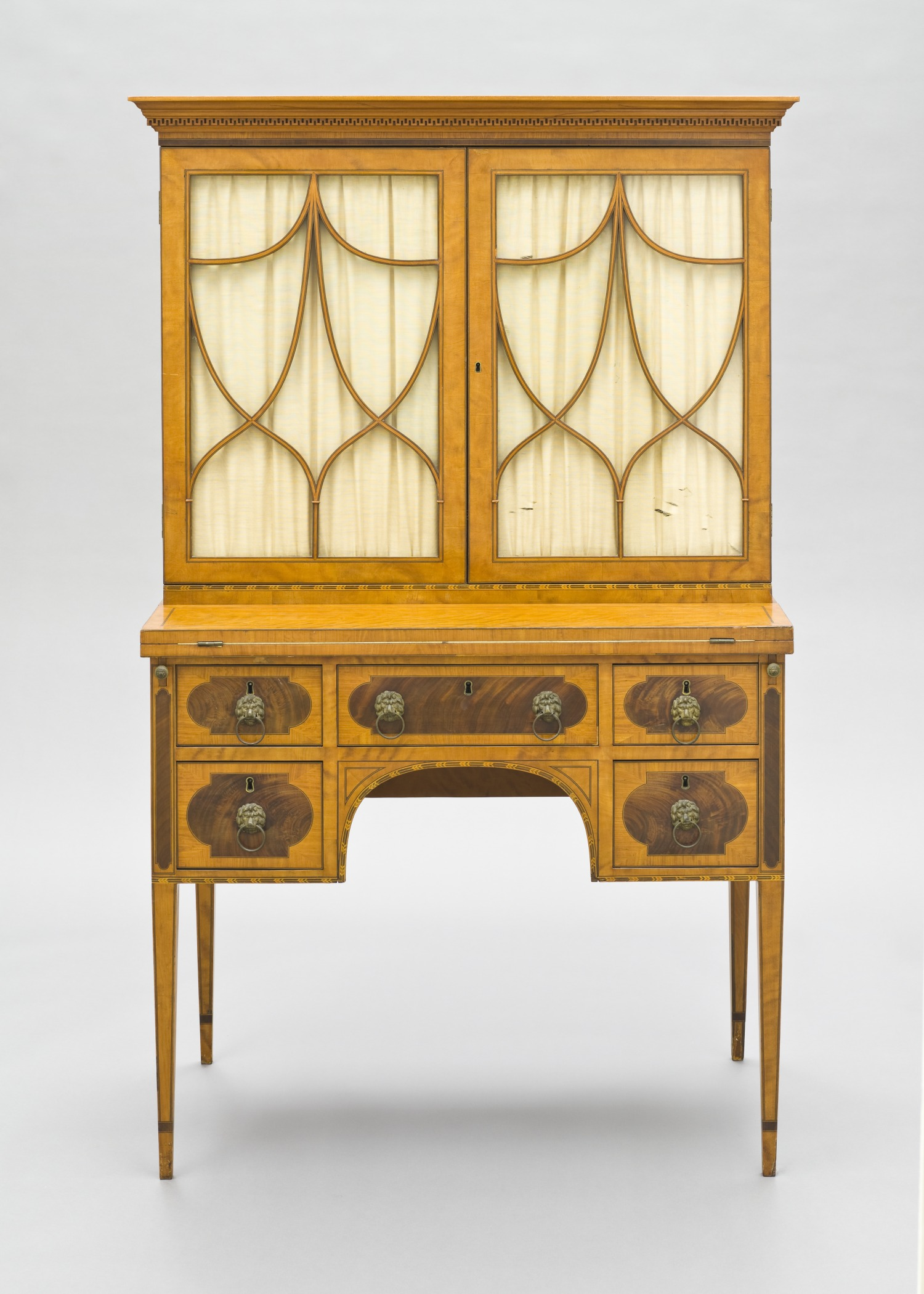
Birou; 1790-1810; lemn de satin, mahon, plop, lalea, și pin; 153,67 x 90,17 x 51,44 cm; Muzeul de Artă al Comitatului Los Angeles
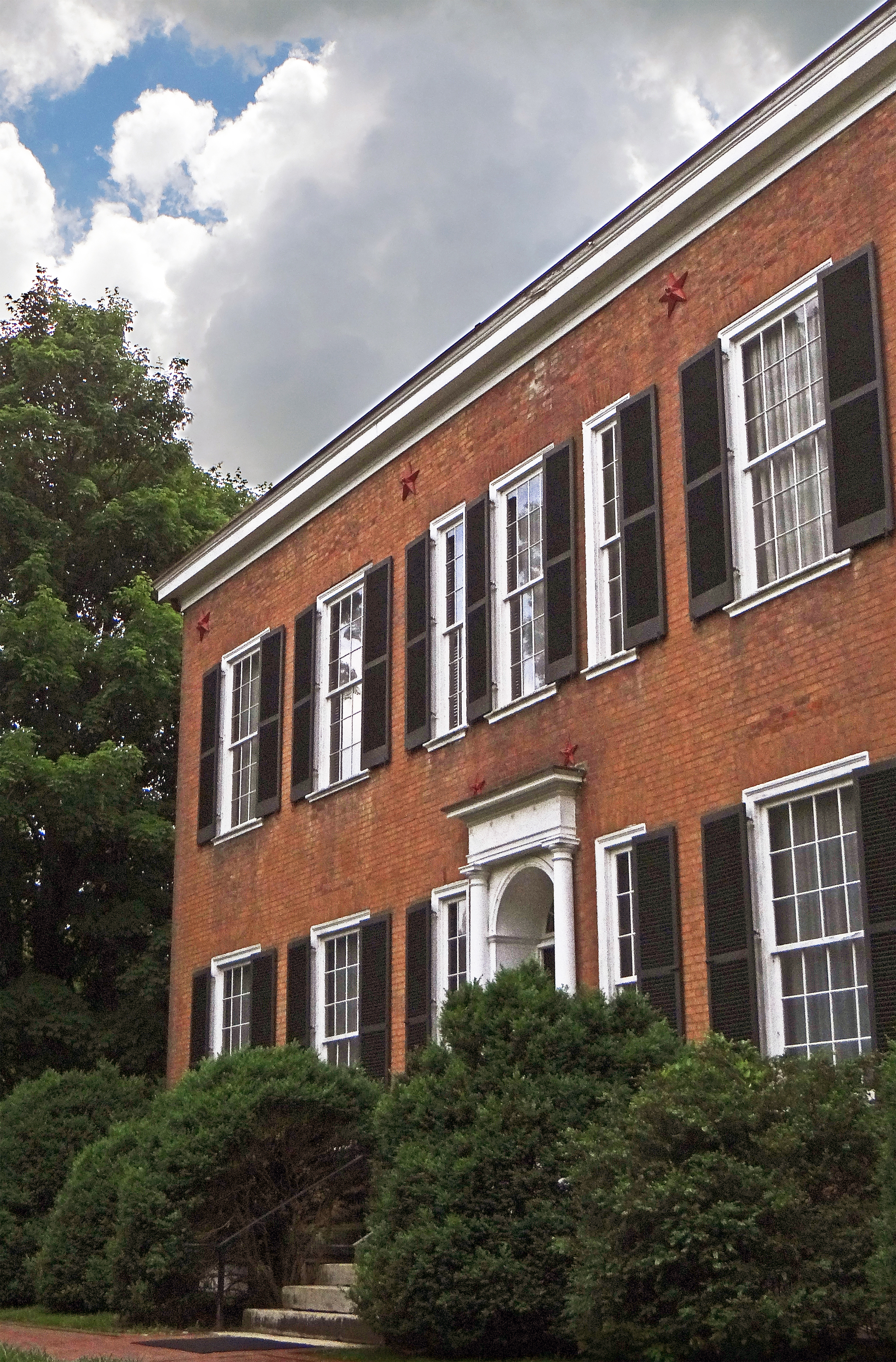
Conacul Federal Hill (My Old Kentucky Home State Park, Bardstown, Kentucky), 1795
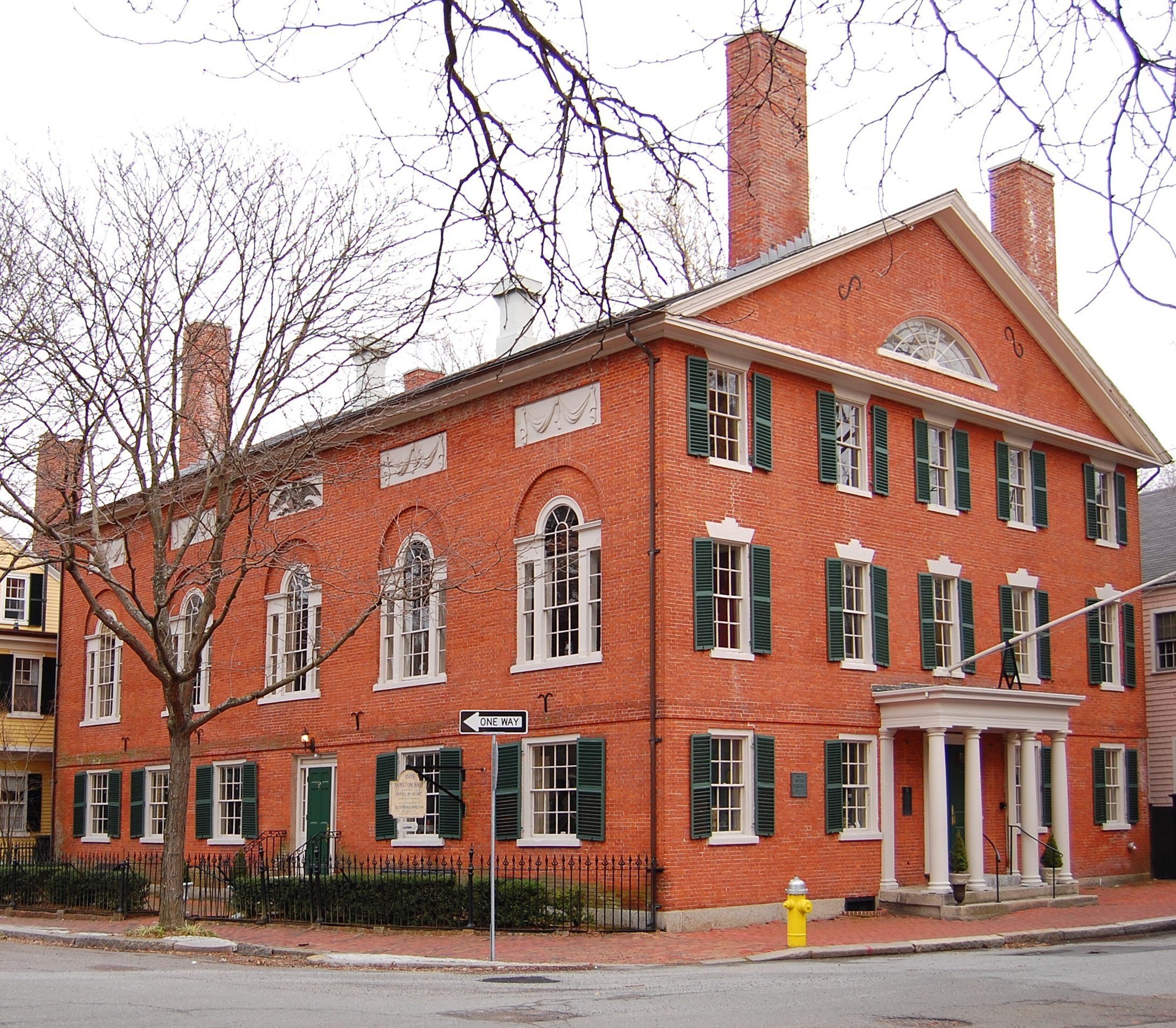
Hamilton Hall (Salem, Massachusetts), 1805, de Samuel McIntire
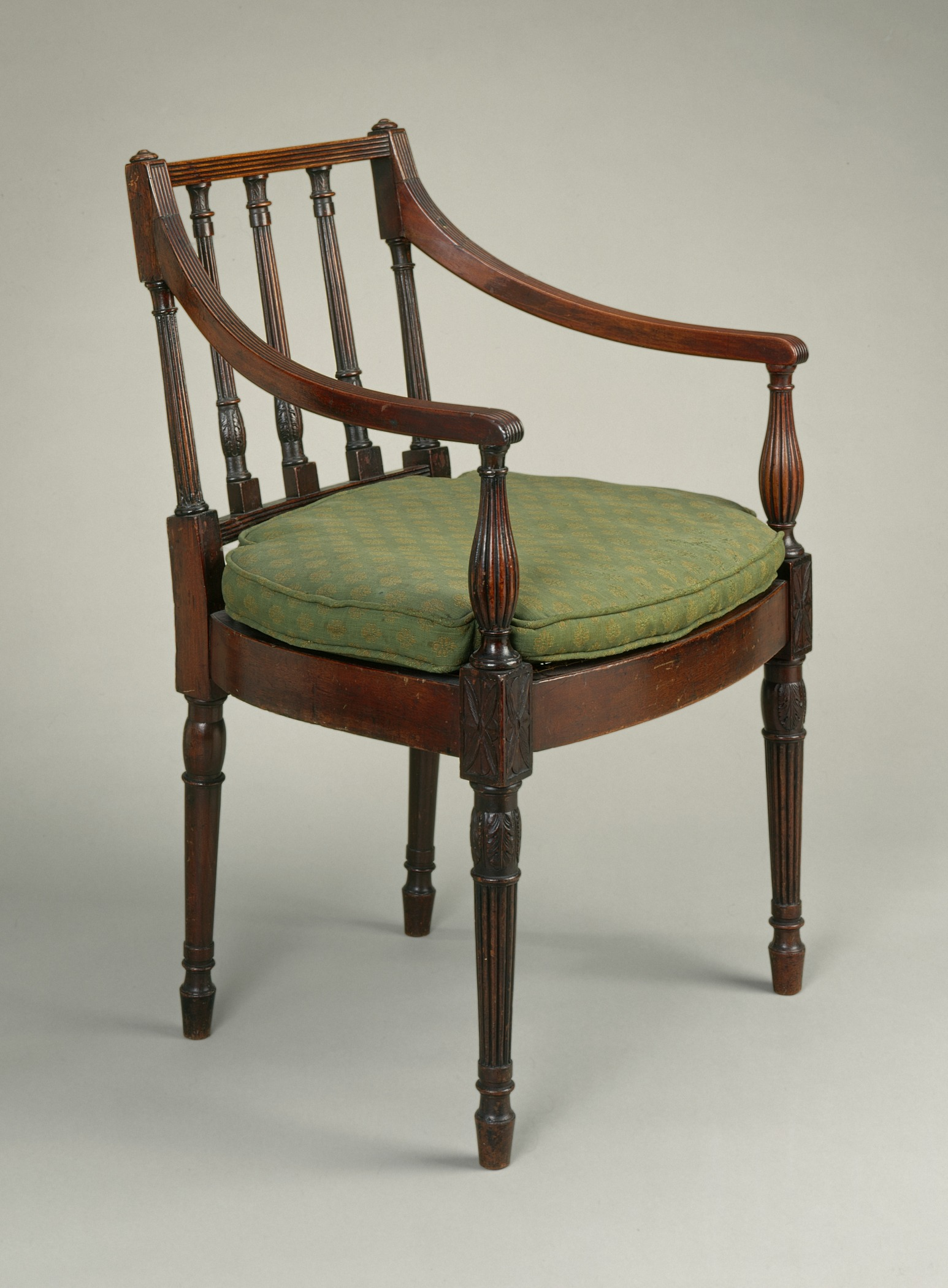
Scaun; posibil de Ephraim Haines; 1805-1815; mahon și stuf; înălțime: 84,77 cm, lățime: 52.07 cm; Conacul Federal Hill
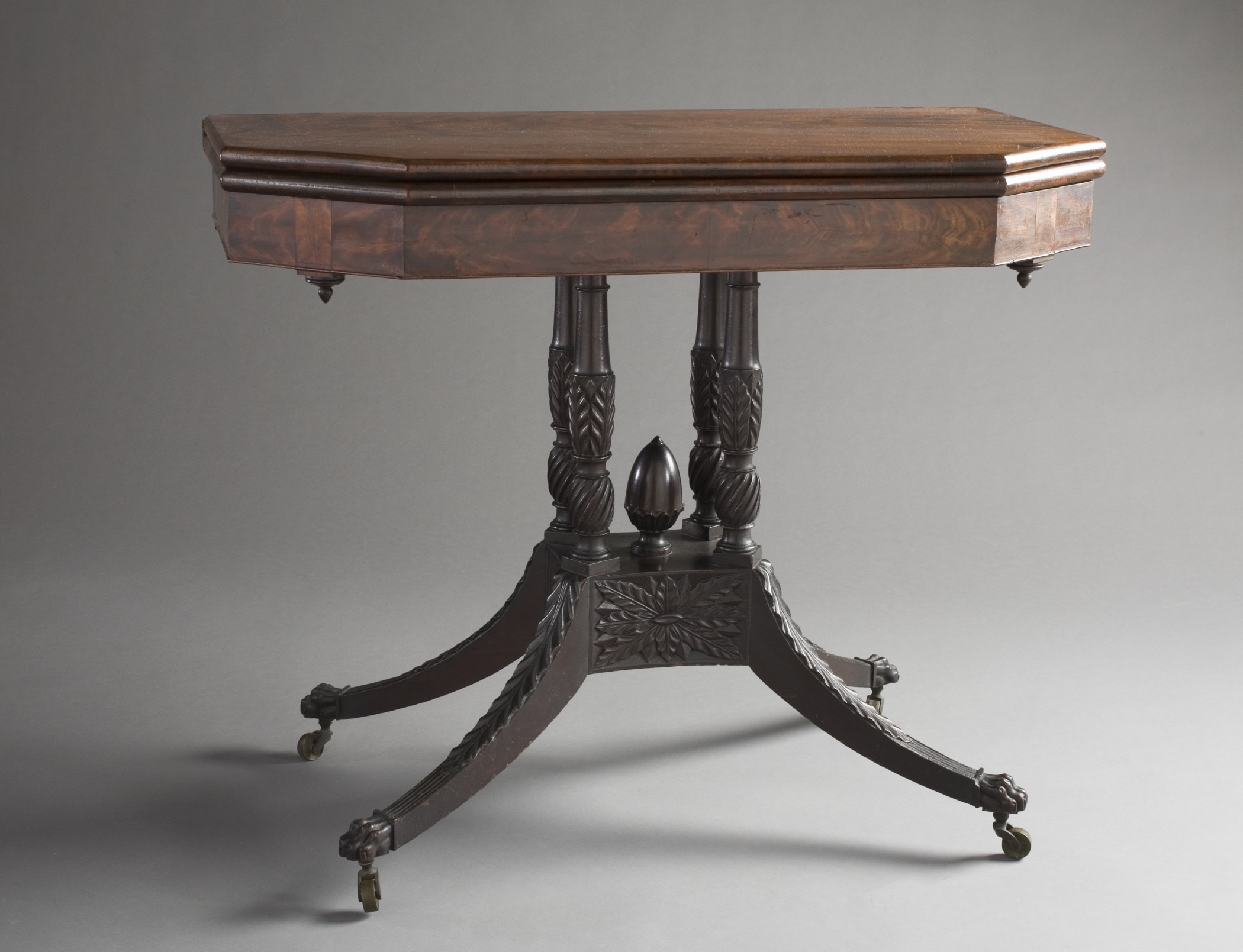
Masă; 1815-1820; lemn de mahon, plop, lalea, și pin; 74,93 x 92,71 x 46,67 cm; Conacul Federal Hill
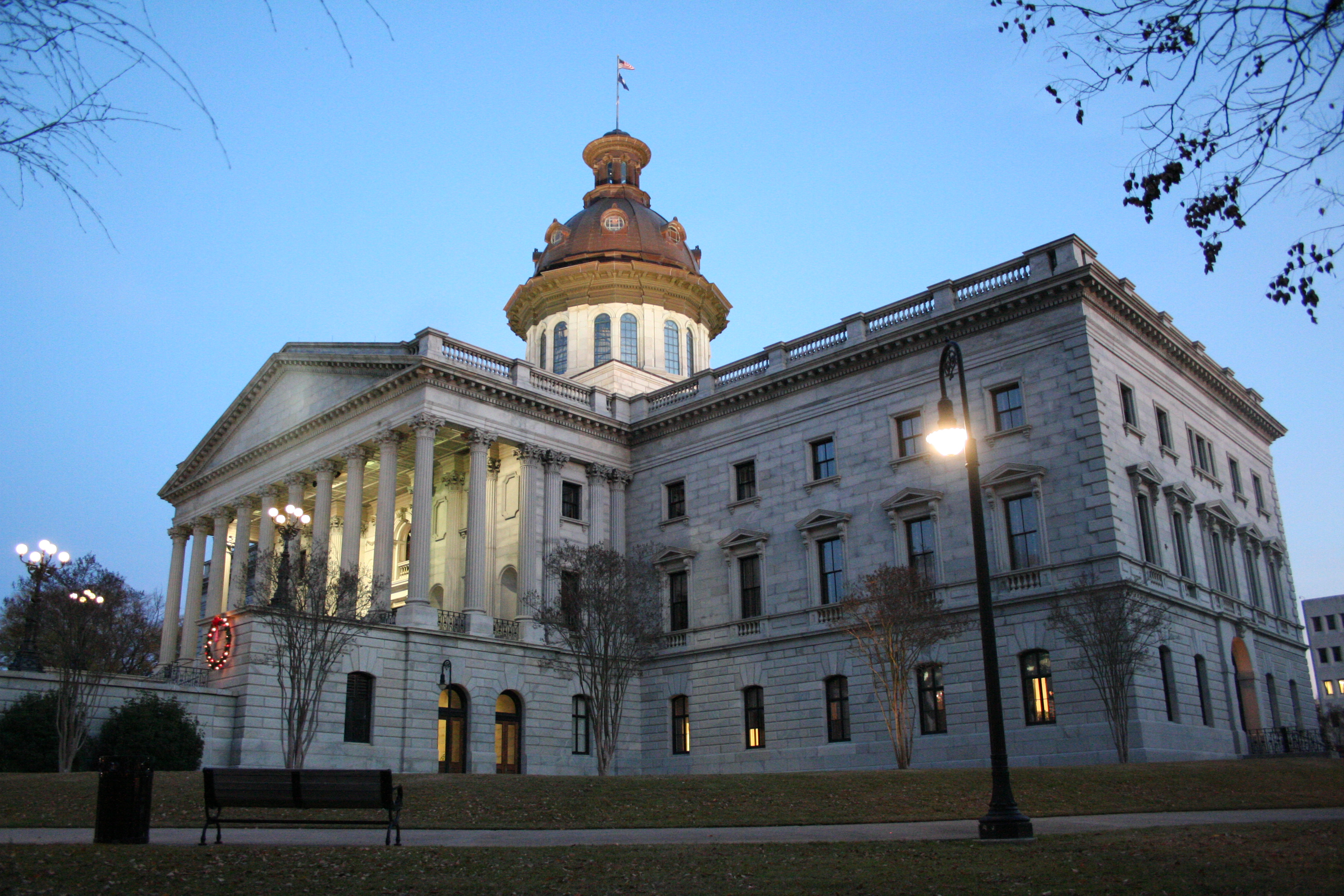
Casa Statului Carolina de Sud (Columbia, South Carolina), 1855, de John Rudolph Niernsee

## Grădinile
În Anglia, literatura augustană avea o paralelă directă cu stilul augustan de amenajare peisajelor. Legăturile sunt văzute clar în opera lui Alexander Pope. Cele mai bune exemple supraviețuitoare ale grădinilor engleze neoclasice sunt la Casa Chiswick, Casa Stowe și Stourhead.

## Moda

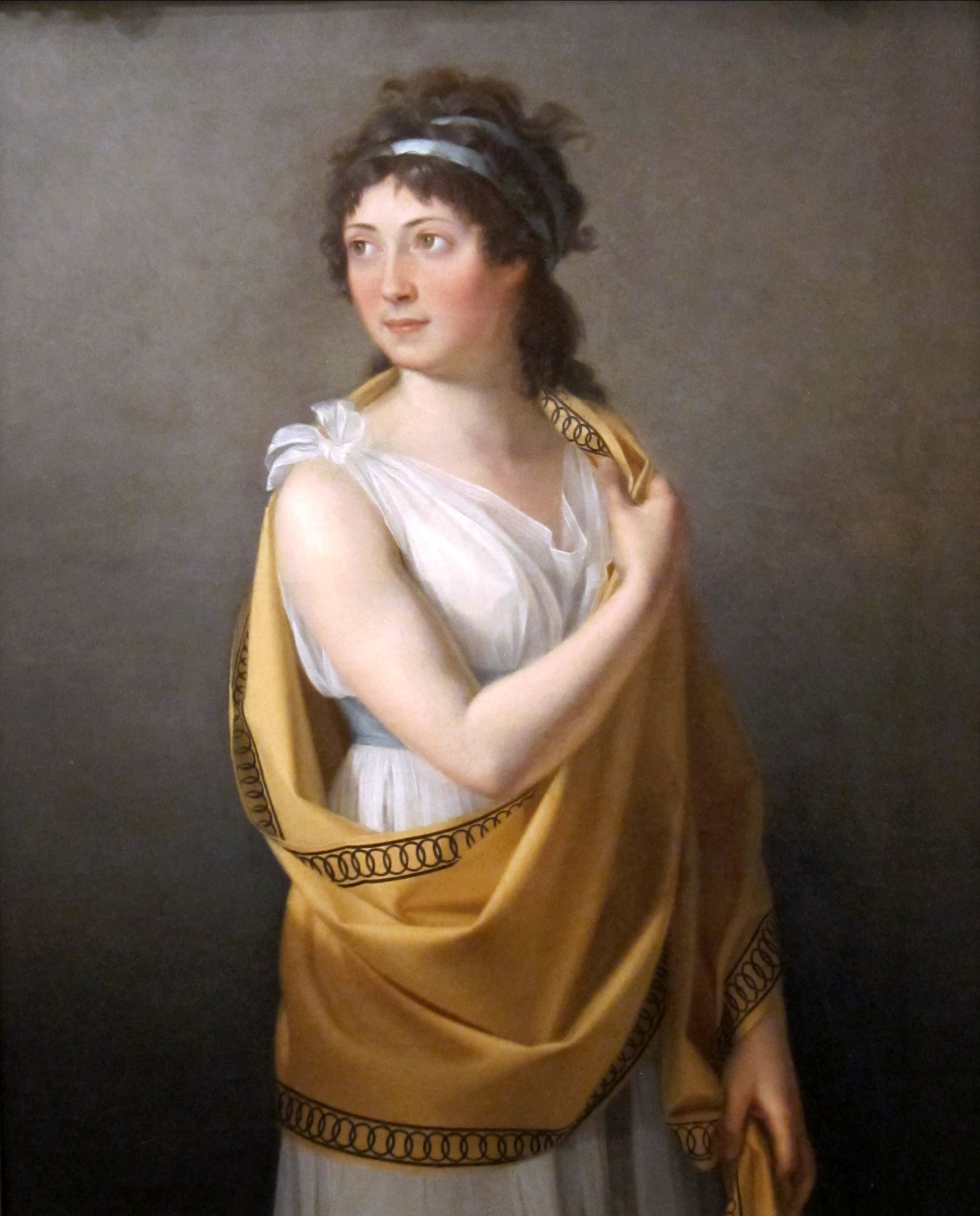
Tereza Cabarrus, o figură emblematică a Revoluției Franceze

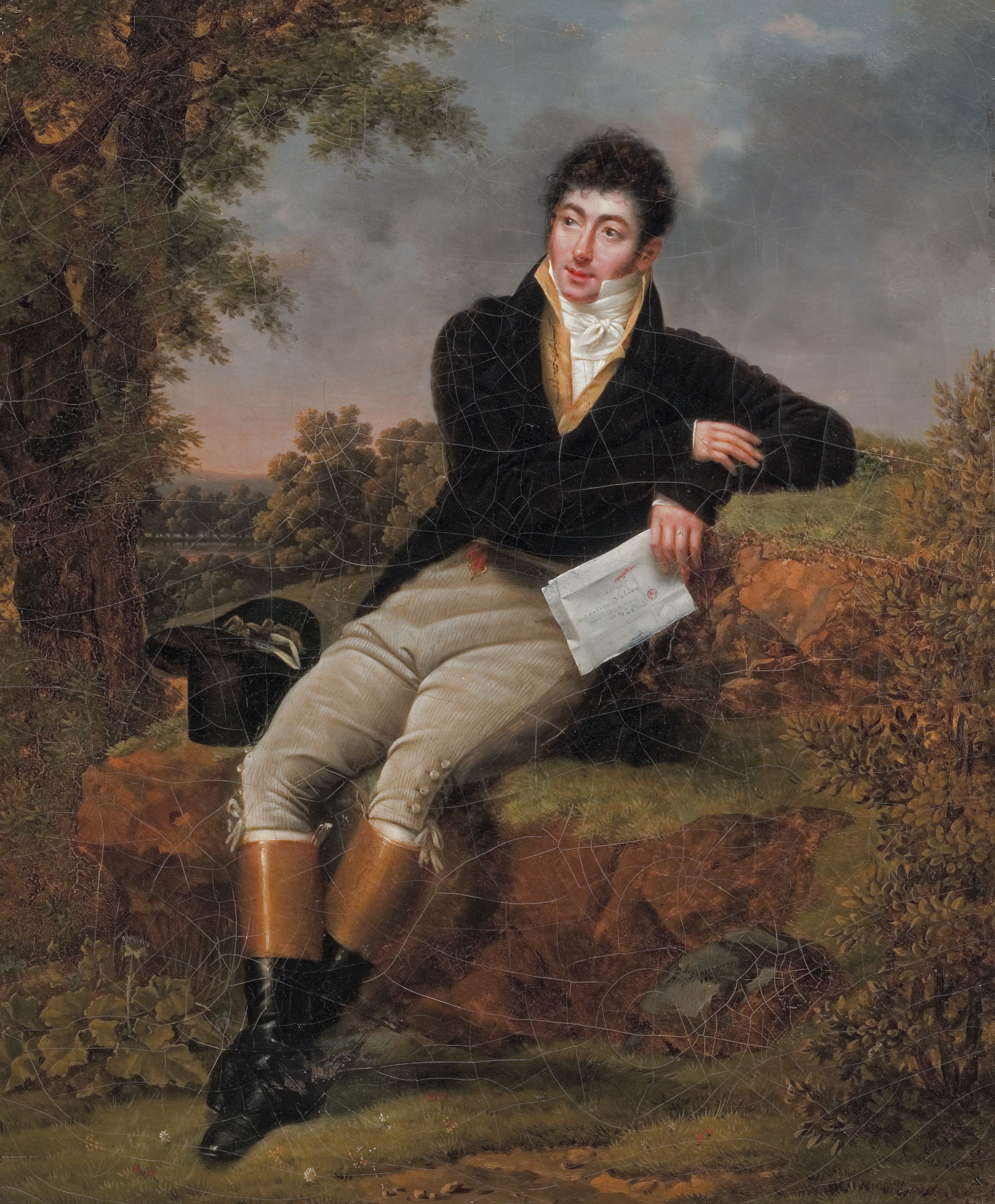
Portret al lui Antoine Valedau din 1809

În modă, neoclasicismul a influențat simplitatea mult mai mare a rochiilor femeilor și moda de lungă durată a albului, cu mult înainte de Revoluția Franceză, dar abia după aceea au început să fie la modă în Franța încercările profunde de a imita stilurile antice, cel puțin pentru femei. Costumele clasice fuseseră purtate de mult de doamnele la modă care se prezentau ca figuri din mituri grecești sau romane (în special a existat o erupție de astfel de portrete ale tinerei modele Emma Hamilton din anii 1780), dar astfel de costume erau purtate doar pentru portretele și balurile de mascat până în perioada revoluționară și poate, ca alte stiluri exotice, ca să se dezbrace acasă. Dar stilurile purtate în portrete de Juliette Récamier, Joséphine de Beauharnais, Thérésa Tallien și alți setori de tendințe parizieni erau și pentru ieșirea în public. Văzând-o pe Mme Tallien la operă, Talleyrand a spus: „Il n’est pas possible de s'exposer plus somptueusement!” („Nu s-ar putea dezbrăca mai somptuos”). În 1788, chiar înainte de revoluție, portretista curții Louise Élisabeth Vigée Le Brun organizase o cină grecească în care doamnele purtau tunici grecești albe. Coafurile clasice mai scurte, acolo unde sunt posibile cu bucle, erau mai puțin controversate și foarte adoptate, iar părul era acum descoperit chiar și în aer liber; cu excepția rochiei de seară, bonetele sau alte învelitoare erau purtate de obicei înainte chiar și în interior. În schimb, panglici în stil grecesc au fost folosite pentru legarea sau decorarea părul.
Rochiile foarte ușoare și largi, de obicei albe și adesea cu brațele șocante de goale. Forma e acum des cunoscută ca silueta Empire, chiar dacă e anterioară Primului Imperiu Francez al lui Napoleon, dar prima sa împărăteasă Joséphine de Beauharnais a influențat-o în răspândirea ei prin Europa. Un șal dreptunghiular lung, de multe ori roșiu simplu, dar cu marginea decorată în portrete, a ajutat pe vreme mai rece și se pare că a fost așezat în jurul zonei stomacului atunci când cea care îl purta stătea așezată - pentru care erau favorizate posturile semi-culcate întinse. La începutul secolului al XIX-lea, astfel de stiluri vestimentare s-au răspândit pe scară largă în toată Europa.
Moda neoclasică pentru bărbați a fost mult mai problematică, schimbând puternic părul, jucând un rol important în frizurile mai scurte care au dus în cele din urmă la eliminarea perucilor și apoi a prafului alb pentru bărbați mai tineri. Pantaloniul fusese simbolul barbarului pentru greci și romani, dar în afara atelierului pictorului sau, mai ales, al sculptorului, puțini bărbați erau pregătiți să-l abandoneze. Chiar și atunci când David a creat un nou „costum național” francez, la cererea guvernului, în timpul entuziasmului revoluționar pentru schimbarea totului în 1792, el a inclus jambiere destul de strânse sub o haină care s-a oprit deasupra genunchiului. O mare proporție de tineri bogați a petrecut o mare parte din perioada cheie în serviciul militar din cauza Războaielor Revoluției Franceze, iar uniforma militară, care a început să evidențieze jachetele scurte pe front, oferind o imagine completă a  pantaloni adecvați, era adesea purtată și atunci când nu erau pe front.
Problema pantalonilor fusese recunoscută de artiști ca o barieră în calea creării picturilor istorice contemporane; la fel ca alte elemente ale rochiei contemporane, au fost văzuți ca iremediabil de urâți și neeroici de mulți artiști și critici. Au fost folosite diverse strategii pentru evitarea reprezentării lor în scene moderne. În James Dawkins and Robert Wood Discovering the Ruins of Palmyra (James Dawkins și Robert Wood Desciperind Ruinele Palmirei, din 1758) de Gavin Hamilton, cei doi anticari sunt arătați în haine arabe asemănătoare togelor. În Watson și Rechinul (din 1778) de John Singleton Copley, figura principală ar putea să fie prezentată în mod plauzibil nud, iar compoziția este de așa natură încât, din ceilalți opt bărbați reprezentați în ea, doar unul prezintă un picior cu pantaloni scurți. Cu toate astea, americanii Copley și Benjamin West au condus artiștii care au arătat cu succes că pantalonii pot să fie folosiți în scene eroice, cu lucrări ca Moartea Generalului Wolfe (1770) sau Moartea Maiorului Peirson, 6 ianuarie 1781 (1783) a lui Copley, chiar dacă pantalonii erau încă evitați cu atenție în Pluta Medusei, finalizată în 1819.
Printre frizurile masculine de inspirație clasică se număra părul scurt Bedford, probabil precursorul celor mai simple frizuri masculine moderne, care a fost inventat de politicianul radical Francis Russell ca protest împotriva impozitului pe pudra de păr, încurajându-și prietenii să-l adopte pariindu-i că nu vor. O altă frizură influentă (sau grup de frizuri) a fost numit de francezii „à la Titus” după Titus Junius Brutus (nu de fapt împăratul roman Titus așa cum se presupunea adesea), cu părul scurt și stratificat, dar oarecum îngrămădit pe vârful capului; variantele sunt familiare atât cu părul lui Napoleon, cât și al lui George al IV-lea al Angliei. Frizura ar fi trebuit să fie introdusă de actorul François-Joseph Talma, care și-a ridicat rolul co-actorilor perucați când a apărut în producții de opere ca Brutus de Voltaire (despre Lucius Junius Brutus, care ordonă executarea fiului său Titus). În 1799, o revistă de modă pariziană a raportat că până și bărbații cheli adoptă peruci Titus, iar frizura era purtată și de femei, Journal de Paris raportând în 1802 că „mai mult de jumătate dintre femeile elegante purtau părul sau peruca à la Titus.

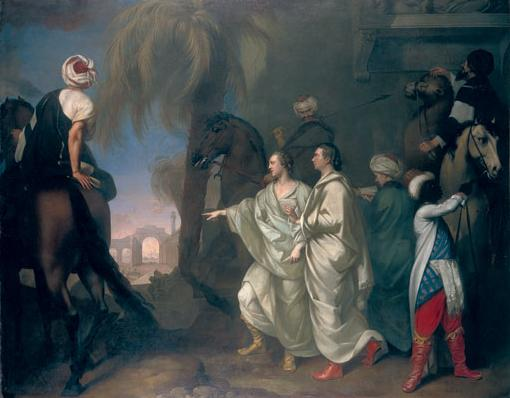
James Dawkins și Robert Wood Descoperind Ruinele Palmirei, de Gavin Hamilton (1758)
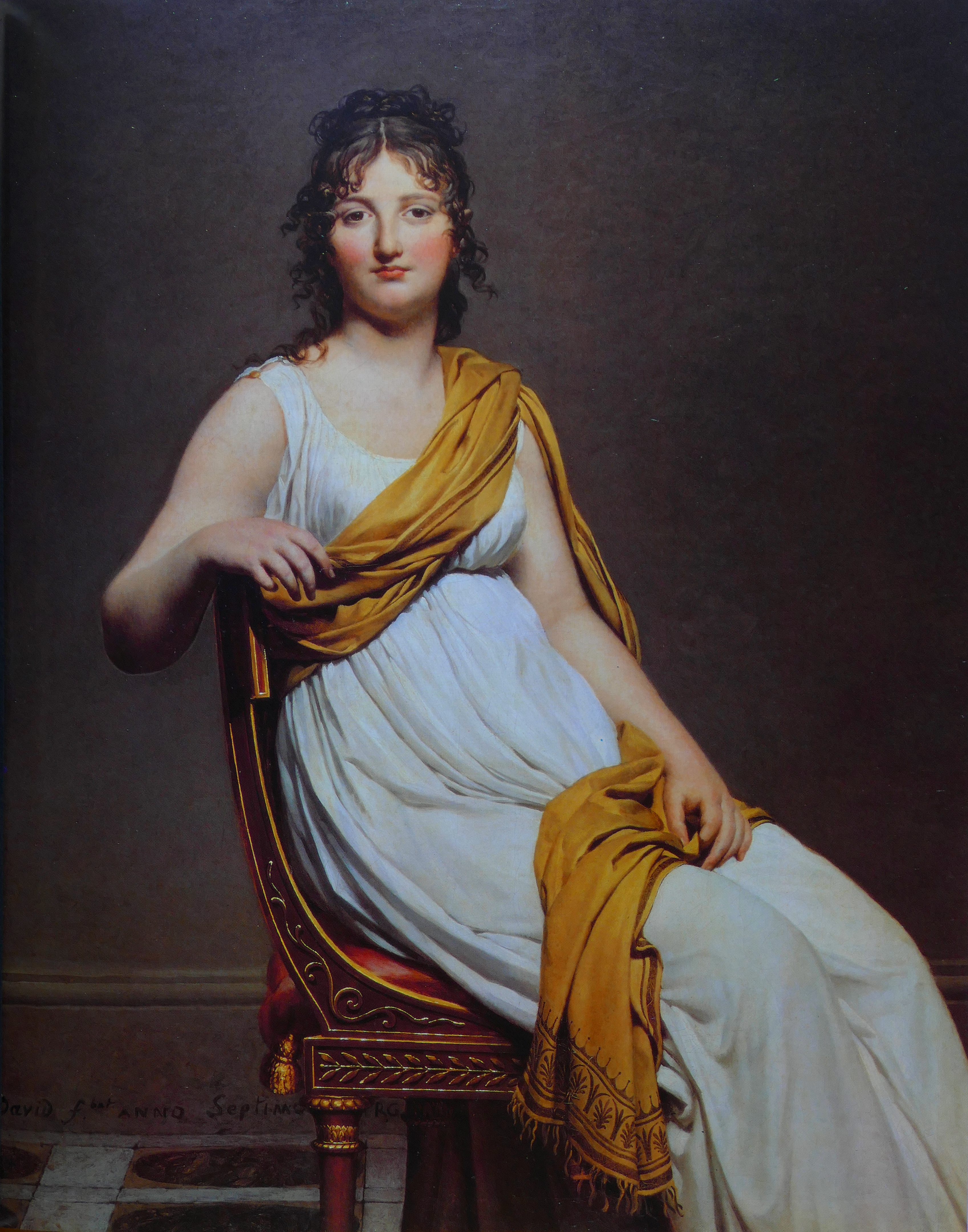
Madame Raymond de Verninac de Jacques-Louis David, cu îmbrăcămintea și scaunul în stilul Directoire. „Anul 7”: adică, 1798–1799
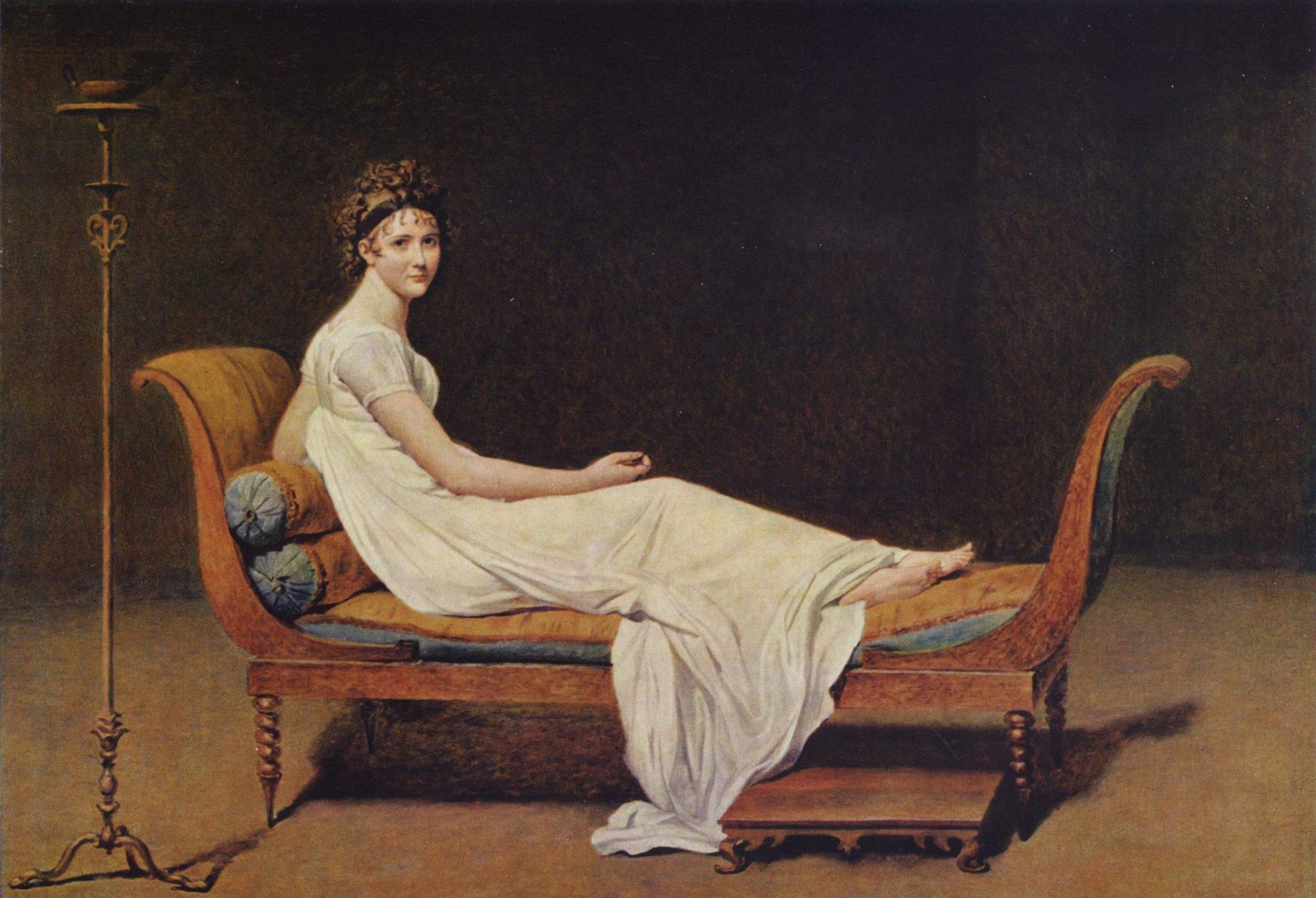
Portretul lui Madame Récamier, de Jacques-Louis David, 1800
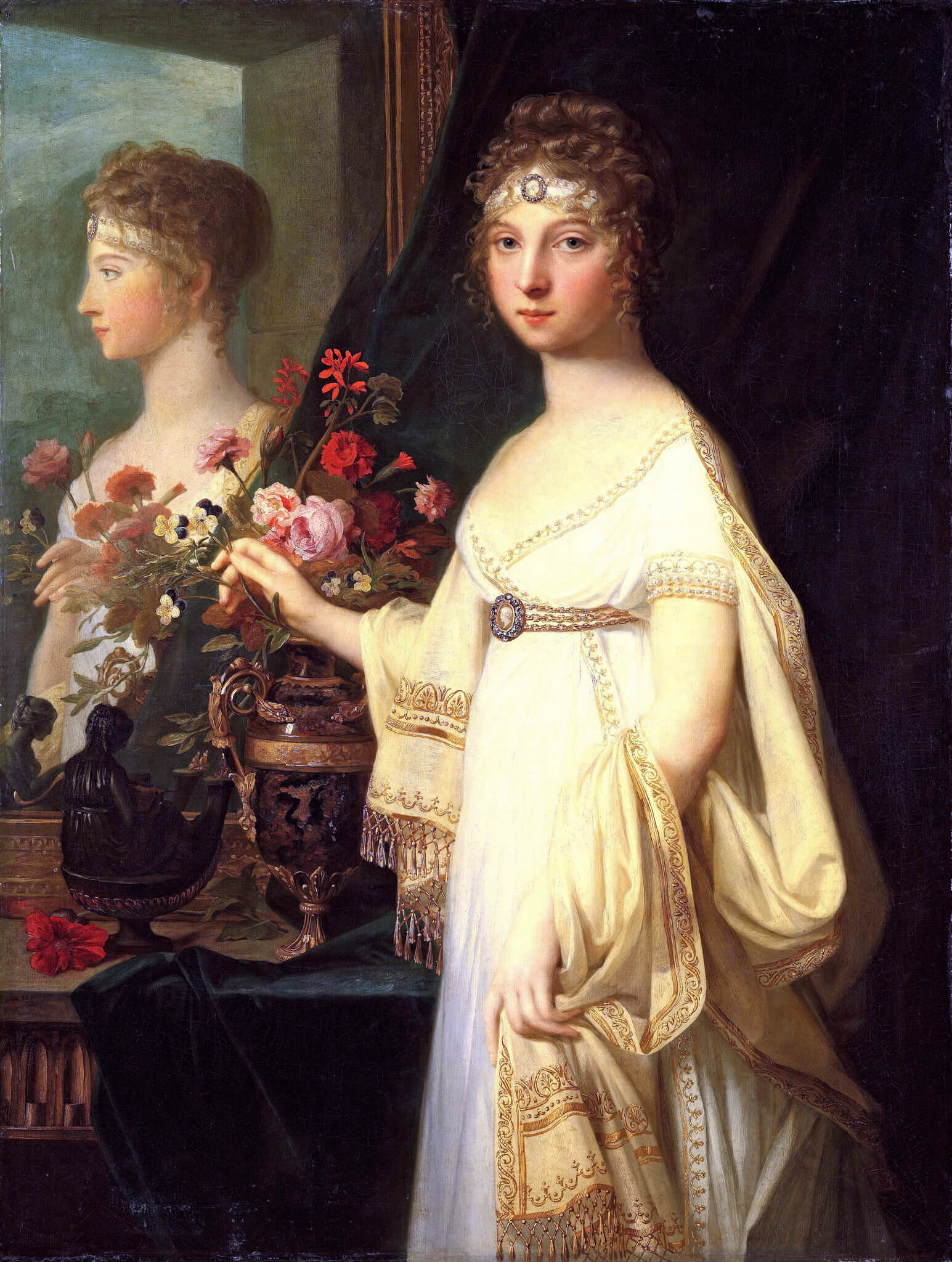
Elisabeta Alexeievna, Împărăteasă a Rusiei și nonradicală politic, în 1802

## Neoclasicismul ulterior

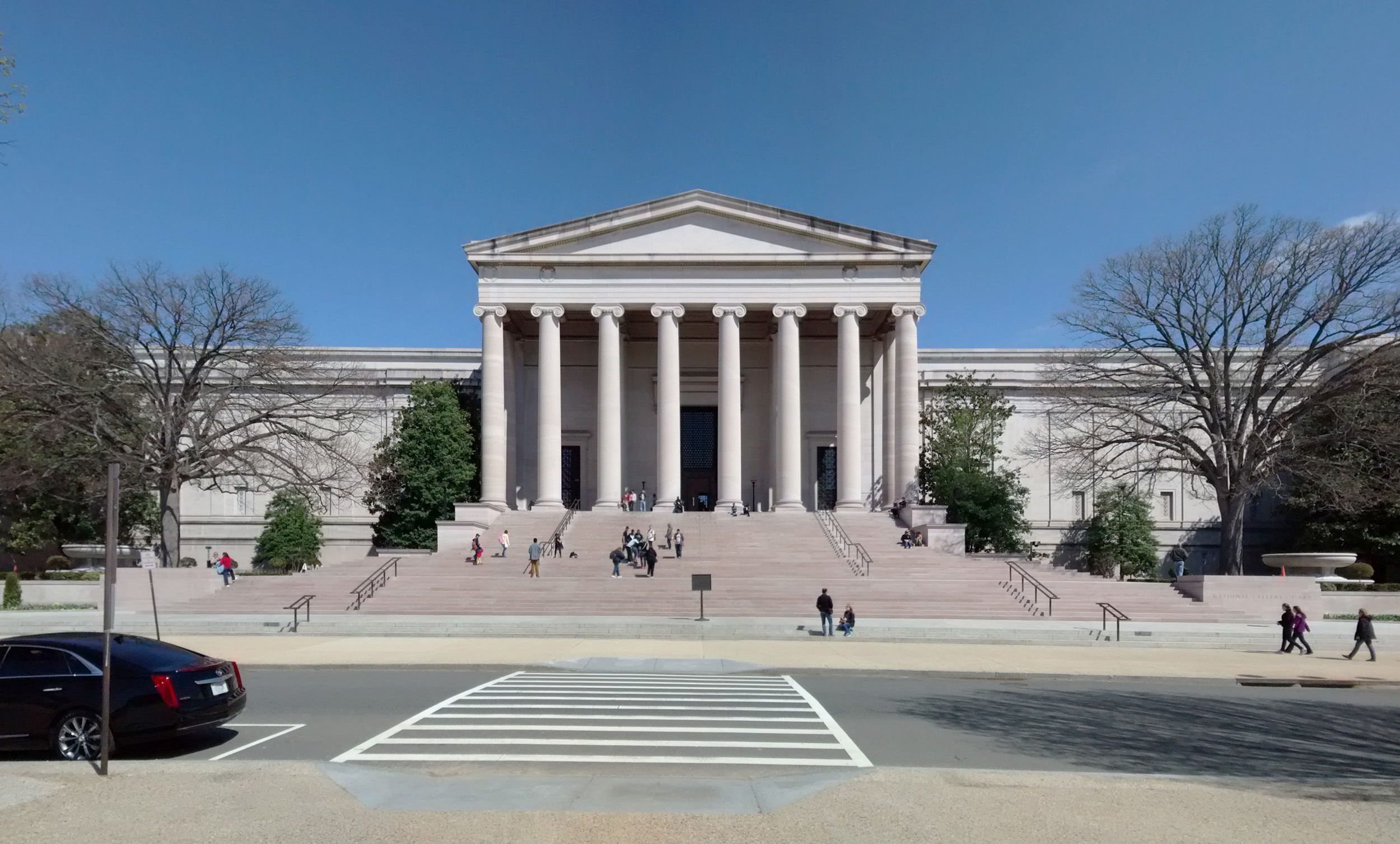
Clădirea Vestică (1941) a National Gallery of Art din Washington

În arhitectura americană, neoclasicismul a fost o expresie a mișcării Renașterii Americane, circa  1890–1917; ultima sa manifestare a fost în arhitectura Beaux-Arts, iar ultimele sale proiecte publice mari au fost Monumentul lui Lincoln (foarte criticat la acea vreme), Galeria Națională de Artă din Washington, D.C. (de asemenea puternic criticată de comunitatea arhitecturii ca fiind gândită înapoiat și cu un design de modă veche), și Memorialul lui Roosevelt al Muzeului American de Istorie Naturală. Ele au fost considerate anacronisme stilistice când au fost terminate. În Rajul britanic, planificarea monumentală de Edwin Lutyens pentru New Delhi marchează apusul glorios al neoclasicismului. Al Doilea Război Mondial avea să distrugă imitarea timpurilor mitice și eroice.
Arhitecții conservatori moderniști ca Auguste Perret din Franța au păstrat ritmurile și distanța arhitecturii columnare chiar și în clădirile fabricilor. În cazul în care o colonadă ar fi fost considerată „reacționară”, panourile în formă de pilaștri canelați ale unei clădiri sub o friză repetată păreau „progresive”.  Pablo Picasso a experimentat cu motive clasicizante în anii imediat următori Primului Război Mondial și stilul Art Deco care a ieșit în evidență în urma Expoziției de la Paris din 1925 a Artelor Decorative, deseori atrăgând motive neoclasice fără să le exprime în mod deschis: comode severe și colțuroase de Émile-Jacques Ruhlmann sau Süe & Mare, și alte lucruri.
În artă a existat o întreagă mișcare din secolul al XX-lea, numită și neoclasicism. Cuprindea cel puțin muzică, filozofie și literatură. A fost între sfârșitul Primului Război Mondial și sfârșitul celui de-Al Doilea (pentru informații despre aspectele muzicale, vezi muzica clasică din secolul al XX-lea și Neoclasicismul în muzică; pentru informații despre aspectele filozofice, vezi cărțile mari)
Mișcarea asta neoclasică literară a respins romantismul extrem al (de exemplu) Dadaismului, în favoarea restricției, religiei (în mod specific creștinismului) și a unui program politic reacționar. Chiar daxă bazele mișcării ăsteia în literatura engleză au fost puse de T. E. Hulme, cei mai renumiți neoclasiciști au fost T. S. Eliot și Wyndham Lewis. În Rusia, mișcarea s-a cristalizat încă din 1910 sub numele de acmeism, Anna Ahmatova și Osip Mandelștam fiind principalii reprezentanți.

### În muzică
Neoclasicismul în muzică e o mișcare din secolul al XX-lea; în cazul ăsta, stilurile muzicale clasic și baroc din secolele al XVII-lea și al XVIII-lea, cu dragostea lor pentru temele grecești și romane, au fost reînviate, nu muzica lumii antice în sine (la începutul secolului al XX-lea nu se distinsese încă perioada barocă în muzică, pe care s-au bazat în principal compozitorii neoclasici, de la ceea ce numim acum perioada clasică) Mișcarea a fost o reacție în prima parte a secolului al XX-lea la cromatismul dezintegrant al romantismului târziu și al impresionismului, apărând în paralel cu modernismul muzical, care a căutat să abandoneze cu totul tonalitatea cheie. A manifestat o dorință de curățenie și simplitate a stilului, care a permis parafrazarea destul de disonantă a procedurilor clasice, dar a încercat să sufle pânzele de păianjen ale romantismului și strălucirile impresionismului în favoarea ritmurilor îndrăznețe, a armoniei asertive și a formelor secționale curate, coincizând cu moda pentru dansul și costumul „clasic” reconstituit în balet și educația fizică.
Suita de dans din secolele XVII-XVIII a avut o înviere minoră înainte de Primul Război Mondial, dar neoclasiciștii nu erau deloc mulțumiți de diatonicismul nemodificat și tindeau să evidențieze disonanța strălucitoare a suspensiilor și ornamentelor, calitățile unghiulare ale armoniei modale din secolul al XVII-lea și liniile energetice de scriere parțială contrapuntală. Aere și Dansuri Antice a lui Ottorino Respighi (1917) a condus drumul spre genul de sunet la care aspirau neoclasicii. Chiar dacă practica împrumutării stilurilor muzicale din trecut nu a fost neobișnuită de-a lungul istoriei muzicale, muzica de artă a trecut prin perioade în care muzicienii au folosit tehnici moderne cuplate cu forme sau armonii mai vechi ca să creeze noi tipuri de opere. Caracteristicile compoziționale notabile sunt: referința la tonalitatea diatonică, formele convenționale (suitele de dans, concerti grossi, formele sonatei etc.), ideea muzicii absolute netratate de asociații descriptive sau emotive, folosirea texturilor muzicale ușoare și o concizie a expresiei muzicale. În muzica clasică, lucrul ăsta a fost perceput mai ales între anii 1920 și 1950. Igor Stravinsky e cel mai cunoscut compozitor care folosește acest stil; el a început efectiv revoluția muzicală cu Octetul Său pentru Instrumente de Suflat (1923), de tip Bach. O lucrare individuală specială care reprezintă bine stilul ăsta e Simfonia clasică nr. 1 în re a lui Prokofiev, care amintește de stilul simfonic al lui Haydn sau Mozart. Baletul neoclasic, așa cum a fost inovat de George Balanchine, a dezordonat stilul imperial rus în ceea ce privesc costumul, pașii și narațiunea, introducând de asemenea inovații tehnice.

### Arhitectura în Rusia și Uniunea Sovietică

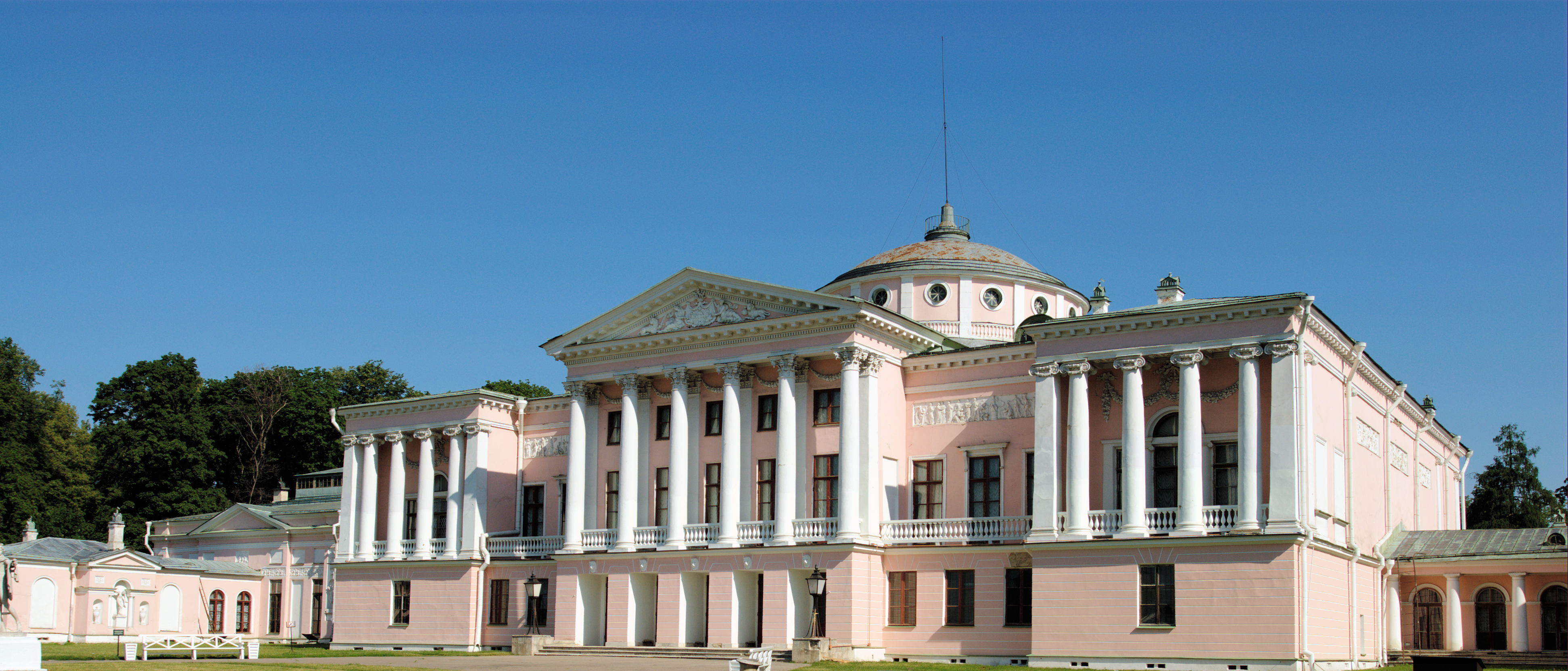
Palatul Ostankino, proiectat de Francesco Camporesi și terminat în 1798, în Moscova

În 1905–1914 arhitectura rusă a trecut printr-o scurtă, dar influentă perioadă a învierii neoclasicismului; tendința a început cu recreerea stilului Imperiului din perioada alexandrină și s-a extins rapid într-o varietate de școli neorenascentiste, paladiene și modernizate, dar recunoscute clasice. Au fost conduși de arhitecți născuți în anii 1870, care și-au atins apogeul creativ înainte de Primul Război Mondial, ca Ivan Fomin, Vladimir Shchuko și Ivan Zholtovsky. Când economia și-a revenit în anii 1920, arhitecții ăștia și adepții lor au continuat să lucreze în principal în mediul modernist; unii (Zholtovsky) au respectat cu strictețe canonul clasic, alții (Fomin, Schuko, Ilya Golosov) și-au dezvoltat propriile stiluri modernizate.

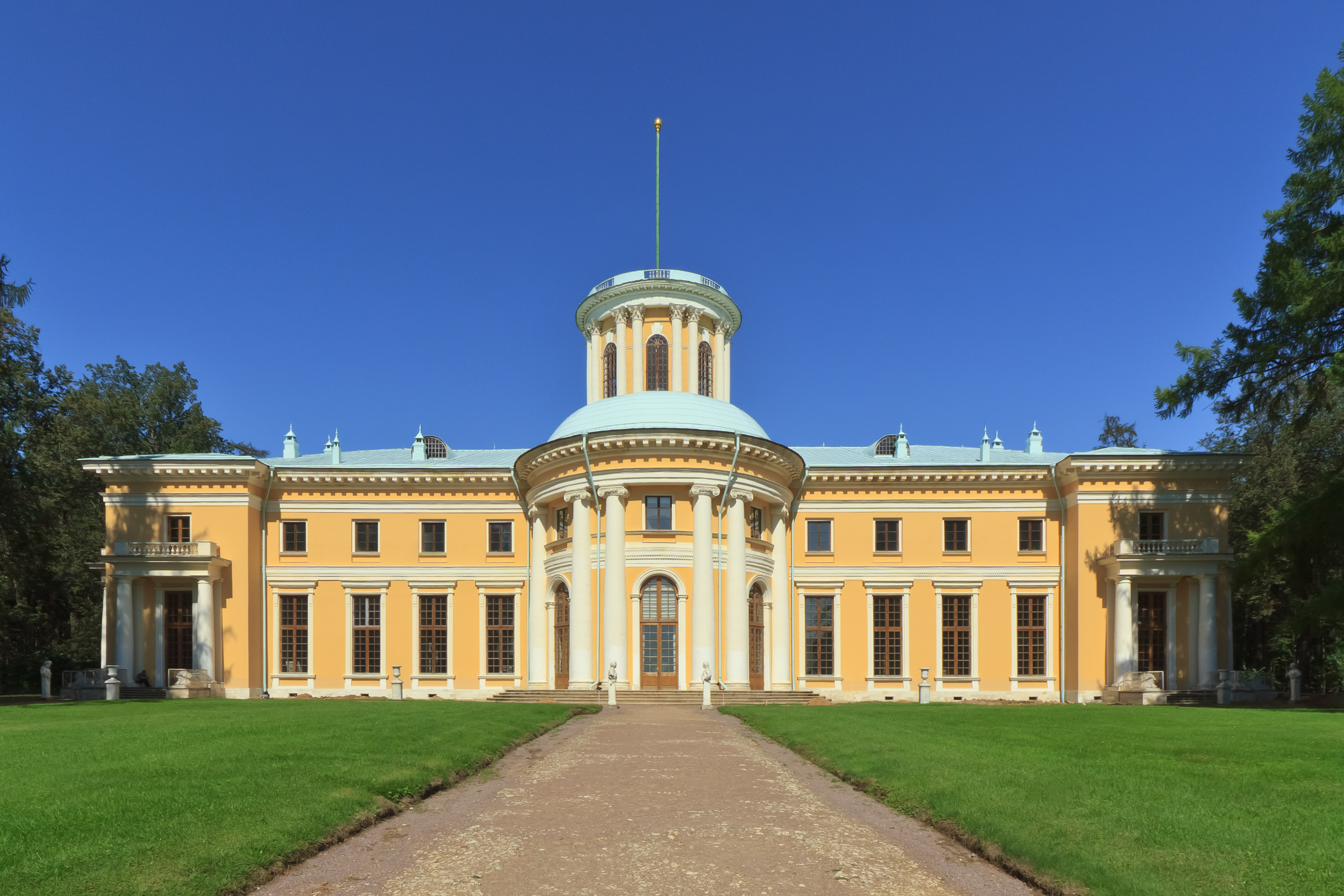
Domeniul Arkhangelskoye

Odată cu reprimarea independenței arhitecților și negarea oficială a modernismului (1932), demonstrată de concursul internațional pentru Palatul Sovietelor, neoclasicismul a fost promovat instantaneu ca una dintre alegerile din arhitectura stalinistă, dar nu singura. A coexistat cu arhitectura moderat modernistă a lui Boris Iofan, la granița cu Art Deco-ul contemporan (Schuko); din nou, cele mai pure exemple ale stilului au fost produse de școala Zholtovsky, care a rămas un fenomen izolat. Intervenția politică a fost un dezastru pentru liderii constructiviști, dar a fost sincer salutată de arhitecții școlilor clasice.
Neoclasicismul a fost o alegere ușoară pentru URSS, pentru că nu s-a bazat pe tehnologiile moderne de construire (cadru de oțel sau beton armat) și a putut să fie reprodus la zidăria tradițională. Astfel, desenele lui Zholtovsky, Fomin și ale altor maeștri vechi au fost reproduse cu ușurință în orașele îndepărtate, sub raționarea materială strictă. Îmbunătățirea tehnologiei de construire după Al Doilea Război Mondial a permis arhitecților stalinisti să se aventureze în construirea de zgârie-nori, chiar dacă stilistic respectivii zgârie-nori (inclusiv arhitectura „exportată” a Palatului Culturii și Științei din Varșovia și Centrul Internațional de Convenții din Shanghai) împărtășesc puțin cu modelele clasice. Neoclasicismul și neorenascentismul au persistat în proiecte rezidențiale și de birouri mai puțin solicitante până în 1955, când Nikita Hrușciov a pus capăt arhitecturii staliniste scumpe.

### Arhitectura în secolul XXI

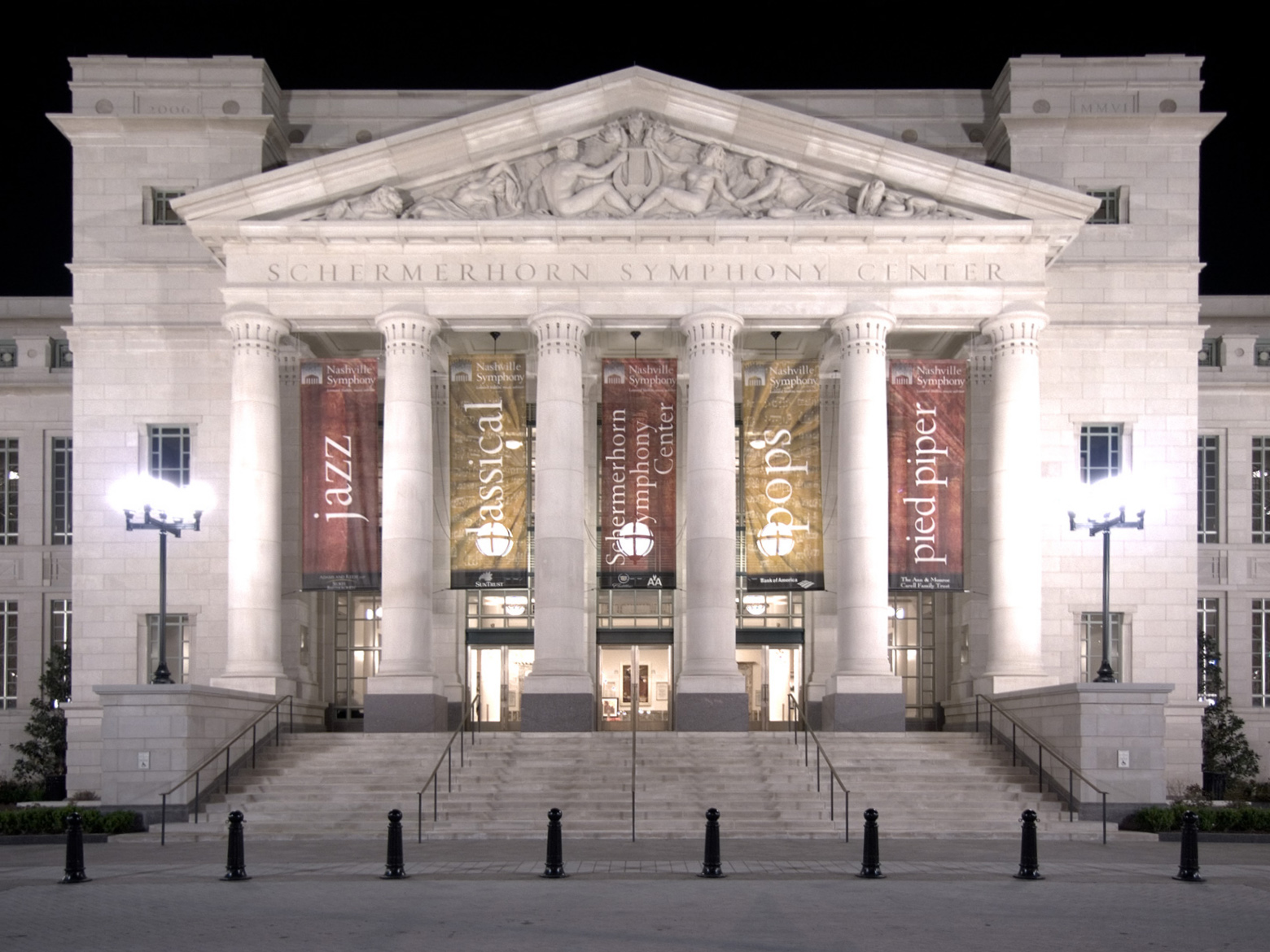
Centrul Simfonic Schermerhorn, din 2006

După o pauză în perioada dominanței arhitecturii moderne (aproximativ după cel de-Al Doilea Război Mondial până la mijlocul anilor 1980), neoclasicismul a văzut ceva de o înviere.
Începând cu primul deceniu al secolului XXI, arhitectura contemporană neoclasică e clasificată, de obicei, sub termenul umbrelă al arhitecturii clasice noi. Uneori e denumită și neoistoricism sau tradiționalism. De asemenea, o serie de clădiri postmoderne se inspiră și includ referințe explicite la neoclasicism, printre ele fiind și districtul Antigona și Teatrul Național al Cataloniei din Barcelona. Arhitectura postmodernă include ocazional elemente istorice, cum ar fi coloanele, capitelurile sau timpanul.
Pentru arhitectura sinceră în stil tradițional care se menține la arhitectura regională, materiale și meșteșuguri, termenul de arhitectură tradițională (sau vernaculară) e folosit în cea mai mare parte. Premiul de Arhitectură Driehaus este acordat contribuitorilor majori din domeniul arhitecturii tradiționale sau clasice din secolul XXI și vine cu un premiu în bani de două ori mai mare decât cel al Premiului Pritzker modernist.
În Statele Unite, diverse clădiri publice contemporane sunt construite în stil neoclasic, Centrul Simfonic Schermerhorn din 2006 în Nashville fiind un exemplu bun.
În Marea Britanie, un număr de arhitecți sunt activi în stilul neoclasic. Exemplele activității lor includ două biblioteci universitare: Biblioteca Maitland Robinson a lui Quinlan Terry de la Downing College și Biblioteca Sackler a lui Robert Adam.

## Legături externe
- Neoclasicismul în „Istoria Artei” Arhivat în 26 ianuarie 2021, la Wayback Machine.
- „Ghid al Stilului Neoclasic”. Galeriile Britanice. Muzeul Victoria și Albert. Accesat în 17 iulie 2007.
- Desene neoclasice în Colecția de Artă Flamandă Arhivat în 27 decembrie 2008, la Wayback Machine.
- Sculptura din Secolul al XIX-lea Derivată din Influența Greacă Elenistică: Jacob Ungerer
- Pompoiiul Neoclasicizant